# Умершие в июле 2022 года
Это список известных людей, соответствующих установленным критериям значимости (см. Википедия:Критерии значимости персоналий), умерших в июле 2022 года.
Причина смерти указывается лишь в исключительных случаях (убийство, самоубийство, гибель в результате военных действий, смертная казнь, ДТП или несчастные случаи). В остальных случаях — не указывается.

## 31 июля

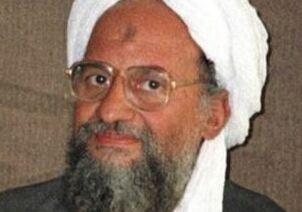
Айман аз-Завахири

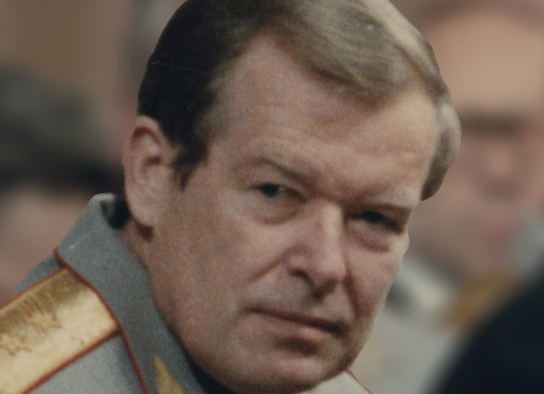
Вадим Бакатин

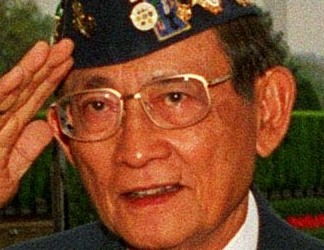
Фидель Рамос

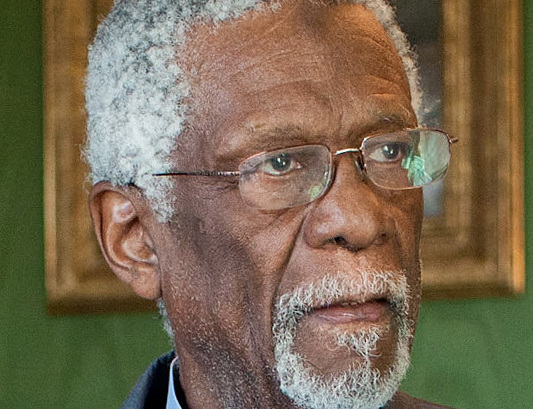
Билл Расселл

- Айман аз-Завахири (71) — лидер международной террористической организации Аль-Каида (с 2011); убит[1].
- Бакатин, Вадим Викторович (84) — советский партийный и государственный деятель, министр внутренних дел (1988—1990), председатель КГБ (1991)[2].
- Вадатурский, Алексей Афанасьевич (74) — украинский предприниматель в области сельского хозяйства, Герой Украины (2007); погиб от ракетного удара[3].
- Галле, Сесиль[фр.] (86) — французский политик, депутат Национального собрания (2002—2010)[4].
- Летен, Хубертус[англ.] (63) — индонезийский католический прелат, епископ Рутенга (2009—2017)[5]
- Остин, Мо (95) — американский звукорежиссёр[6].
- Рамос, Фидель Вальдес (94) — филиппинский государственный деятель, президент (1992—1998)[7].
- Расселл, Билл (88) — американский баскетболист, единственный в истории 11-кратный чемпион НБА[8].
- Чуперкэ, Василе Силвьян[рум.] (73) — румынский политический деятель, депутат Парламента (2000—2004)[9].

## 30 июля

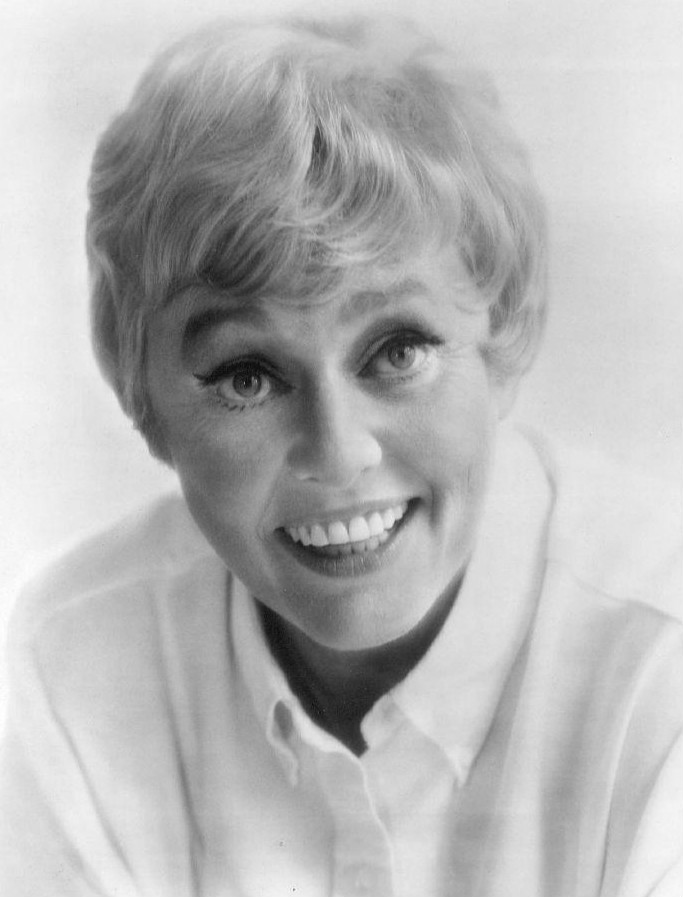
Пэт Кэрролл

- Абылкасымов, Бабаш Абылкасымович (90) — советский и казахстанский тюрколог, доктор филологических наук (1983), профессор (1994)[10].
- Бреннан, Джеффри (77) — австралийский философ и экономист[11].
- Дамиан (Хупения) (62) — иерарх Грузинской православной церкви, епископ Самтависский и Каспский (с 2013 года); ДТП[12].
- Иванов, Владислав Дмитриевич (93) — советский и российский педагог, заслуженный учитель школы РСФСР (1975)[13].
- Иванов, Иван Васильевич (68) — советский и российский тренер по санному спорту, заслуженный тренер РСФСР (1985)[14].
- Йео, Алвин[англ.] (60) — сингапурский политик, депутат Парламента (2006—2015)[15].
- Кобаяси, Киёси (89) — японский сэйю, диктор и актёр дубляжа[16].
- Кэрролл, Пэт (95) — американская актриса[17].
- Лулуга, Мартин[англ.] (89) — угандийский католический прелат, епископ Гулу (1990—1999), епископ Небби (1999—2011)[18].
- Николс, Нишель (89) — американская актриса и певица, лауреат премии «Сатурн» (2016)[19].
- Нобиле, Роберто[итал.] (74) — итальянский киноактёр[20].
- Рохас, София (114) — колумбийская сверхдолгожительница[21].
- Степанова, Евгения Дмитриевна (24) — российская спортсменка по ушу, неоднократная чемпионка России и Европы; ДТП[22].

## 29 июля
- Геци, Барнабаш[венг.] (96) — венгерский палеонтолог, действительный член Венгерской академии наук (1998)[23].
- Качура, Ольга Сергеевна (52) — участница российско-украинской войны, гвардии полковник, Герой ДНР и Российской Федерации (2022, посмертно); погибла в результате артиллерийского удара[24].
- Келлермайр, Лиза-Мария (36/37) — австрийский врач; самоубийство[25].
- Кобищанов, Юрий Михайлович (87) — советский и российский африканист, историк, социолог, этнолог[26].
- Кучеренко, Игорь Васильевич (84) — советский и российский геолог, доктор геолого-минералогических наук, Заслуженный геолог Российской Федерации (2000), Почетный работник высшего профессионального образования РФ (2001)[27].
- Миранда, Луис ди[порт.] (77) — бразильский поэт[28].
- Пантюшин, Феликс Михайлович (76) — советский и российский актёр, заслуженный артист Российской Федерации (1996)[29].
- Сёке, Петер[англ.] (74) — венгерский теннисист[30].
- Скобеев, Валерий Николаевич (83) — советский и российский художник, заслуженный художник Российской Федерации (2008)[31].
- Хартманис, Юрис (94) — латвийский и американский учёный в области теории вычислительных систем, член Национальной академии наук США (2013)[32].
- Чжан Синцянь[кит.] (100) — китайский физик, член Китайской академии наук (1991)[33].
- Бохонок, Виталий Владимирович (31) — украинский военнослужащий, майор, участник российско-украинской войны, Герой Украины (2022, посмертно); погиб в бою.

## 28 июля

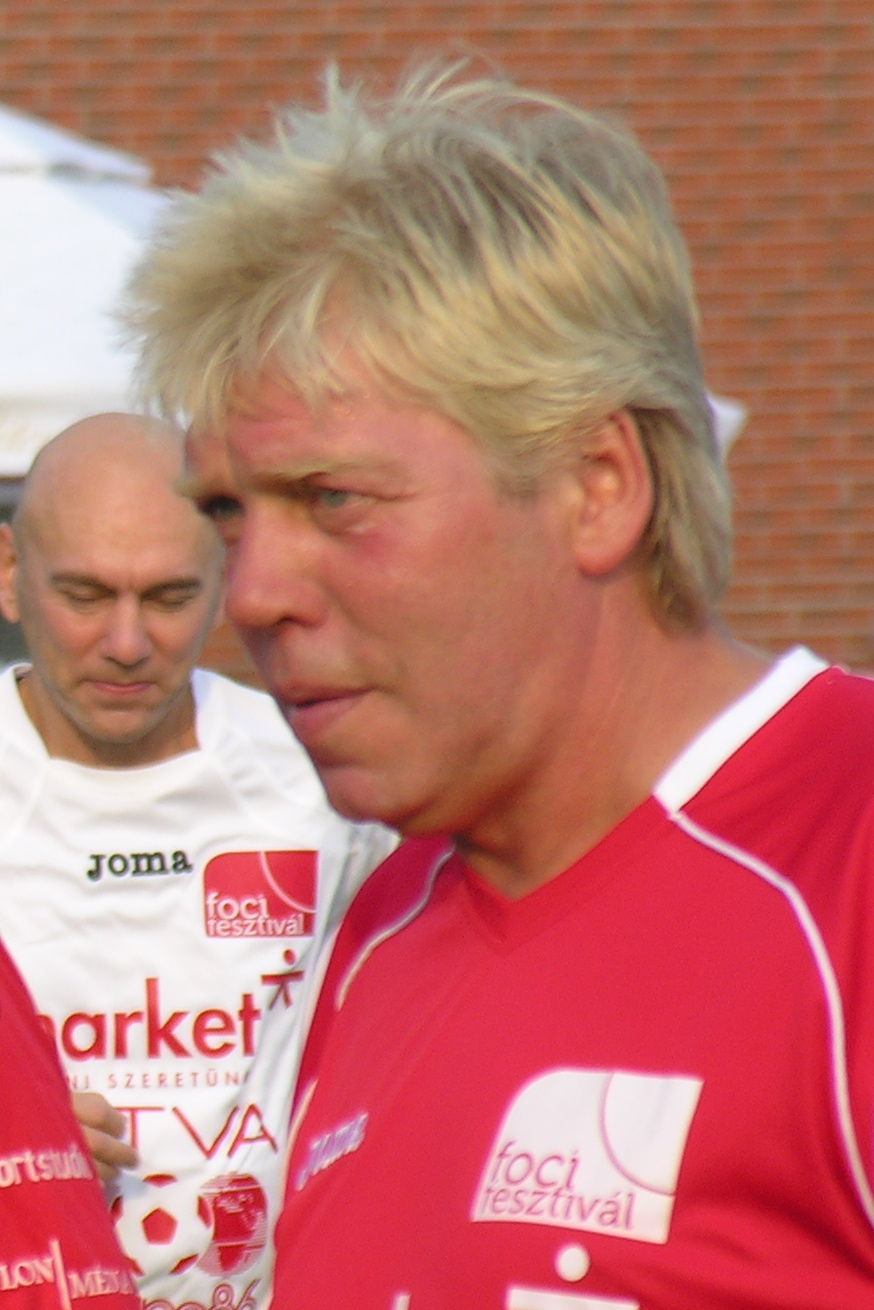
Йожеф Кардош

- Авдиевский, Сергей Макарович (81) — советский и украинский тренер по боксу, заслуженный тренер СССР (1978)[34].
- Ирем, Ильхан[тур.] (67) — турецкий певец и автор песен[35].
- Казалини, Франко[итал.] (70) — итальянский баскетбольный тренер[36].
- Кардош, Йожеф (62) — венгерский футболист[37].
- Кепак, Зденек (84) — чехословацкий хоккеист[38].
- Малеваная, Раиса Николаевна (65) — советская и российская актриса, заслуженная артистка Российской Федерации (2008)[39].
- Мароцке, Карл-Хайнц (88) — немецкий футбольный тренер[40].
- Мелланд, Родни (84) — американский кёрлингист[41].
- Никонов, Александр Иванович (75) — советский и российский инженер-конструктор, генеральный директор и главный конструктор Специального конструкторского бюро машиностроения (1989—2009)[42].
- Нил, Терри (80) — североирландский футболист[43].
- Поздеев, Иван Владимирович (37) — российский офицер Воздушно-десантных войск Российской Федерации, подполковник, командир 217-го гвардейского парашютно-десантного полка 98-й гвардейской воздушно-десантной дивизии, участник российско-украинской войны, Герой Российской Федерации (2022, посмертно); погиб в бою[44].
- Херути, Яаков[англ.] (95) — израильский политический активист, основатель и лидер группировки «Малхут Исраэль»[45].
- Читати, Пьетро (92) — итальянский писатель и литературный критик[46].

## 27 июля

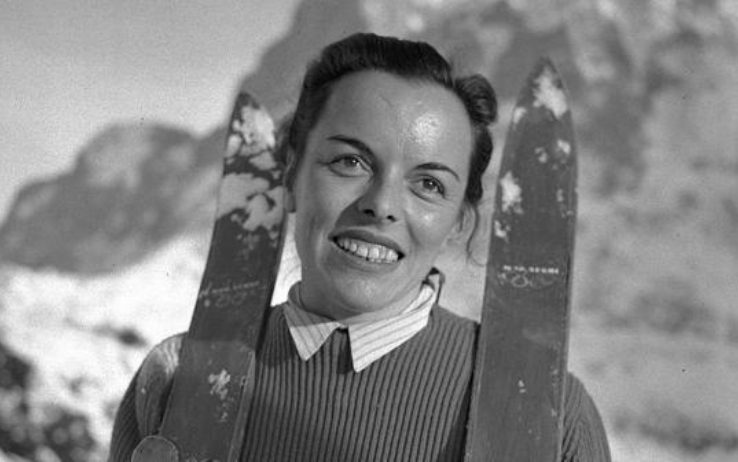
Челина Сеги

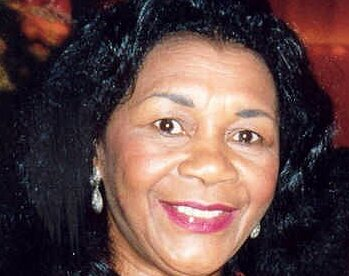
Мэри Элис

- Абдул-Рахман ибн Нассер Аль Сауд[араб.] (74/75) — саудовский принц, губернатор мухафазы Эль-Хардж (2001—2021)[47].
- Дементьева, Елизавета Григорьевна (93) — советская байдарочница, чемпионка Олимпийских игр (1956), чемпионка мира (1958), заслуженный мастер спорта СССР (1957)[48].
- Доу, Тони[англ.] (77) — американский актёр[49].
- Казагранде, Антонио[итал.] (91) — итальянский актёр[50].
- Криббинс, Бернард (93) — британский актёр[51].
- Марусин, Юрий Михайлович (76) — советский и российский оперный певец (тенор), народный артист РСФСР (1983)[52].
- Мбунгу, Тати (72) —  заирский футболист, игрок национальной сборной, чемпион Африки 1974 года[53].
- Мейер, Кристофер[англ.] (78) — британский дипломат, посол в Германии (1997) и в США (1997—2003)[54].
- Садеги, Хабиболла (65) — иранский художник, график и карикатурист, член Академии искусств Исламской Республики Иран (2001)[55].
- Сеги, Челина (102) — итальянская горнолыжница, бронзовый призёр чемпионата мира (1950)[56].
- Тутунов, Андрей Андреевич (94) — советский и российский живописец-пейзажист, академик РАХ (2001), народный художник Российской Федерации (2004)[57].
- Элис, Мэри (85) — американская актриса, лауреат премии «Эмми» (1993)[58].
- JayDaYoungan (24) — американский рэп, хип-хоп исполнитель и певец; убит[59].

## 26 июля

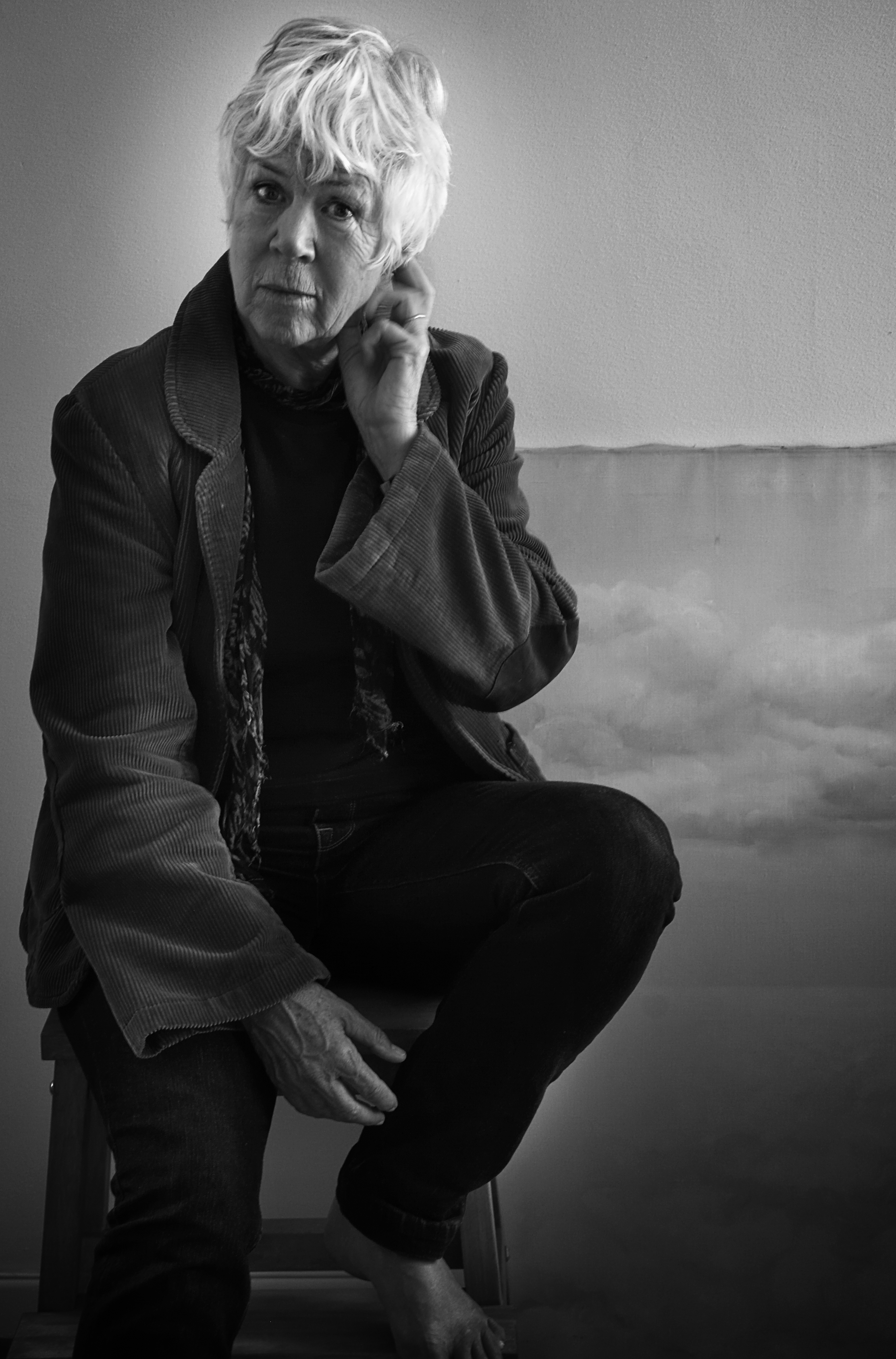
Ингер Альвен

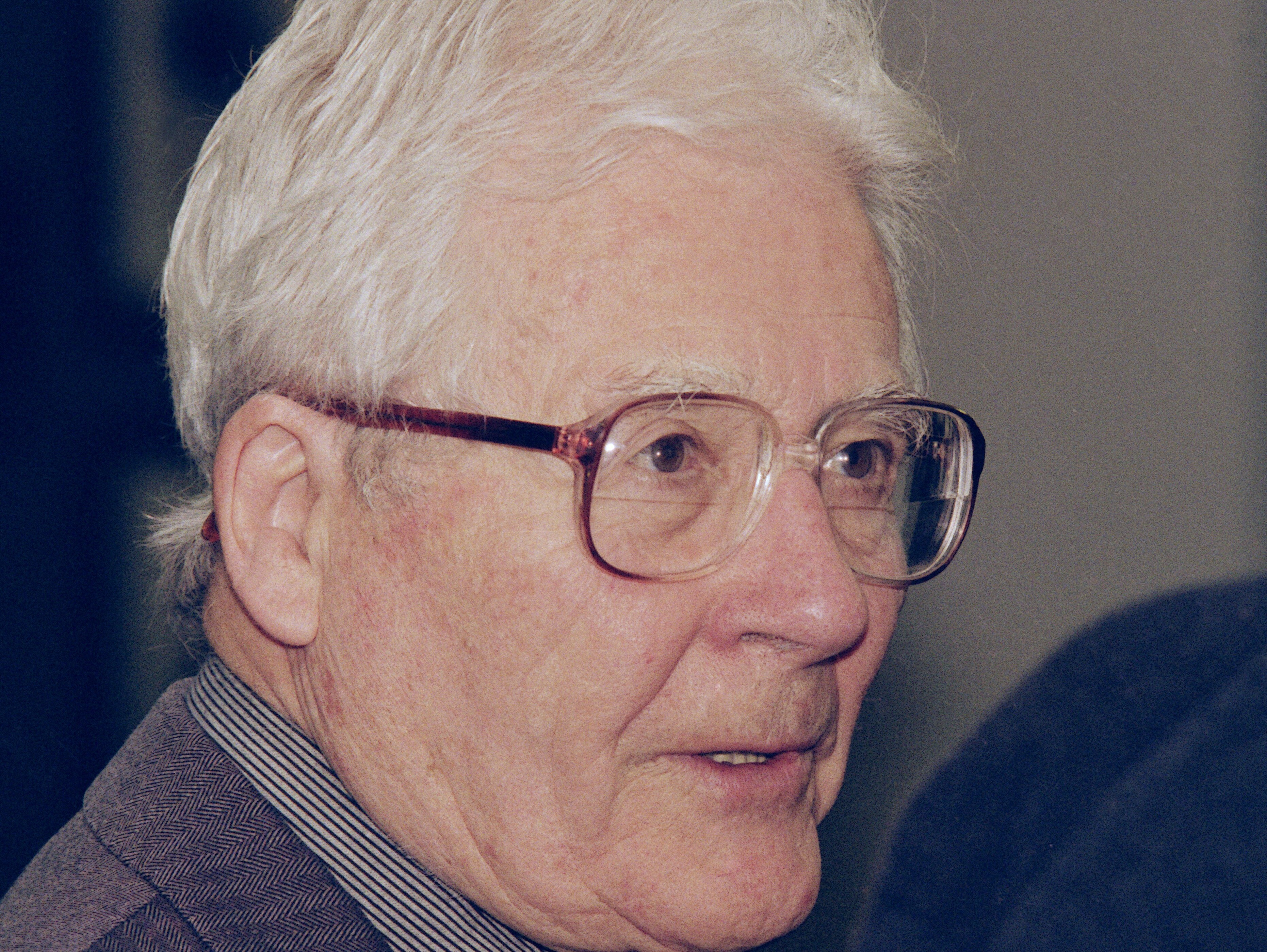
Джеймс Лавлок

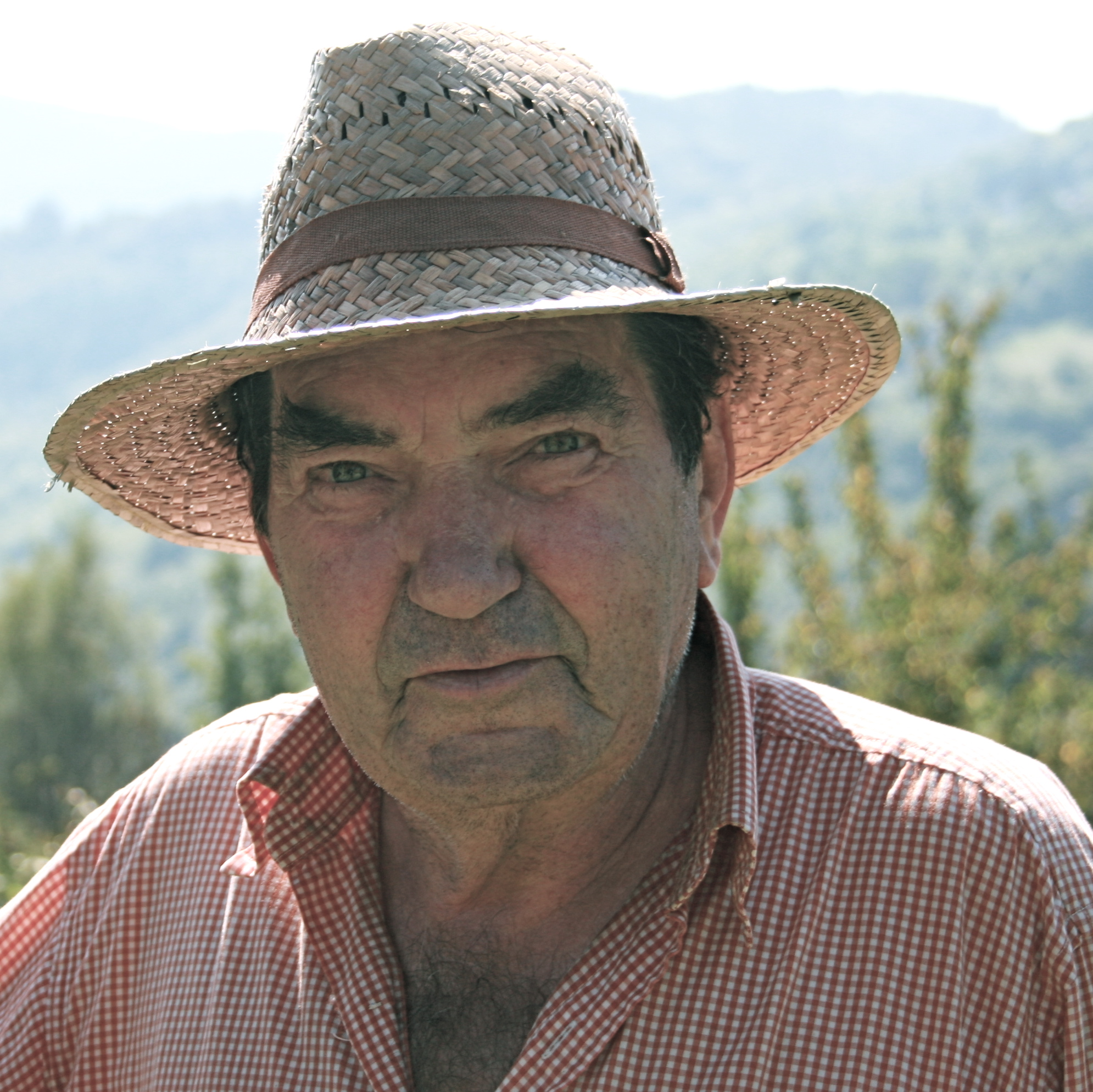
Феликс Тейссен

- Альвен, Ингер (82) — шведская писательница и социолог[60].
- Гара, Анн-Мари[фр.] (75) — французская писательница[61].
- Кардини, Джанкарло[итал.] (81) — итальянский пианист и композитор[62].
- Кукурба, Александр Васильевич (28) — украинский военный лётчик, участник российско-украинской войны, Герой Украины (2022); погиб в бою[63].
- Лавлок, Джеймс (103) — британский химик, член Лондонского королевского общества (1974)[64].
- Мандал, Аббас Али[англ.] — бангладешский политический деятель, депутат Парламента (1986—1988)[65].
- Оппи, Джорджо[итал.] (91) — итальянский политик, депутат Палаты депутатов Италии (2006—2009)[66].
- Пасторе, Альдо[итал.] (91) — итальянский политик, депутат Палаты депутатов Италии (1979—1987)[67].
- Поточняк, Ростислав Мирославович (74) — советский футболист и тренер, обладатель Кубка СССР в составе клуба «Карпаты» (Львов) (1969)[68].
- Сучилин, Анатолий Александрович (86) — советский и российский спортивный педагог, ректор ВГАФК (1988—2004)[69].
- Тейссен, Феликс (88) — нидерландский писатель[70].
- Форести, Бруно[итал.] (99) — итальянский католический прелат, архиепископ Модена-Нонантола (1976—1983), архиепископ Брешии (1983—1998)[71].
- Цвеич, Бранко[серб.] (75) — югославский и сербский актёр[72].

## 25 июля

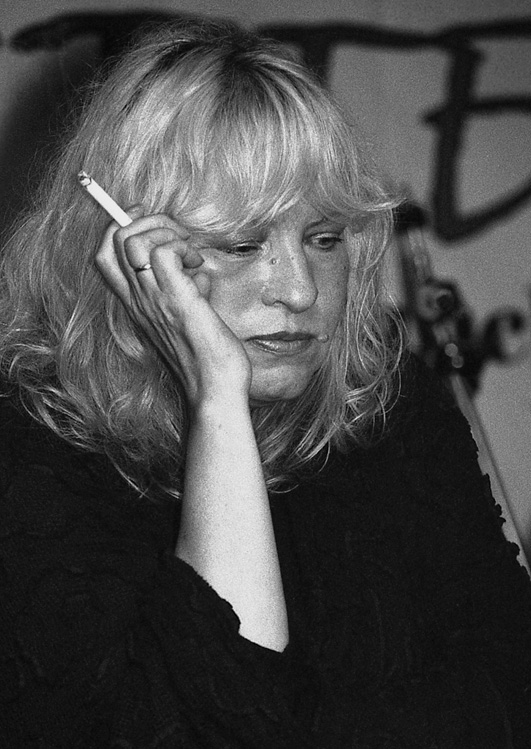
Татьяна Москвина

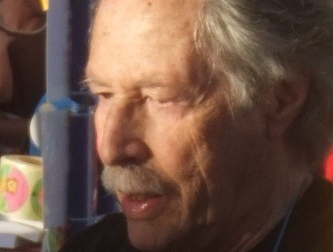
Ури Орлев

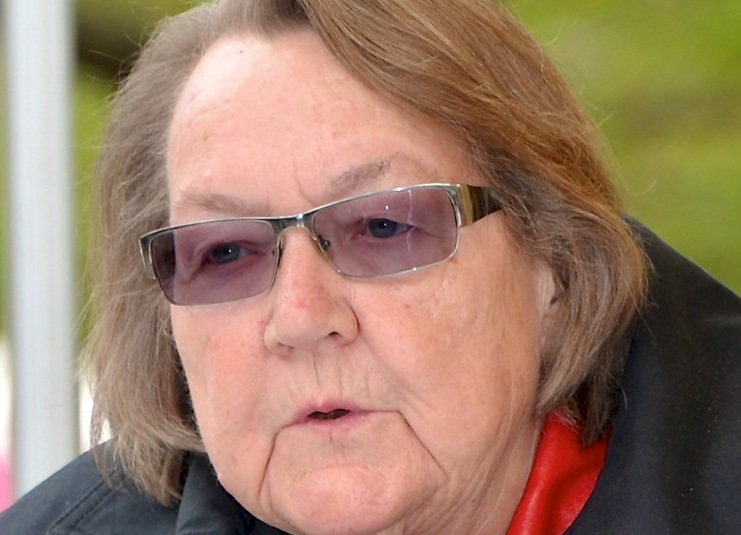
Марит Паульсен

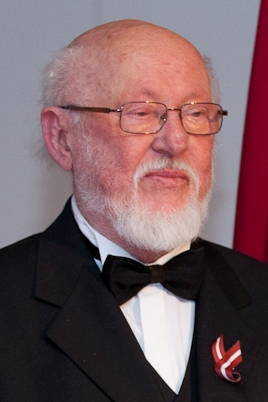
Кнутс Скуениекс

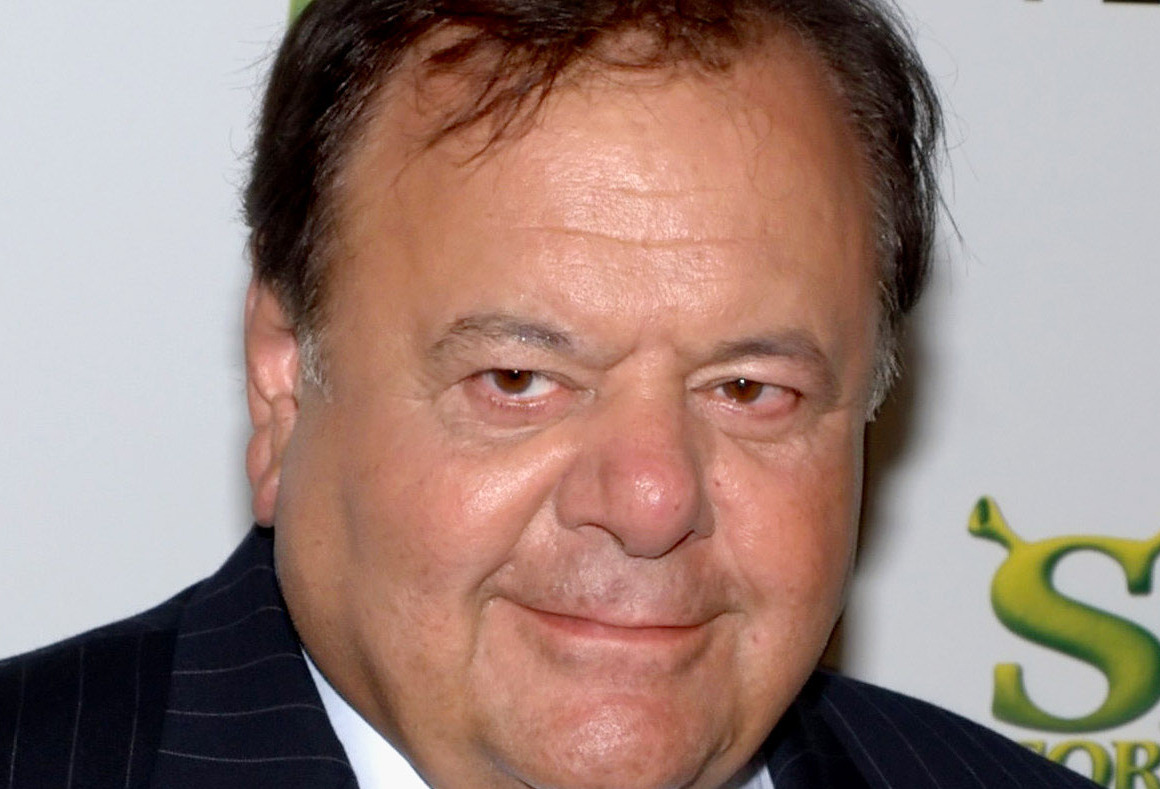
Пол Сорвино

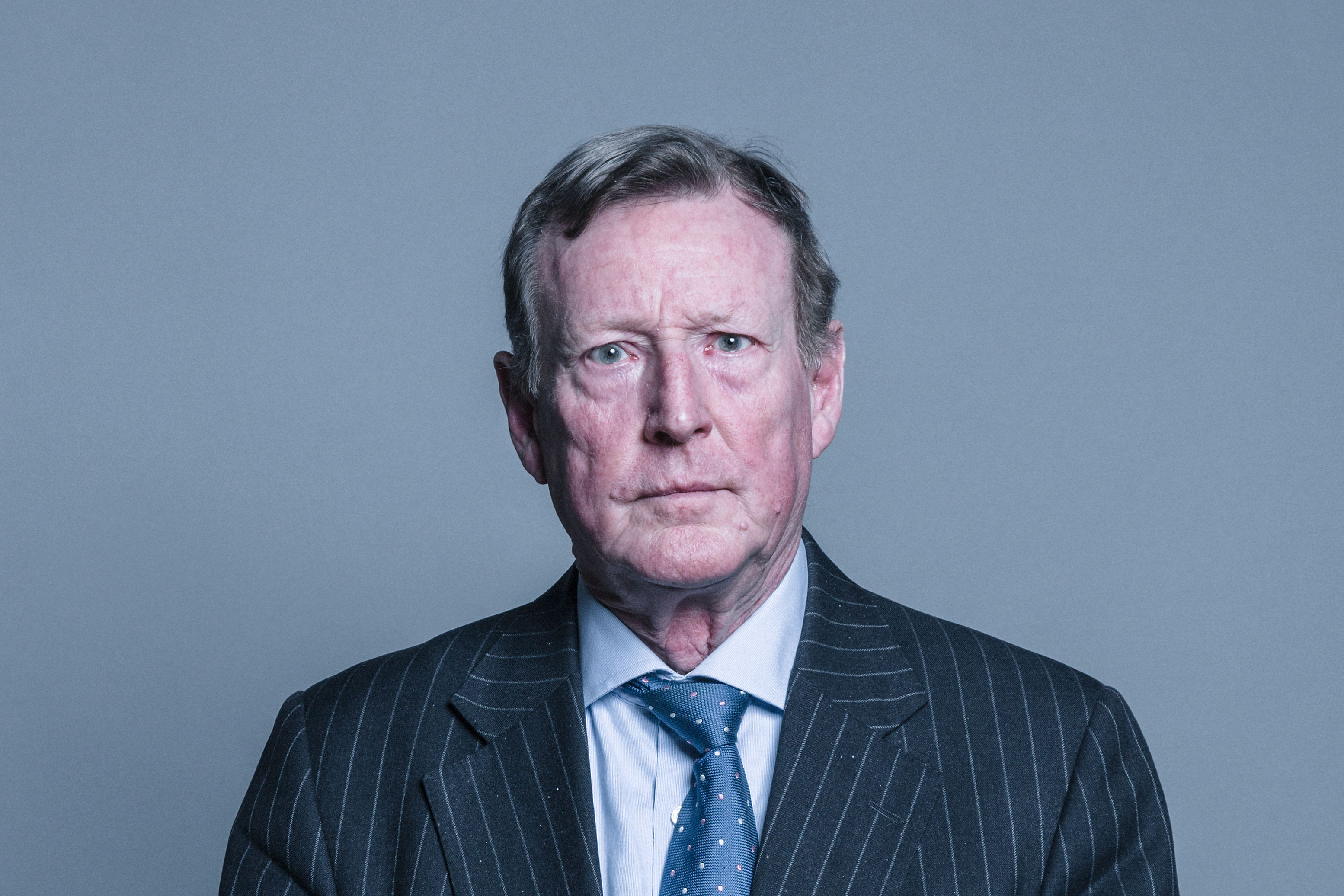
Дэвид Тримбл

- Бартлетт, Дженнифер[англ.] (81) — американская художница[73].
- Валентин, Педро[исп.] (81) — испанский актёр[74].
- Васькин, Владимир Савельевич (81) — советский и российский скульптор, заслуженный художник Российской Федерации (1997)[75].
- Гильбоа, Михаэль (75) — израильский русскоязычный радиожурналист[76].
- Зорлеску, Камелия[рум.] (84) — румынская актриса[77].
- Йонеско, Ирина[фр.] (91) — французский фотограф[78].
- Москвина, Татьяна Владимировна (63) — российская писательница, театральный и кинокритик[79].
- Орлев, Ури (91) — израильский детский писатель, переводчик, сценарист[80].
- Паульсен, Марит (82) — шведская писательница и журналистка, депутат Европейского парламента (1999—2004, 2009—2015)[81].
- Поберезны, Том[англ.] (75) — американский лётчик, чемпион мира по высшему пилотажу (1973)[82].
- Симада, Ёко (69) — японская актриса[83].
- Скуениекс, Кнутс (85) — латышский поэт и переводчик[84].
- Сорвино, Пол (83) — американский актёр[85].
- Тримбл, Дэвид (77) — североирландский политик, лауреат Нобелевской премии мира (1998)[86].

## 24 июля

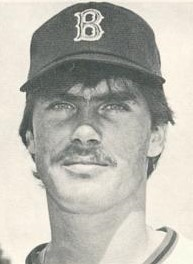
Вин Реммерсвал

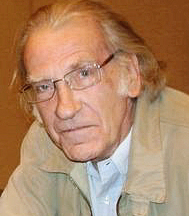
Дэвид Уорнер

- Ингриш, Лотте[нем.] (92) — австрийская писательница и драматург[87].
- Колмаков, Юрий Павлович (76) — советский биатлонист, двукратный чемпион мира (1973, 1974), заслуженный мастер спорта СССР (1974)[88].
- Реммерсвал, Вин (69) — нидерландский бейсболист, чемпион Европы (1973)[89].
- Риаса Гомес, Берта[исп.] (94) — испанская актриса[90].
- Томкус, Витаутас Ромуальдас (81) — советский и литовский актёр, заслуженный артист Литовской ССР (1982)[91].
- Уорнер, Дэвид (80) — британский актёр[92].
- Эшель, Тамар — израильский политик, депутат Кнессета (1977—1984)[93].

## 23 июля

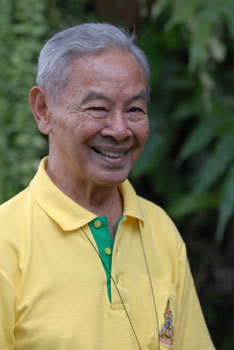
Пхисадеч Рачани

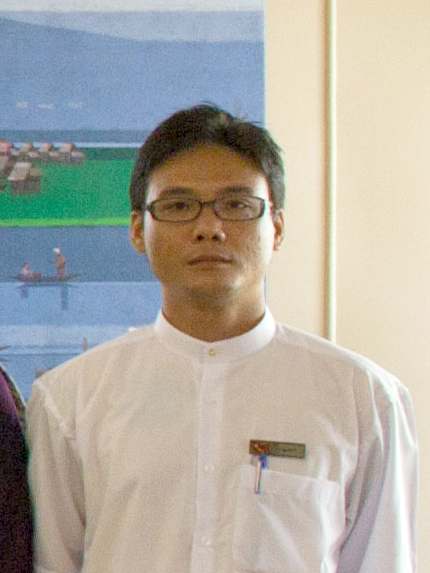
Пьо Зея То

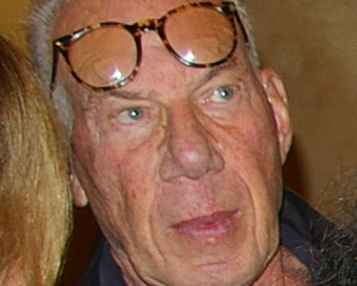
Боб Рейфелсон

- Бачинони, Венан (82) — бурундийский католический прелат, епископ Бурури (2007—2020)[94].
- Леонхардт, Мари[фр.] (93) — швейцарская скрипачка[95].
- Наглер, Геральд (92) — австрийско-шведский предприниматель и правозащитник[96].
- Нгуен Суан Винь[англ.] (92) — южновьетнамский военный деятель, командующий ВВС Республики Вьетнам[97].
- Озденёрен, Расим (82) — турецкий писатель[98]
- Пхисадеч Рачани (100) — тайский принц, член королевской семьи[99].
- Пьо Зея То (41) — мьянманский политик и рэпер; казнён[100].
- Рейфелсон, Боб (89) — американский кинорежиссёр, телевизионный продюсер, сценарист[101].
- Фердинандюссе, Ринус[нидерл.] (90) — нидерландский писатель и журналист[102].
- Чжо Мин Ю[англ.] (53) — мьянманский писатель и политический заключённый; казнён[103].
- Шаповалов, Вячеслав Иванович (74) — русский поэт, переводчик тюркской и европейской поэзии, литературовед[104].

## 22 июля

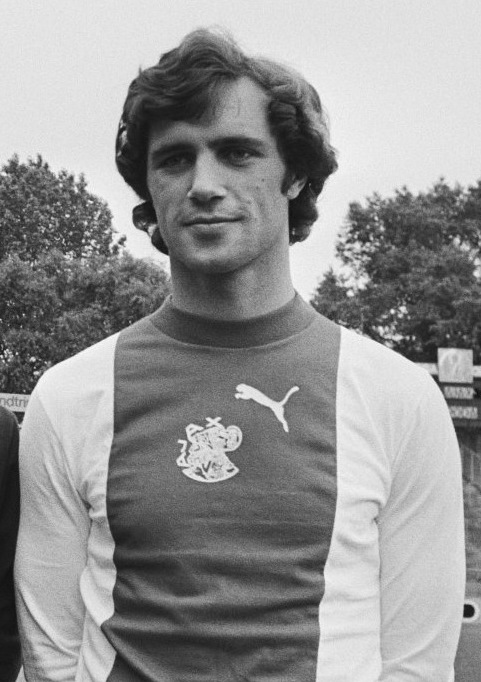
Петер Любеке

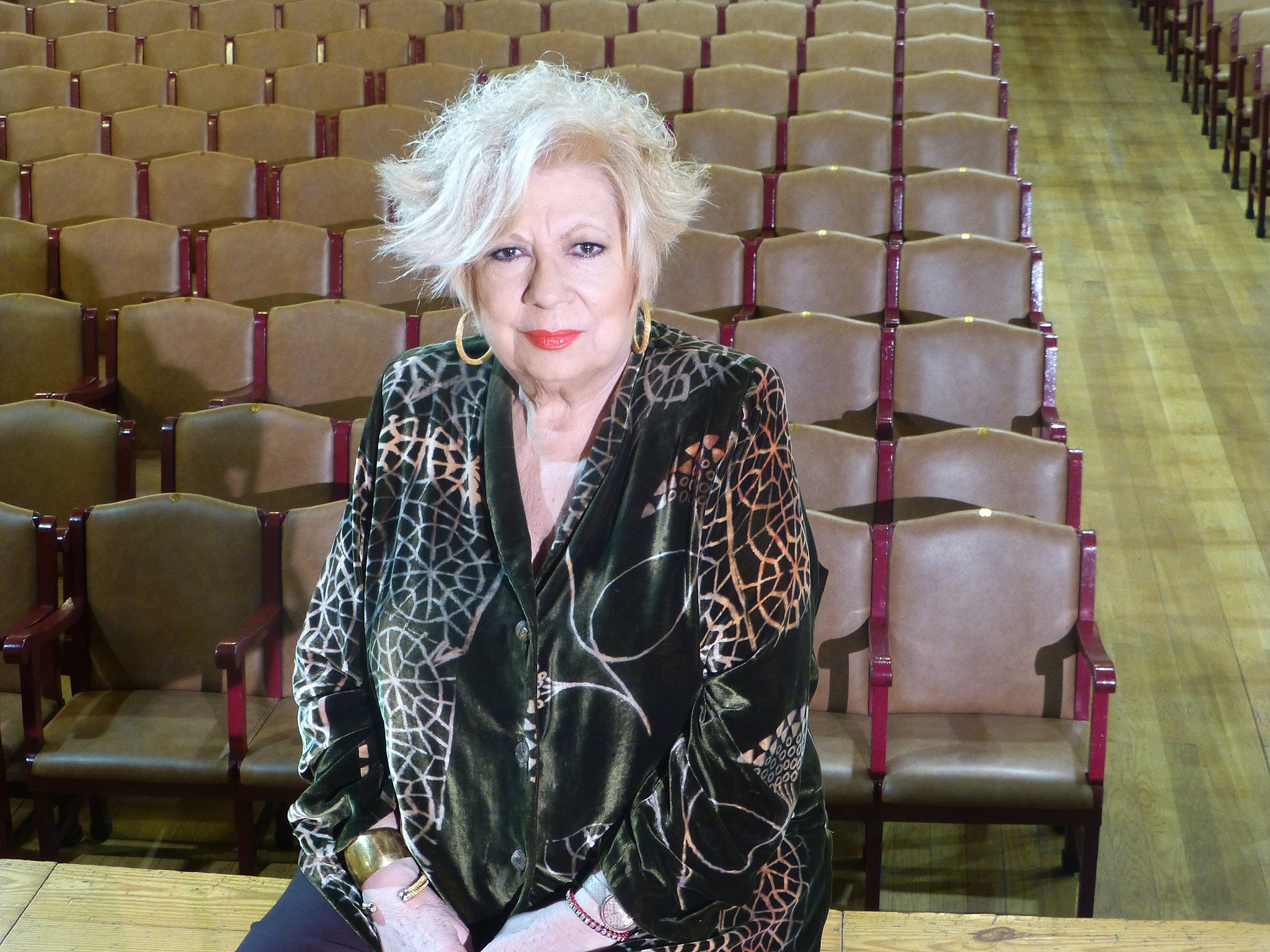
Нурия Фелиу

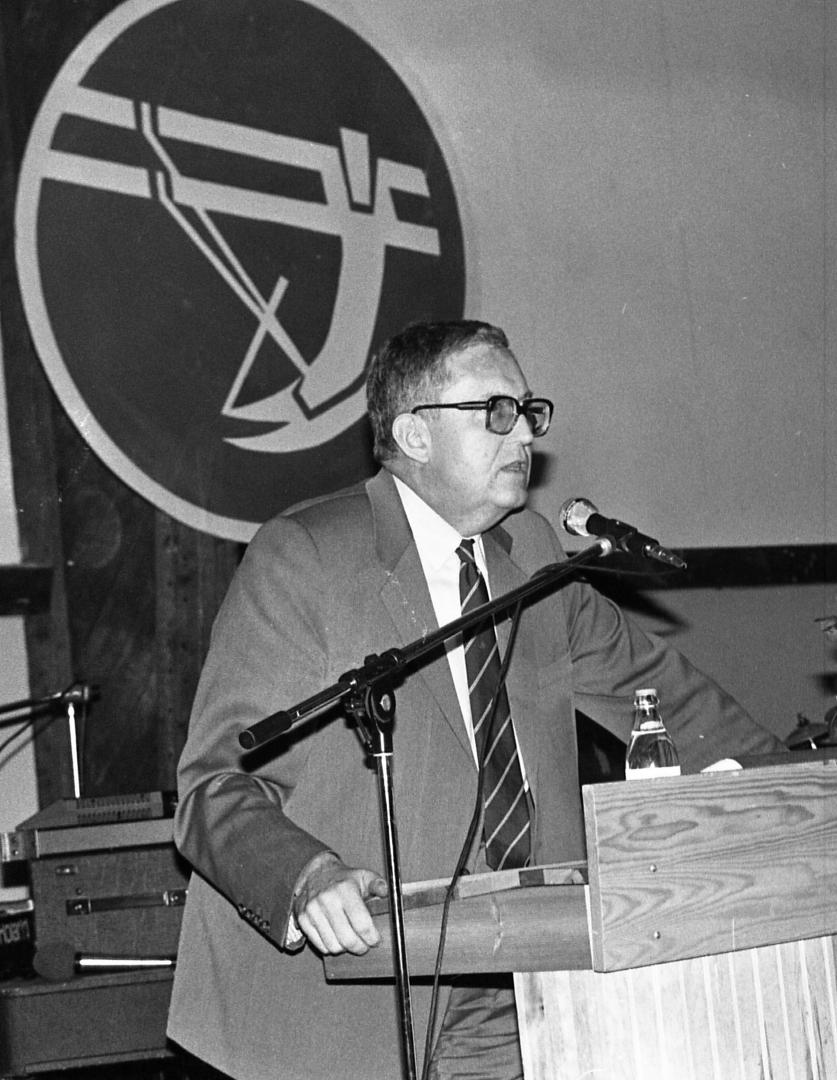
Хейкки Хаависто

- Бенеш, Эмили[англ.] (90) — американский скульптор, вдова Збигнева Бжезинского[105].
- Бутиньи, Робер (94) — французский гребец-каноист, бронзовый призёр Олимпийских игр (1948), чемпион мира (1950)[106].
- Гиббонс, Стив[англ.] (72) — австралийский политический деятель, член Палаты представителей (1998—2013)[107].
- Карреньо, Мече[исп.] (74) — мексиканская актриса и продюсер[108].
- Любеке, Петер (69) — немецкий футболист[109].
- Мореленбаум, Энрике (90) — бразильский дирижёр и музыкальный педагог[110].
- Нейман, Виктор Григорьевич (89) — советский и российский океанолог, член-корреспондент РАН (1991; член-корреспондент АН СССР с 1990)[111].
- Рябов, Геннадий Алексеевич (93) — советский и российский анестезиолог и реаниматолог, академик АМН СССР / РАМН (1988—2013), академик РАН (2013)[112].
- Фелиу, Нурия (80) — испанская певица и актриса[113].
- Хаависто, Хейкки (86) — финский политический деятель, министр иностранных дел (1993—1995)[114].
- Шольтес, Штефан[нем.] (73) — австрийский дирижёр[115].

## 21 июля

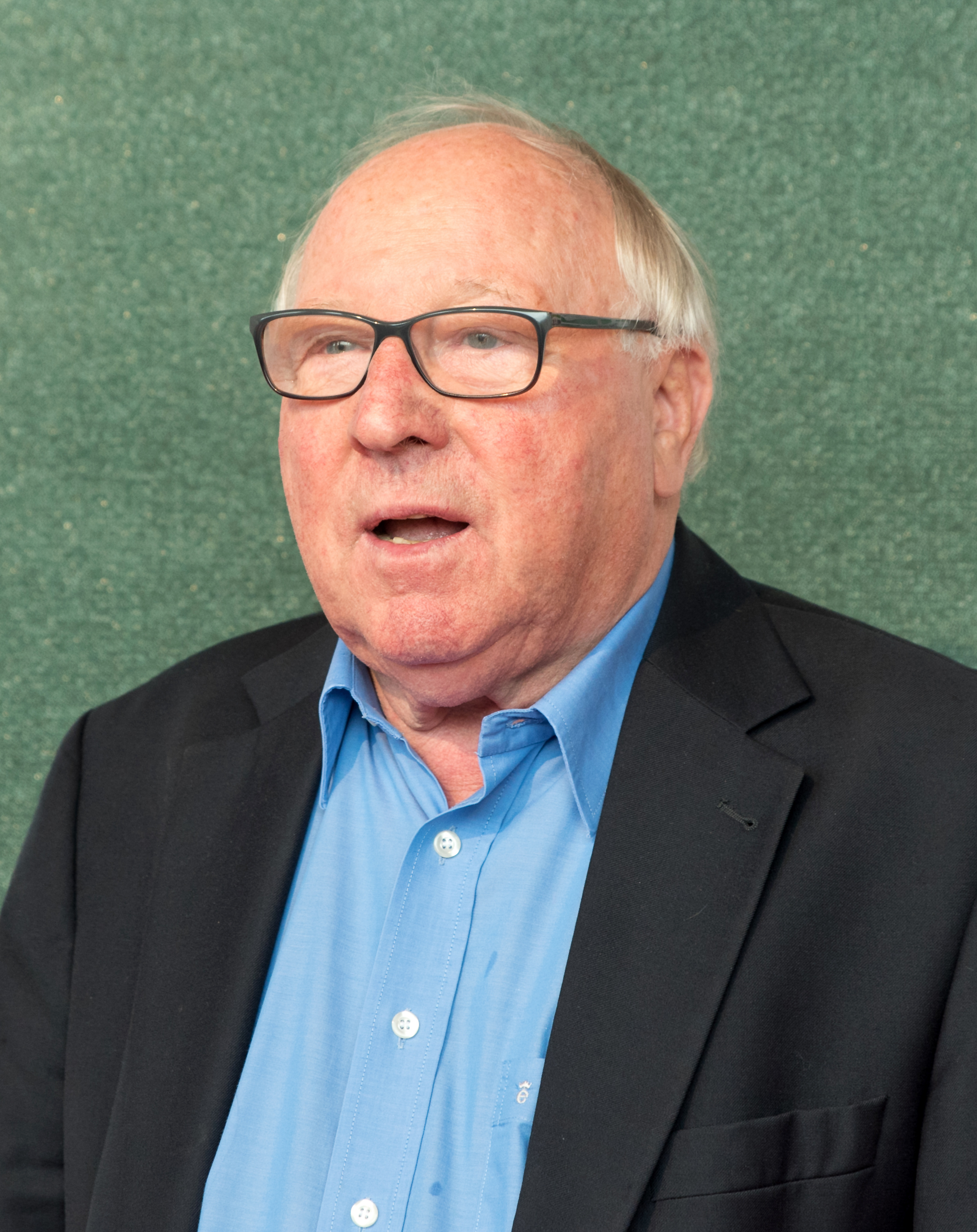
Уве Зеелер

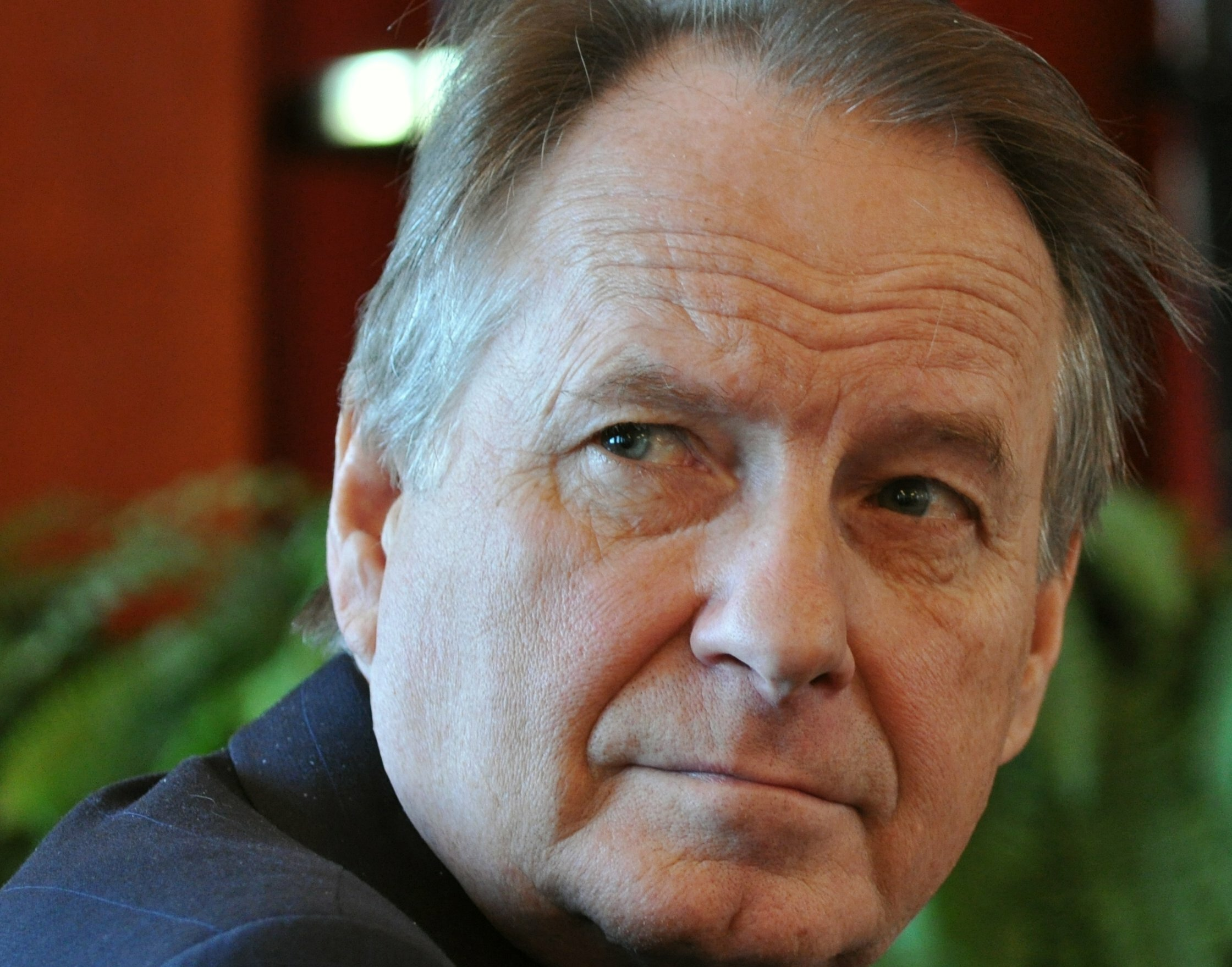
Рейно Паасилинна

- Блак, Торин[англ.] (82) — американский актёр[116].
- Вдовин, Алексей Владимирович (59) — советский и российский ватерполист, бронзовый призёр Олимпийских игр (1992), чемпион мира (1982), заслуженный мастер спорта СССР (1982)[117].
- Гродзинский, Михаил Дмитриевич (65) — украинский физикогеограф, член-корреспондент НАН Украины (2010)[118].
- Дворжак, Милан (87) — чехословацкий футболист[119].
- Зеелер, Уве (85) — немецкий футболист, серебряный (1966) и бронзовый (1970) призёр чемпионатов мира[120].
- Иган, Джонни (83) — американский баскетболист и тренер[121].
- Паасилинна, Рейно (82) — финский политический деятель и журналист, депутат Эдускунта (1983—1989, 1995—1996) и Европарламента (1996—2009)[122].
- Паукште, Витаутас Ионович (90) — советский и литовский актёр, народный артист Литовской ССР (1982)[123].
- Серианни, Лука (74) — итальянский лингвист и филолог, член Академии делла Круска, вице-президент Общества Данте Алигьери (с 2010 года)[124].
- Шиян, Валентин Михайлович (81) — советский и российский гандболист и тренер, заслуженный тренер СССР[125].

## 20 июля

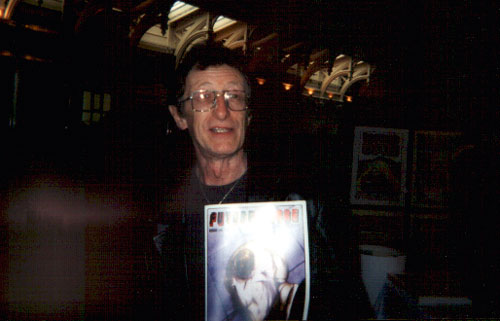
Алан Грант

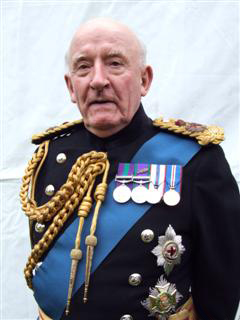
Питер Индж

- Арнонкур, Алиса[нем.] (91) — австрийская скрипачка, вдова Николауса Арнонкура[126].
- Грант, Алан (73) — британский писатель комиксов[127].
- Жмегач, Виктор[хорв.] (93) — хорватский литературовед и музыковед, член Хорватской академии наук и искусств (2012)[128].
- Индж, Питер (86) — британский фельдмаршал[129].
- Кляйбер-Контшек, Йолан[венг.] (82) — венгерская метательница диска, бронзовый призёр Олимпийских игр (1968)[130].
- Кроуфорд, Рекс[англ.] (90) — канадский политик, депутат Палаты общин (1988—1997)[131].
- Лабурдетт, Бернар[фр.] (75) — французский шоссейный велогонщик[132].
- Минеев, Михаил Петрович (72) — советский футболист и тренер[133].
- Перес Вильяр, Мигель[исп.] (76) — испанский политик, сенатор (1991—1993)[134].
- Штамм, Юдит[нем.] (88) — швейцарский юрист и политик, член (1983—1999) и председатель (1996—1997) Национального совета Швейцарии[135].

## 19 июля

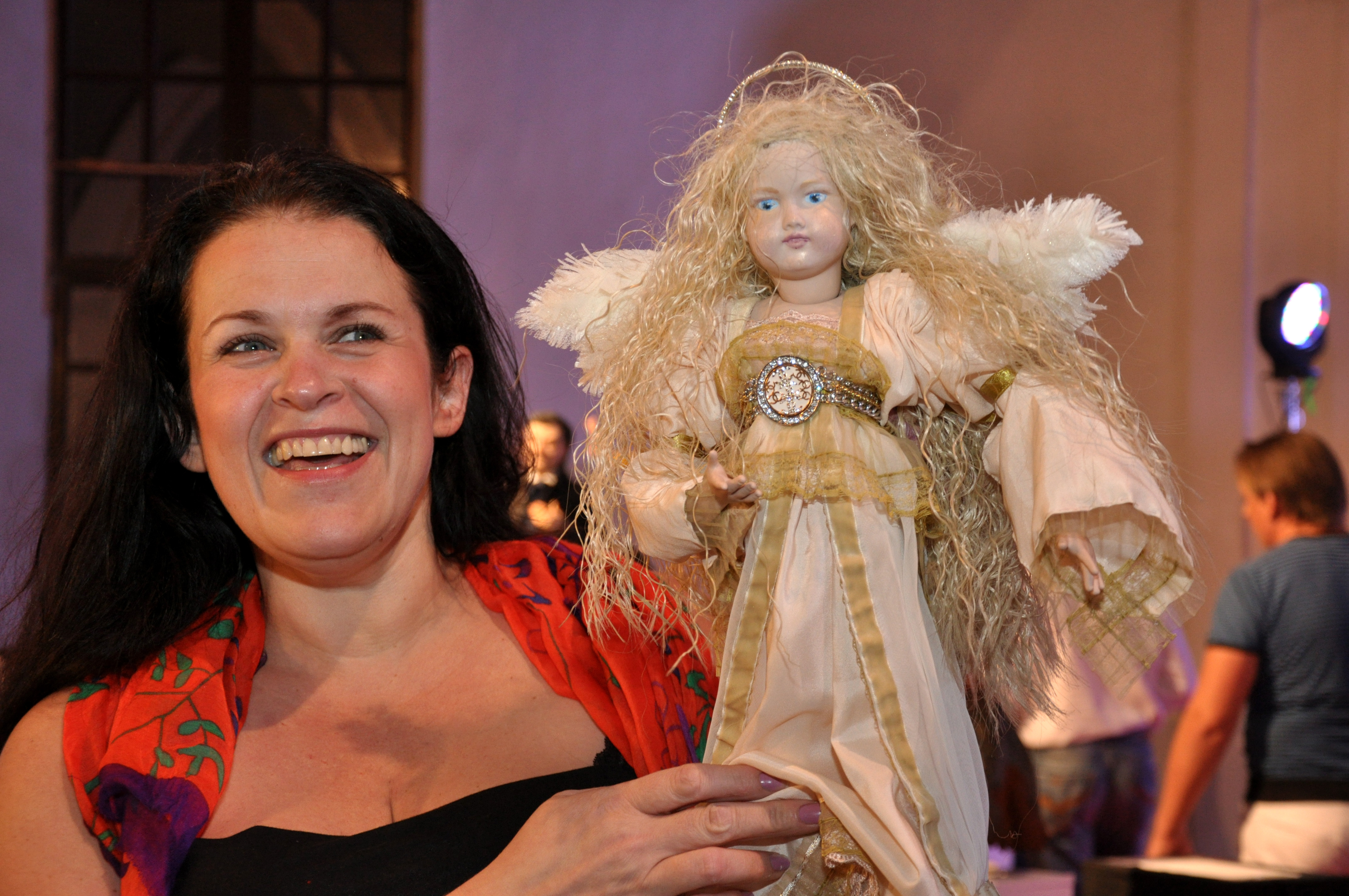
Руслана Писанка

- Акопян, Версандик Франсикович (71) — армянский политический деятель, депутат Национального собрания (с 2007 года)[136].
- Писанка, Руслана Игоревна (56) — украинская актриса и телеведущая[137].
- Рахманова, Марина Павловна (75) — советский и российский музыковед, доктор искусствоведения; известна трудами по истории русской музыки[138].
- Рибейру Дурам, Эуниси[порт.] (90) — бразильский антрополог[139].
- Ричерт, Уильям[англ.] (79) — американский режиссёр, сценарист, продюсер и актёр[140].
- Сил, Ричард[англ.] (86) — британский органист и дирижёр[141].
- Фарзане, Максим Фери[англ.] (93) — французско-иранский писатель и кинорежиссёр[142].
- Хендерсон, Майкл[англ.] (71) — американский гитарист и певец[143].

## 18 июля

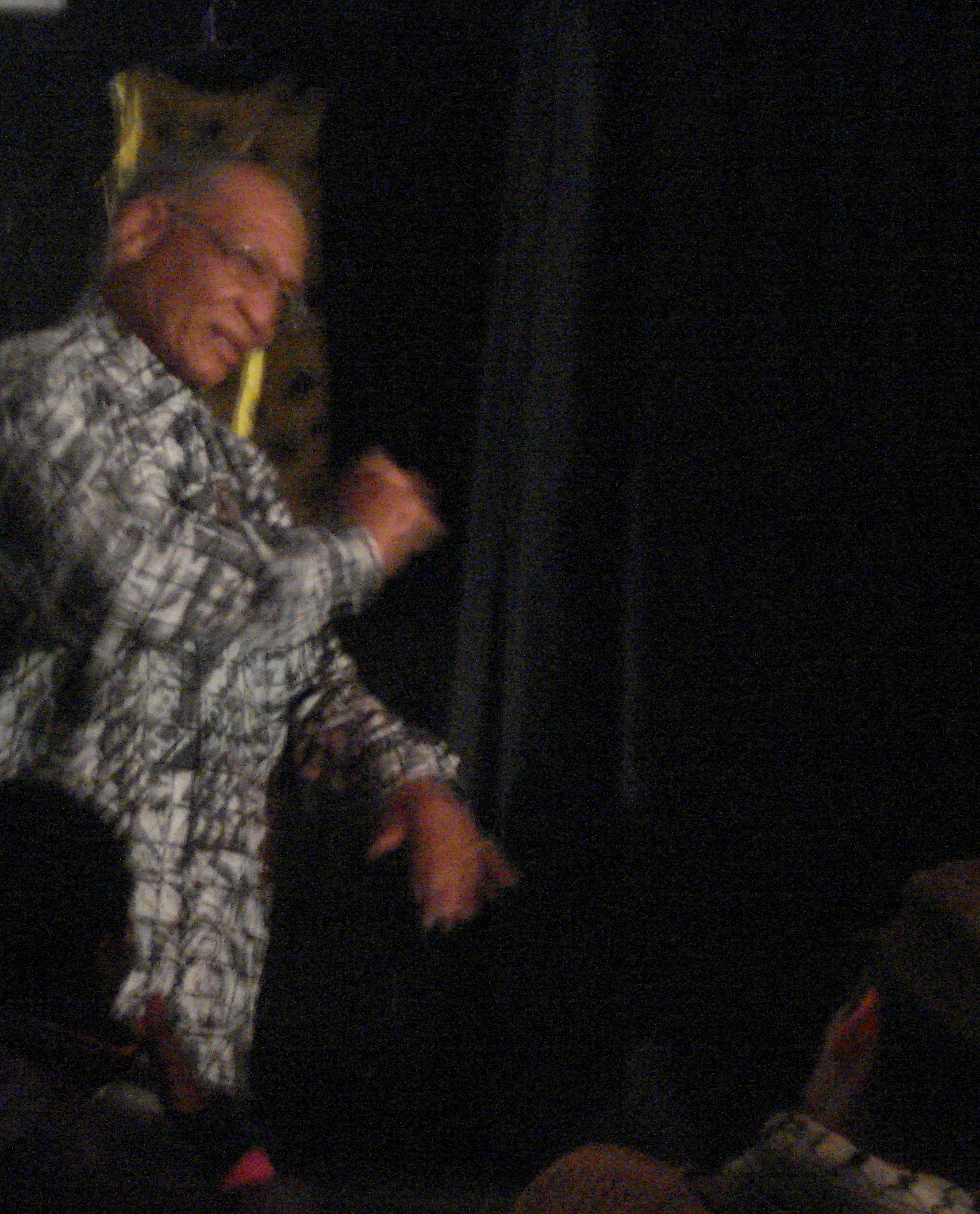
Дон Маттера

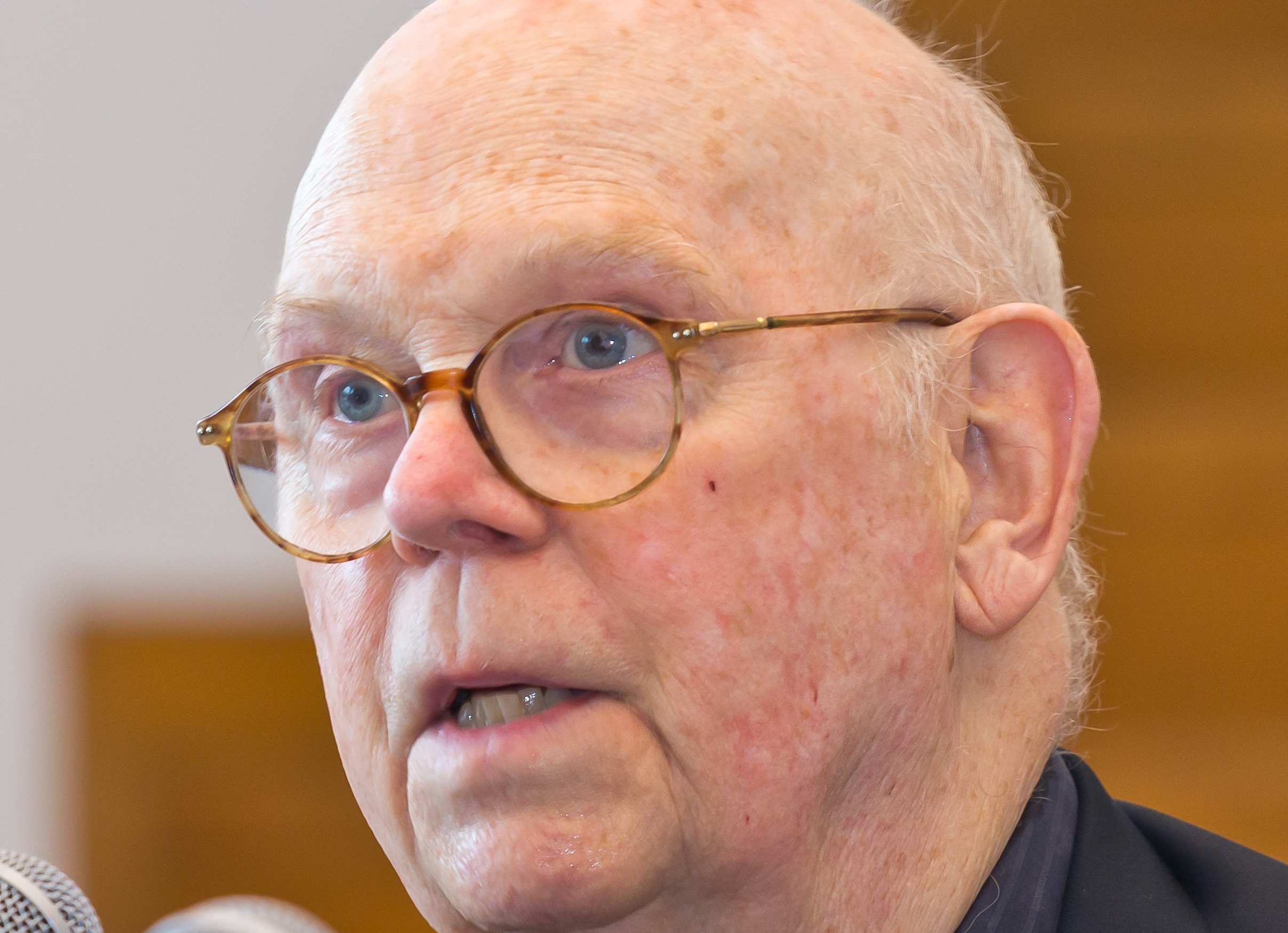
Клас Ольденбург

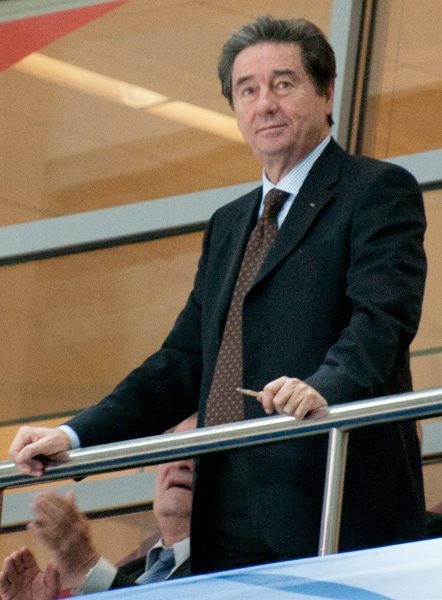
Оттавио Чинкванта

- Амурос Сула, Шавьер[исп.] (99) — испанский каталонский поэт, писатель и политик, сенатор (1986—1993)[144].
- Аттун, Майя (48) — израильская художница[145].
- Болдинг, Ребекка (73) — американская актриса[146].
- Дани[фр.] (77) — французская актриса и певица[147].
- Дероса, Винсент[англ.] (101) — американский валторнист[148].
- Джеффри, Ларри[англ.] (81) — канадский хоккеист («Детройт Ред Уингз», «Торонто Мейпл Лифс», «Нью-Йорк Рейнджерс»)[149].
- Диегес Реборедо, Хосе[исп.] (88) — испанский католический прелат, епископ Осма-Сории (1984—1987), Оренсе (1987—1996) и Туи Виго (1996―2010)[150].
- Диссинг, Повль[дат.] (84) — датский певец и музыкант[151].
- Иоффе, Борис Лазаревич (96) — советский и российский физик-теоретик, член-корреспондент РАН (1991; член-корреспондент АН СССР с 1990)[152].
- Капорелло, Эджидио[итал.] (91) — итальянский католический прелат, епископ Мантуанский (1986—2007)[153].
- Кравчук, Василий Петрович (73) — советский и российский художник, заслуженный художник Российской Федерации[154].
- Маттера, Дон (87) — южноафриканский поэт, драматург и общественный деятель[155].
- Ольденбург, Клас (93) — американский скульптор[156].
- Омедес Калонха, Луис[исп.] (84) — испанский гребец и саночник, участник летних (1952) и зимних (1968) Олимпийских игр[157].
- Сакалас, Алоизас (91) — литовский физик и политик, депутат Сейма (1990—2004), депутат Европейского парламента (2004—2009)[158].
- Тунгаев, Бекхан Дуквахович (72) — советский борец вольного стиля, призёр чемпионатов СССР[159].
- Фархан, Мухсин[араб.] (75) — иракский композитор[160].
- Хеспос, Ханс-Йоахим[нем.] (84) — немецкий композитор, лауреат Международного конкурса композиторов «Гаудеамус» (1967)[161].
- Чинкванта, Оттавио (83) — итальянский спортивный функционер, президент ИСУ (1994—2016)[162].

## 17 июля

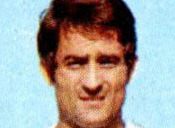
Франческо Риццо

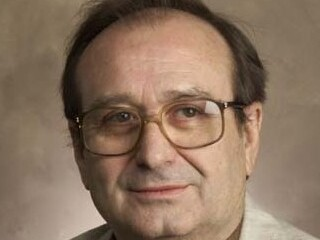
Эрик Флинт

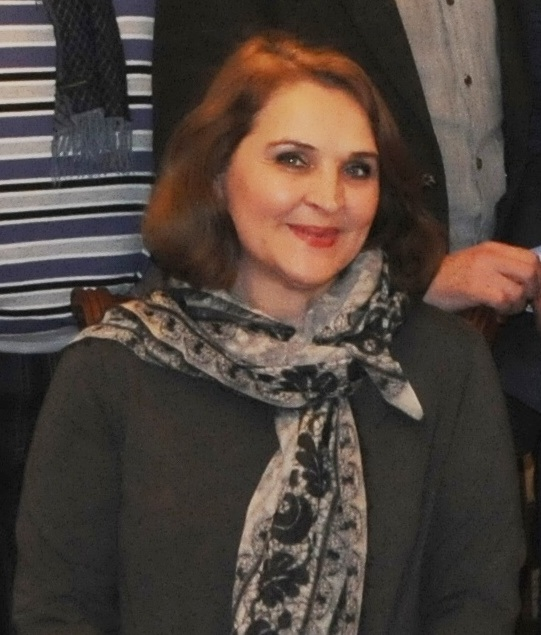
Раушания Юкачёва

- Ибрагимова, Севда Мирза кызы (82) — советский и азербайджанский композитор, народная артистка Азербайджана (2005)[163].
- Ким Джон Гон[кор.] (91) — южнокорейский адмирал и дипломат, начальник штаба ВМФ (1979—1981), посол на Тайване (1981—1985)[164].
- Кырал, Эрден[тур.] (80) — турецкий кинорежиссёр и сценарист[165].
- Морозов, Пётр Викторович (75) — советский и российский психиатр, доктор медицинских наук (1991), профессор РНИМУ им. Н. И. Пирогова (1994), генеральный секретарь Всемирной психиатрической ассоциации (с 2020 года)[166].
- Педросо, Сесар[фр.] (75) — кубинский пианист, композитор и аранжировщик[167].
- Риццо, Франческо (79) — итальянский футболист[168].
- Сидорченко, Виталий Петрович (84) — советский и российский актёр, заслуженный артист Российской Федерации (1998)[169].
- Флинт, Эрик (75) — американский писатель-фантаст[170].
- Юкачёва, Раушания Хуснутдиновна (63) — советская и российская актриса, народная артистка Татарстана (2009)[171].
- Ян Фуцзя[кит.] (86) — китайский физик-ядерщик, член Китайской академии наук (1991)[172].

## 16 июля

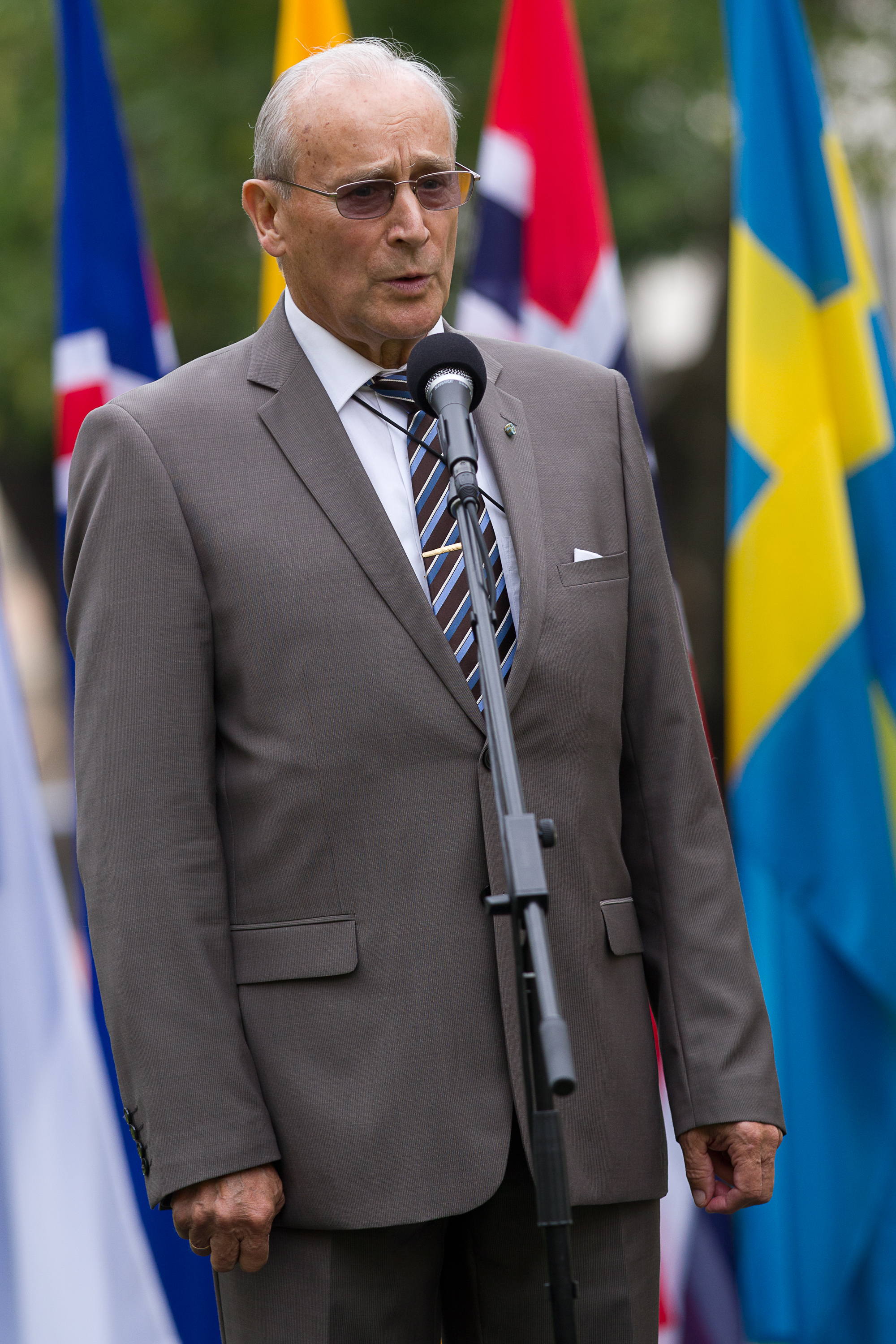
Георгс Андреевс

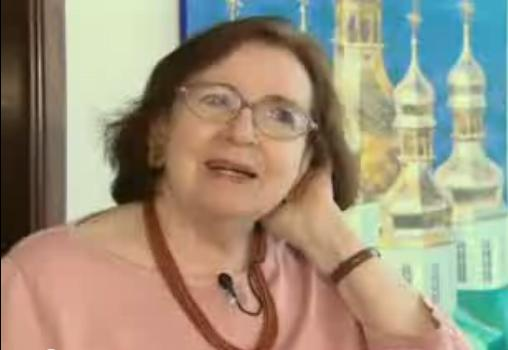
Вера Вовк

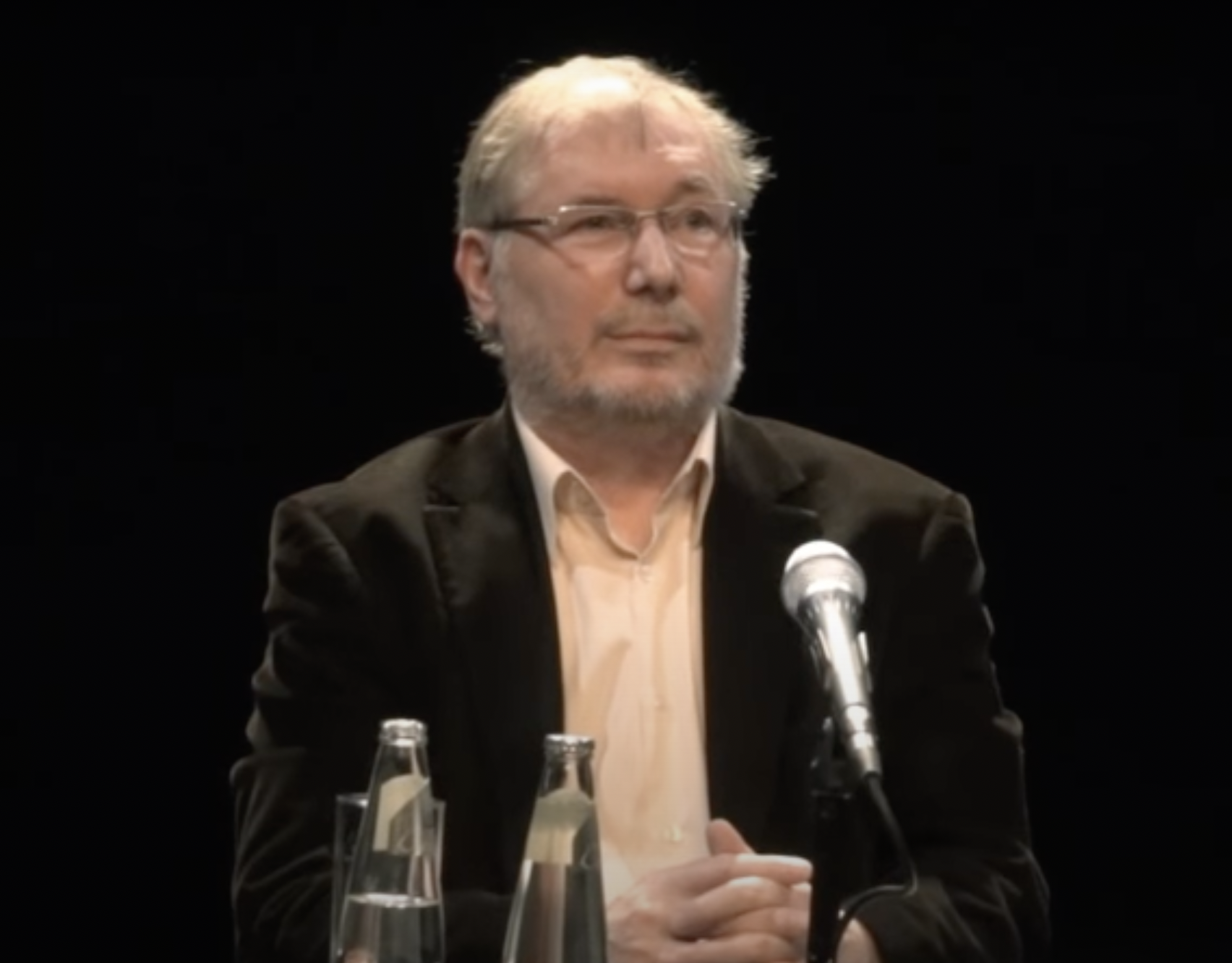
Ханс-Тис Леман

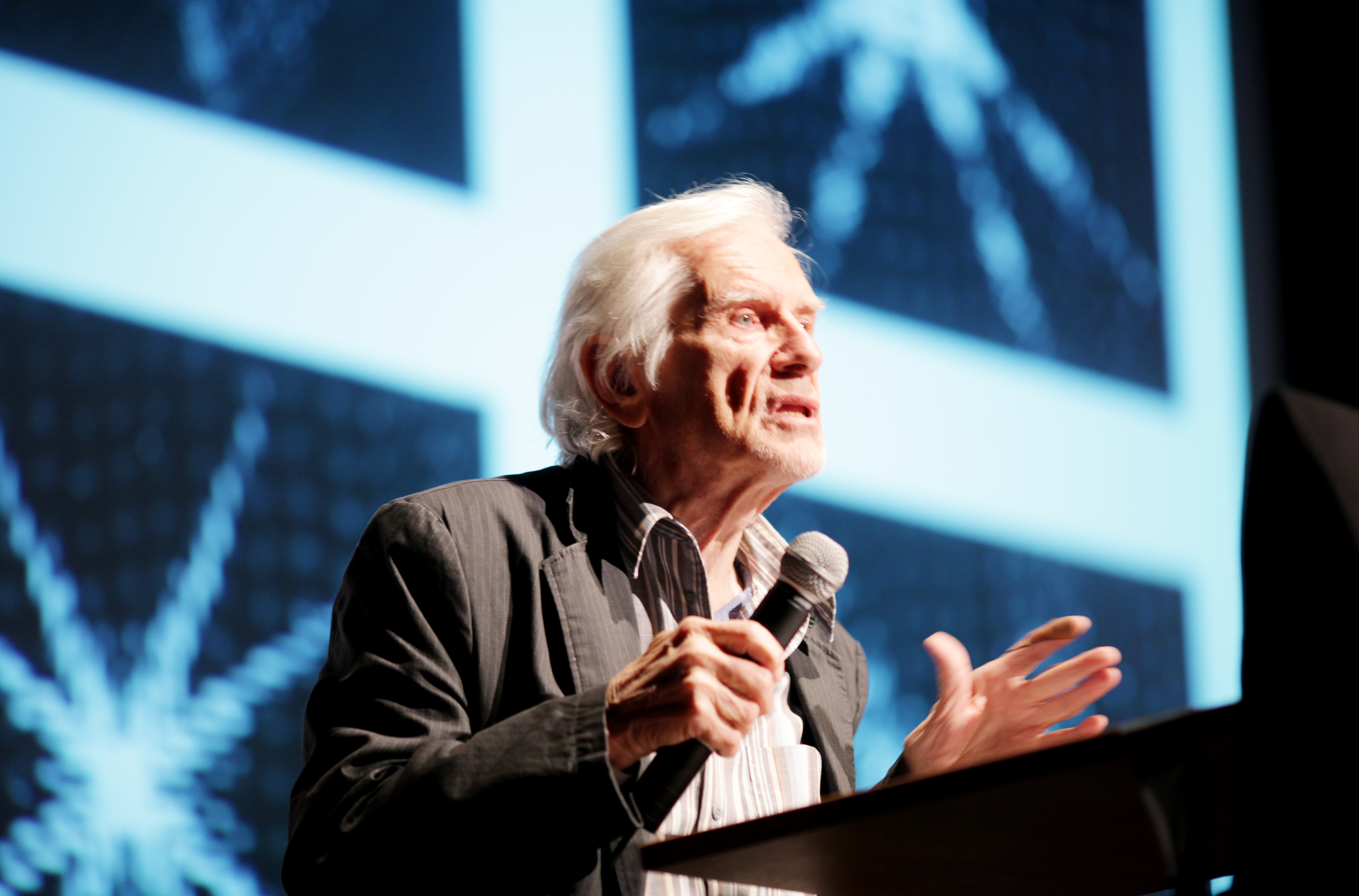
Герберт Франке

- Андреевс, Георгс (89) — латвийский врач-анестезиолог, дипломат и политик, действительный член АН Латвии (1995), министр иностранных дел (1992—1994), посол в Канаде (1995—1998), депутат Европейского парламента (2004—2009)[173].
- Ваканохана Кандзи (69) — японский борец сумо[174].
- Вовк, Вера (96) — бразильская писательница, литературовед, переводчик[175].
- Голутвин, Вадим Юрьевич (69) — советский и российский гитарист и автор песен[176].
- Даскалакис, Георгиос[англ.] (86) — греческий политик, депутат Парламента (1981—1996, 2000—2004)[177].
- Куилти, Шон[англ.] (56) — австралийский стайер, участник Олимпийских игр (1996)[178].
- Кумплидо, Франсиско[исп.] (91) — чилийский юрист и политик, министр юстиции (1990—1994)[179].
- Леман, Ханс-Тис (77) — немецкий театровед[180].
- Малиновский, Игорь Владимирович (25) — российский биатлонист; авиакатастрофа[181].
- Перес де Брисио, Карлос[исп.] (94) — испанский государственный деятель, министр промышленности (1975—1977)[182]
- Радзиевский, Алексей Васильевич (73) — советский и украинский политический деятель, народный депутат Украины (2006—2007)[183].
- Франке, Герберт Вернер (95) — австрийский писатель-фантаст и специалист по компьютерной графике[184].

## 15 июля

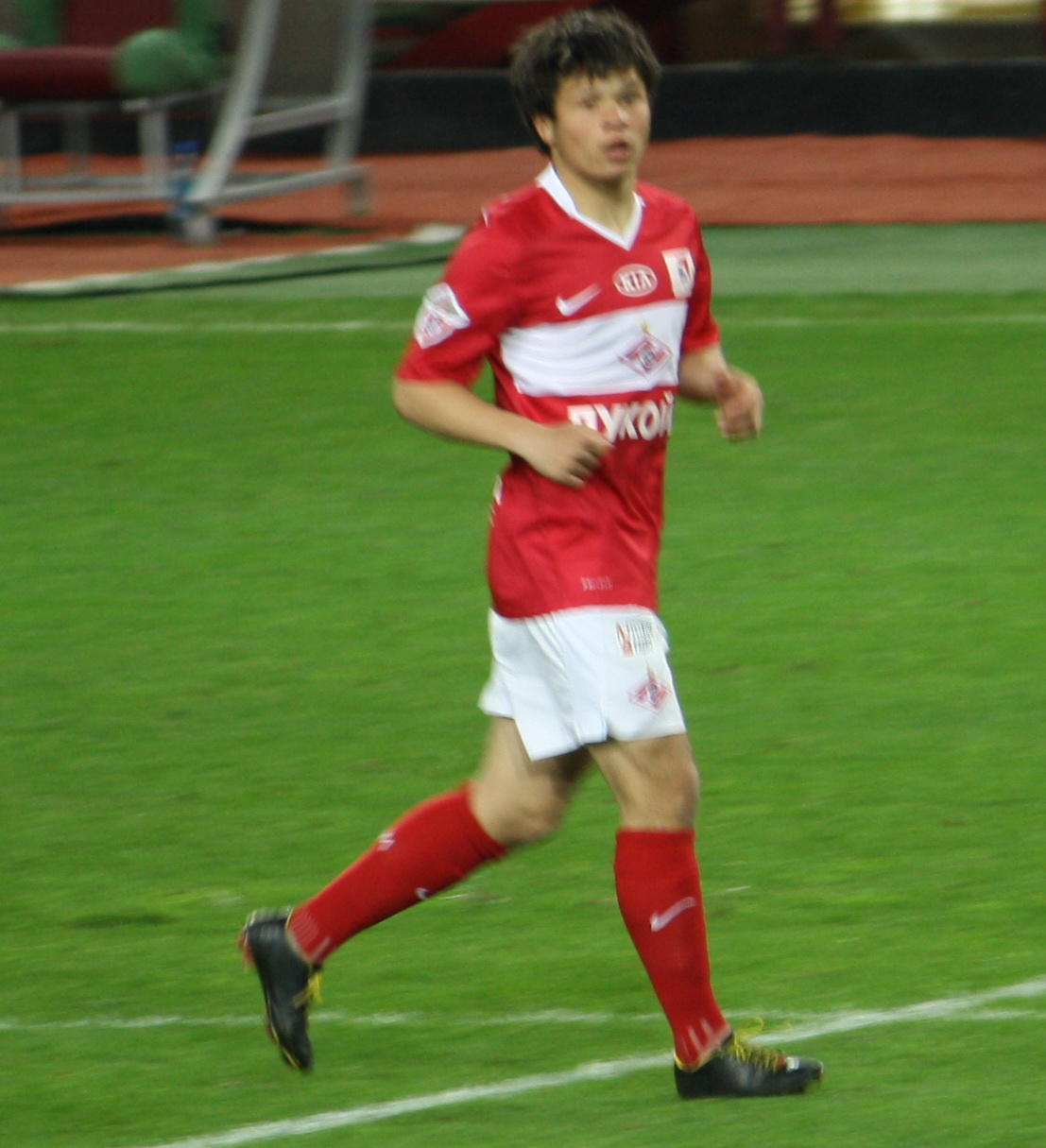
Александр Козлов

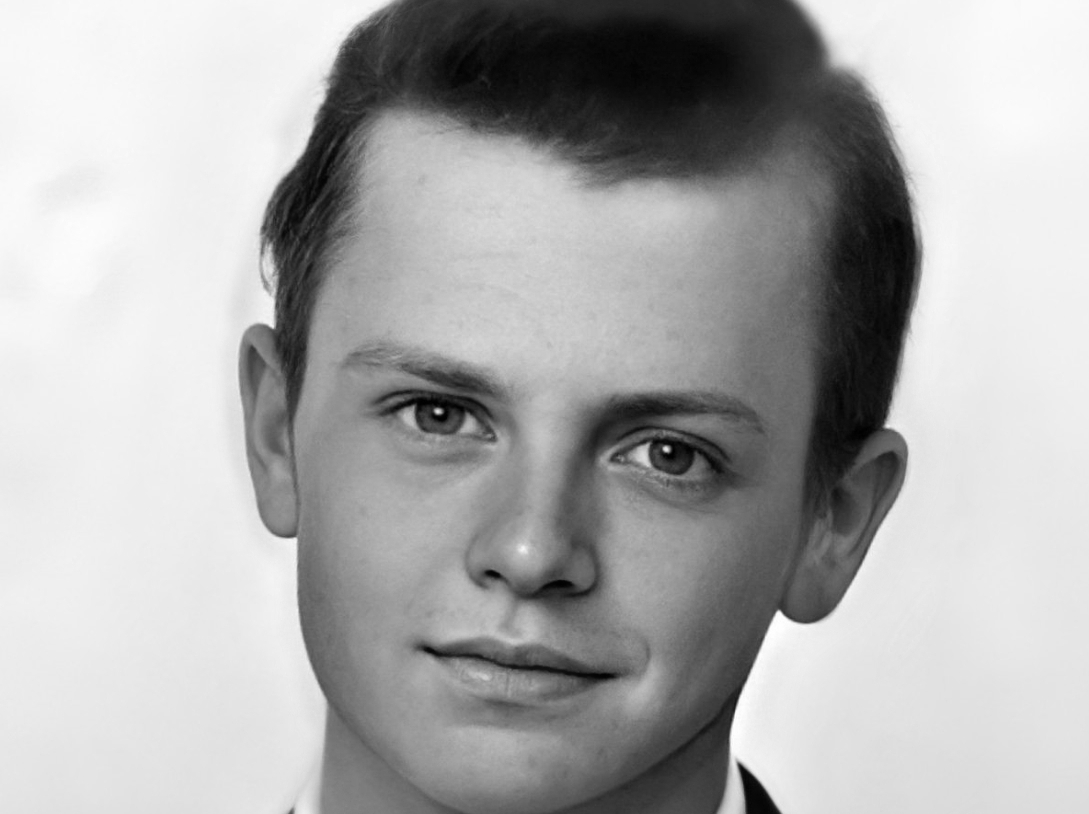
Луиш Орлеан-Браганса

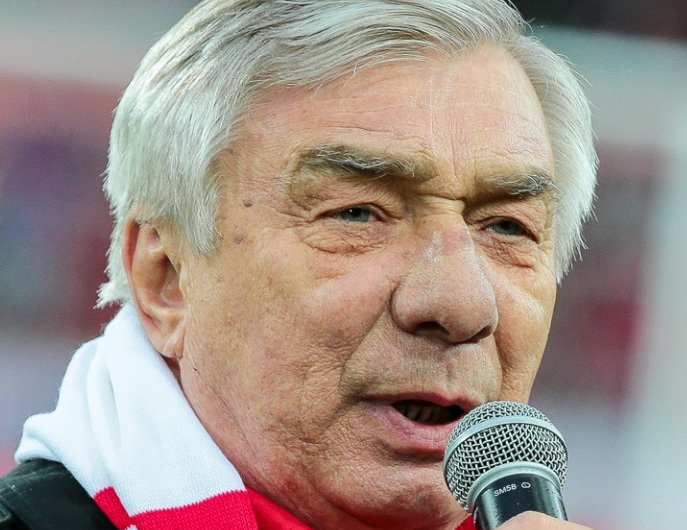
Георгий Ярцев

- Ауди, Раймон (89) — ливанский банкир, министр по делам перемещённых лиц (2008—2009)[185].
- Балагер Кабрера, Хосе Рамон (90) — кубинский государственный деятель, посол в СССР / России (1990—1992), министр здравоохранения (2004—2010)[186].
- Козлов, Александр Сергеевич (29) — российский футболист[187].
- Корсет, Кнут[норв.] (90) — норвежский государственный деятель, губернатор губернии Оппланн (1981—2001)[188].
- Лодыгин, Василий Григорьевич[коми] (75) — российский коми поэт и писатель[189].
- Орлеан-Браганса, Луиш (84) — глава Васорасской линии Бразильской императорской семьи (с 1981 года)[190].
- Предыбайлов, Виталий Митрофанович (86) — советский и российский хозяйственный деятель, начальник Северной железной дороги (1983—2000), депутат Государственной думы (1999—2003)[191].
- Райдер, Пол[англ.] (58) — британский бас-гитарист (Happy Mondays)[192].
- Уотсон, Ховард Н.[англ.] (93) — американский художник[193].
- Ярцев, Георгий Александрович (74) — советский и российский футболист и тренер[194].

## 14 июля

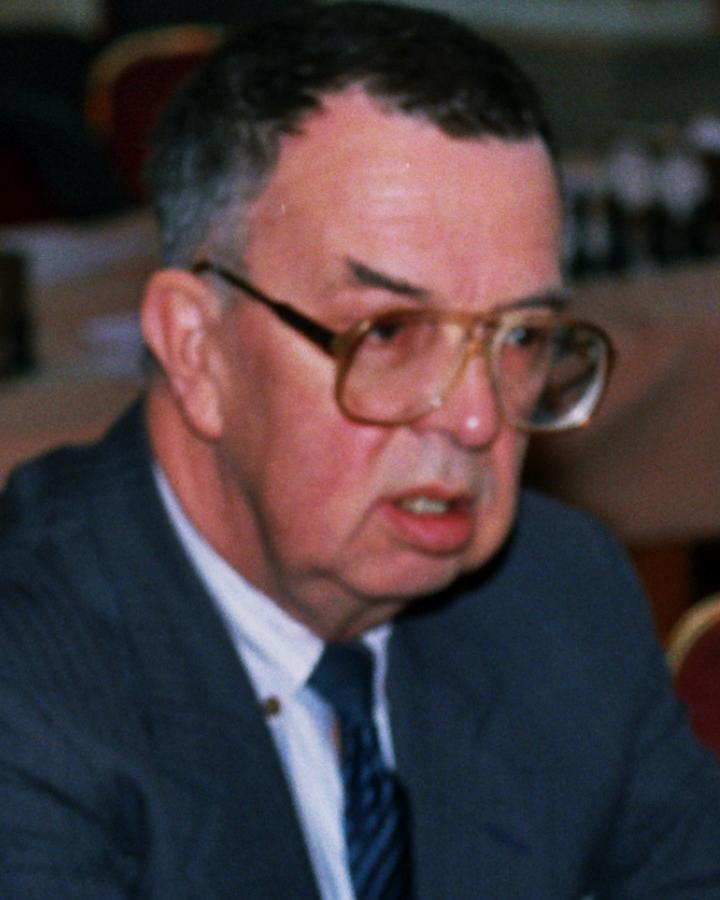
Николай Крогиус

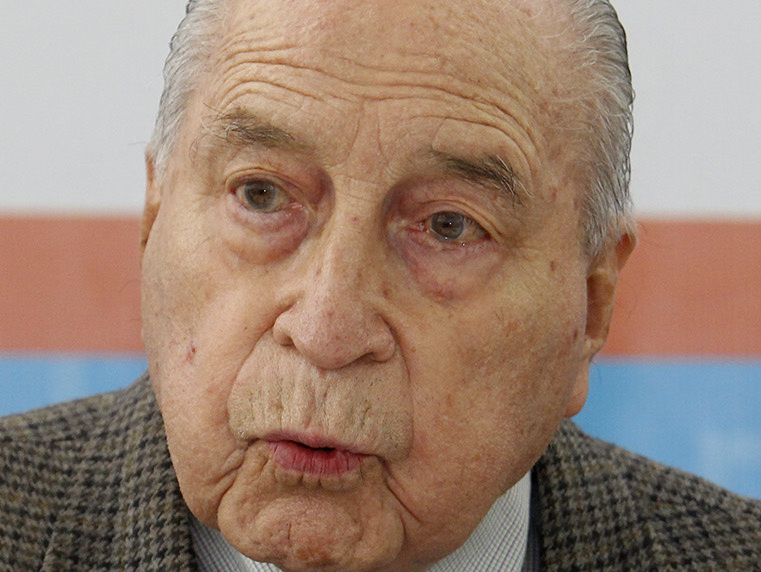
Франсиско Моралес Бермудес

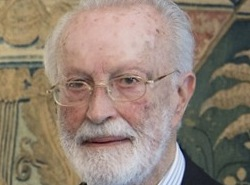
Эудженио Скальфари

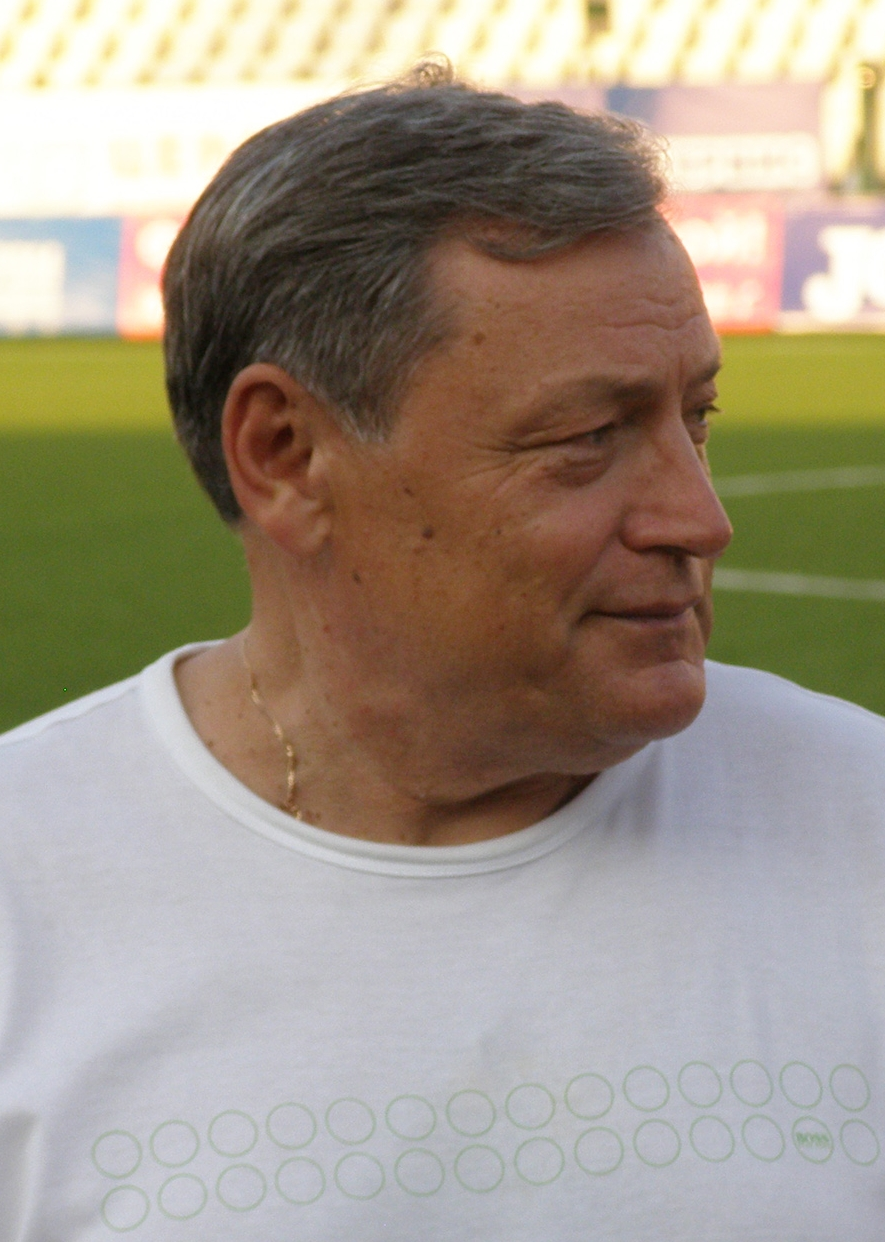
Виктор Слесарев

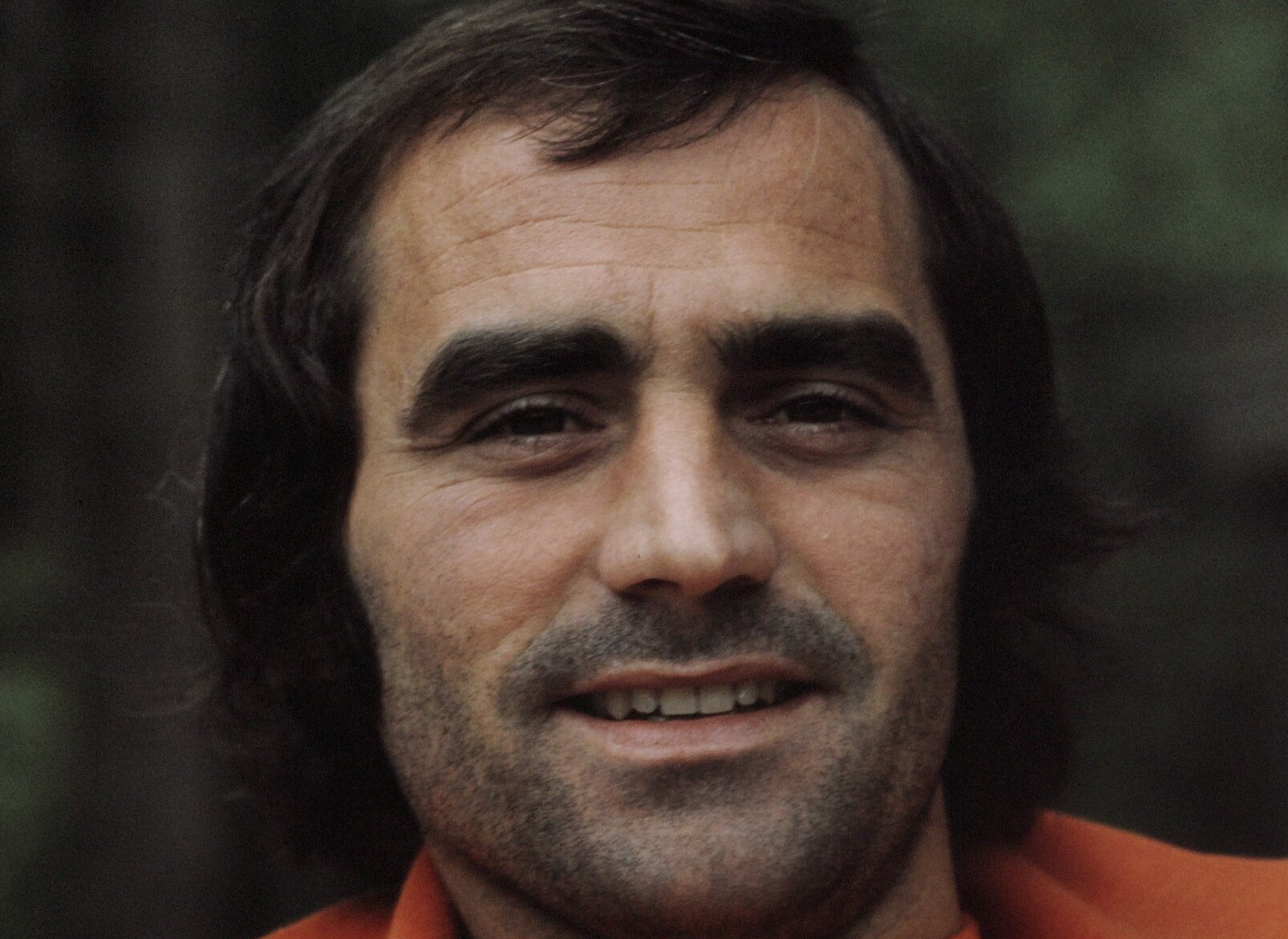
Плён Стрик

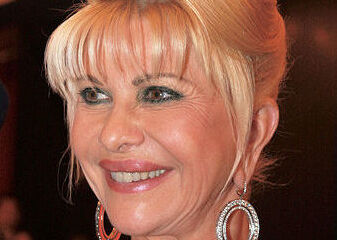
Ивана Трамп

- Калинин, Вячеслав Васильевич (82) — русский художник и график[195].
- Крогиус, Николай Владимирович (91) — советский и российский шахматист, гроссмейстер (1964)[196].
- Лонго, Джермано[итал.] (89) — итальянский актёр[197].
- Макушкин, Николай Степанович (81) — советский и российский художник, заслуженный художник РСФСР (1991)[198].
- Моллой, Сильвия[исп.] (83) — аргентинская писательница[199].
- Моралес Бермудес, Франсиско (100) — перуанский военный и политический деятель, президент Перу (1975—1980)[200].
- Пенев, Димитр (75) — болгарский композитор и музыкант[201].
- Педретти, Эрика[нем.] (92) — швейцарская писательница, художница и скульптор[202].
- Скальфари, Эудженио (98) — итальянский журналист, сооснователь газеты «La Repubblica» (1976), член Палаты депутатов (1968—1972)[203].
- Слесарев, Виктор Ефимович (72) — советский и российский футболист и тренер[204].
- Стрик, Плён (78) — нидерландский футболист[205].
- Трамп, Ивана (73) — американская предпринимательница, жена Дональда Трампа (1977—1992)[206].
- Хайнш, Юрген[нем.] (82) — восточногерманский футболист, бронзовый призёр Олимпийских игр (1964)[207].
- Хидиров, Темир Пулатович (76) — советский и узбекский партийный и государственный деятель, первый секретарь Кашкадарьинского обкома КПСС (1991), хоким Кашкадарьинской области (1992—1995)[208].

## 13 июля

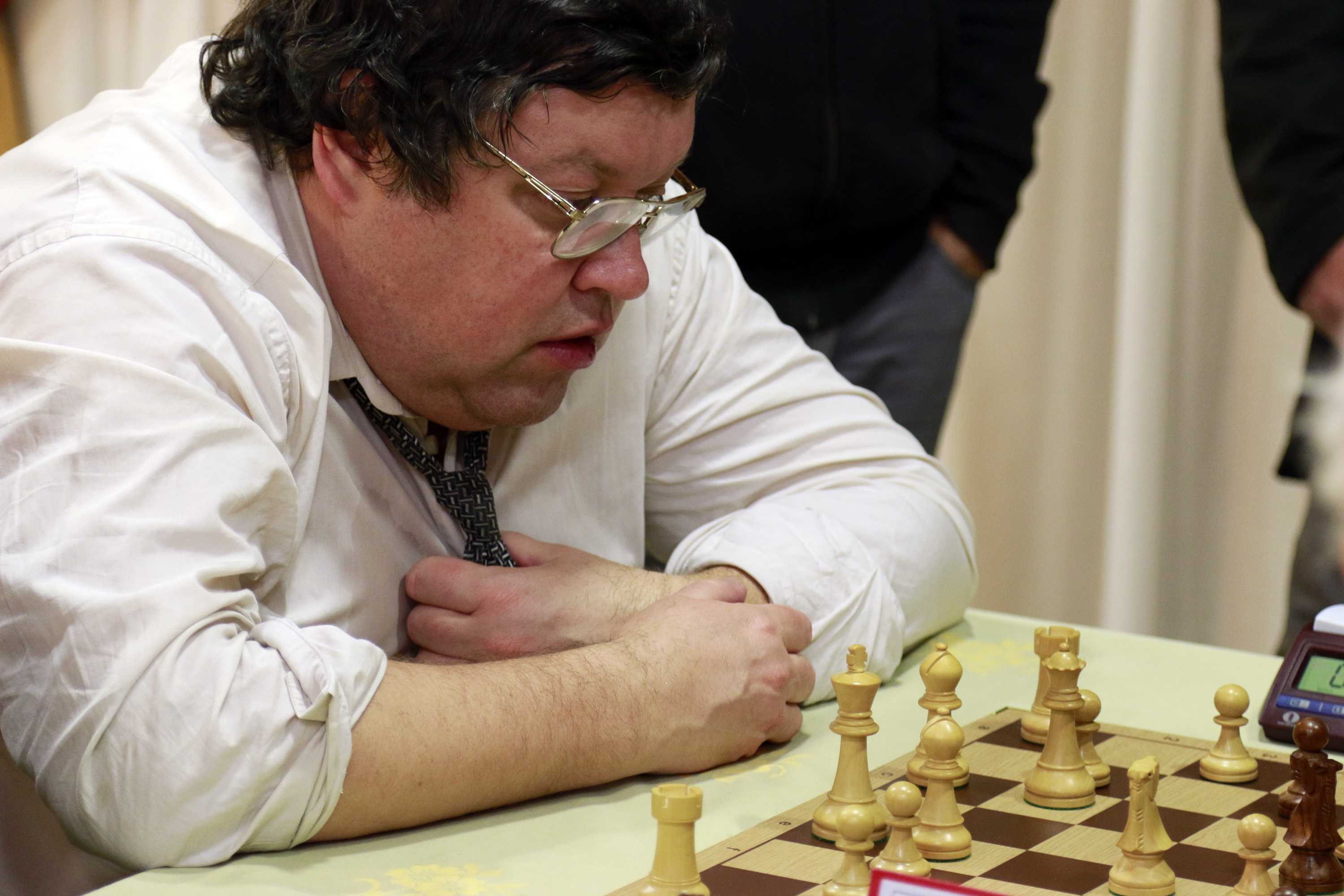
Игорь Наумкин

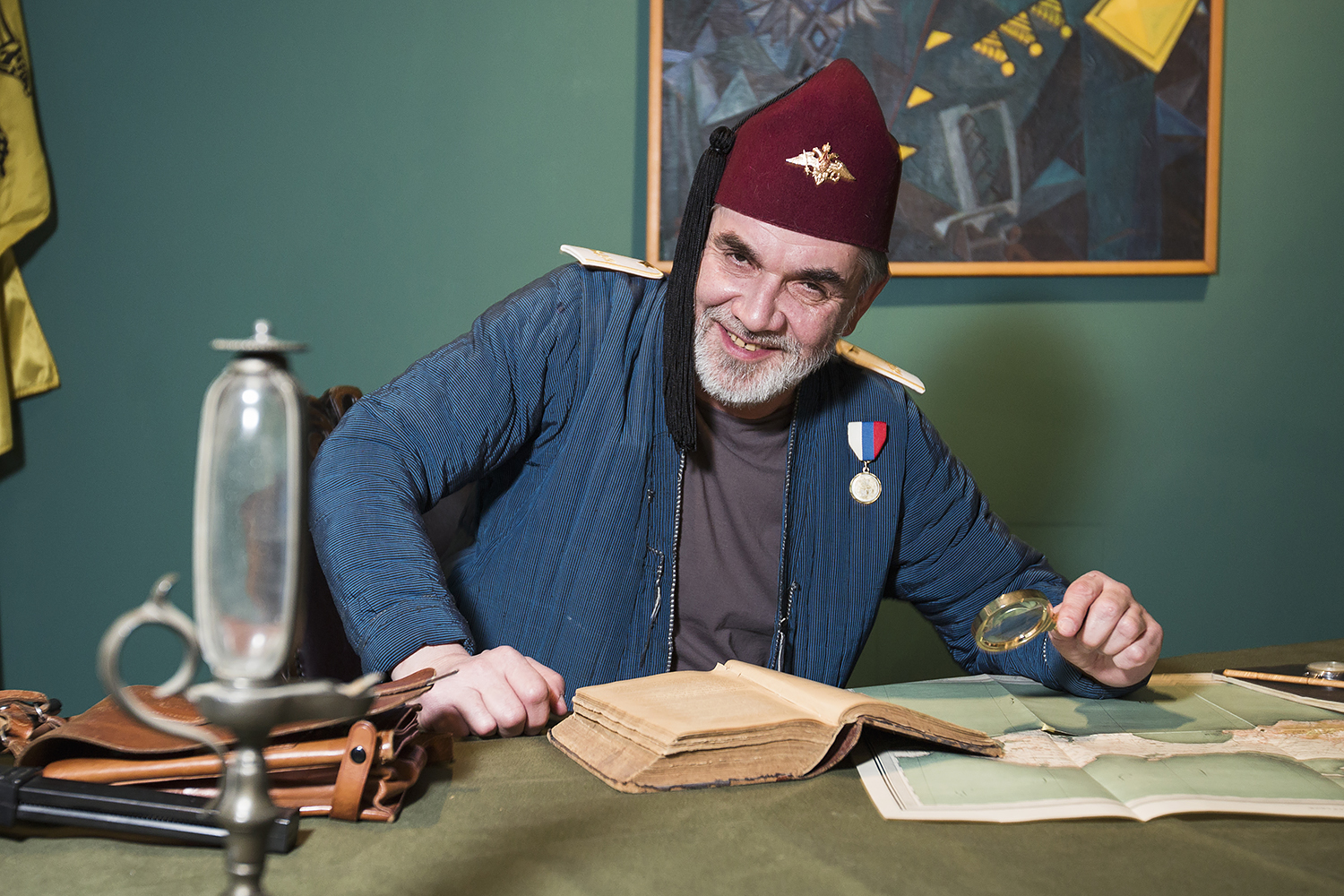
Андрей Филиппов

- Алессандри Беса, Артуро[исп.] (98) — чилийский политик, депутат Национального конгресса Чили (1973, 1990—1998)[209].
- Буачидзе, Гастон Сергеевич[груз.] (86) — советский, грузинский и французский писатель и литературный переводчик[210].
- Валандре, Шарлотта[фр.] (53) — французская актриса[211].
- Ведель, Дитер[нем.] (82) — немецкий кинорежиссёр, продюсер и сценарист[212].
- Джон, Пэт[англ.] (69) — канадский киноактёр[213].
- Келла, Марио[итал.] (88) — итальянский политик, депутат Палаты депутатов Италии (1983—1987)[214].
- Кинтана, Карлос[исп.] (71—72) — аргентинский политик, депутат Палаты депутатов (2005—2009)[215].
- Клифф, Брюс[англ.] (75) — новозеландский политик, депутат Парламента (1990—1996)[216].
- Ланнер, Зикстус[нем.] (88) — австрийский политик, депутат Национального совета Австрии (1971—1995)[217].
- Литья, Антти[фин.] (84) — финский актёр[218].
- Маккой, Джеймс[англ.] (91) — американский военный деятель, Главный мастер-сержант ВВС (1979—1981)[219].
- Наумкин, Игорь Геннадьевич (56) — советский и российский шахматист, гроссмейстер (1990)[220].
- Суровцев, Анатолий Михеевич (87) — советский строитель, Герой Социалистического Труда (1979)[221].
- Филиппов, Андрей Станиславович (63) — российский живописец и график[222].
- Шведова, Нина Васильевна (81) — советская и российская театральная актриса, заслуженная артистка Российской Федерации (1996)[223].

## 12 июля

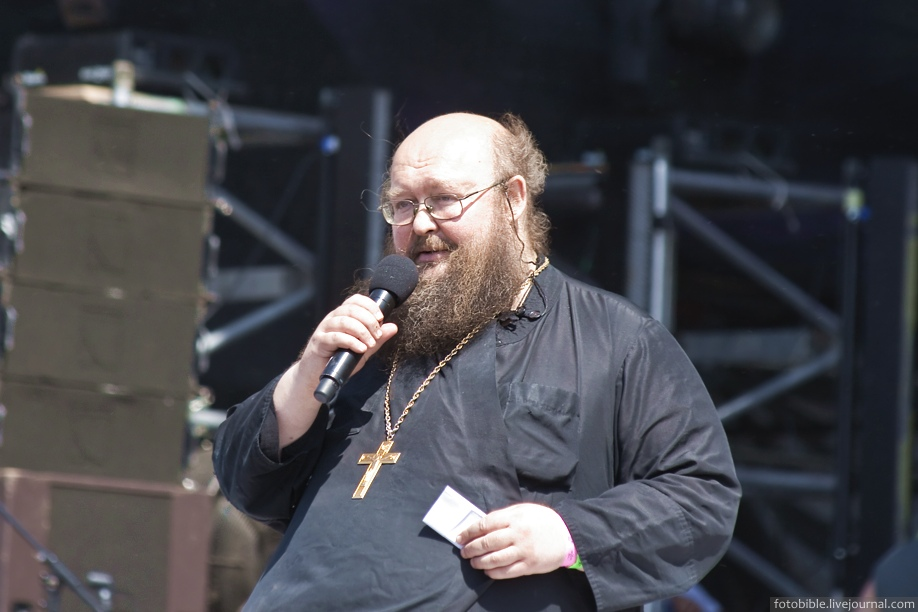
Сергий (Рыбко)

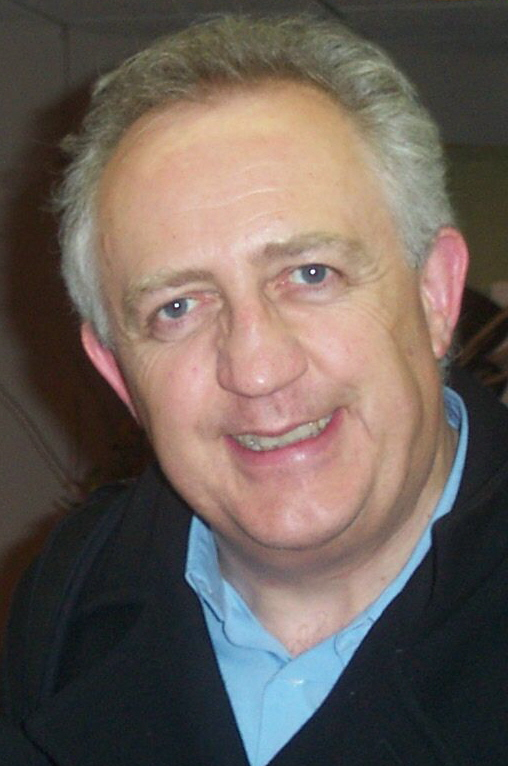
Брамуэлл Тови

- Акимов, Александр Петрович (75) — советский и российский учёный в области сельскохозяйственного машиностроения, доктор технических наук (2006), профессор (1995)[224].
- Болотова, Елена Константиновна (95) — советская и российская театральная актриса, заслуженная артистка РСФСР (1969)[225].
- Вейн, Ян (88) — нидерландский пианист[226].
- Контрерас Серрано, Франсиско[исп.] (88) — мексиканский теннисист[227].
- Климчук, Валентин Васильевич (26) — украинский военнослужащий, старший солдат, участник российско-украинской войны, Герой Украины (2023, посмертно); погиб в бою.
- Лингард, Джоан[англ.] (90) — британская шотландская писательница[228].
- Ментури, Захия[англ.] (74/75) — алжирский врач и государственная деятельница, министр здравоохранения и социальных дел (1992)[229].
- Прасад Т. Р.[англ.] (80) — индийский государственный деятель, министр обороны (1999—2000)[230].
- Саар, Тыну (77) — эстонский актёр[231].
- Сергий (Рыбко) (61) — архимандрит Русской православной церкви, миссионер[232].
- Сюй Сюйжун[кит.] (100) — китайский физик, член Китайской академии наук (1980)[233].
- Тови, Брамуэлл (69) — канадский дирижёр и композитор, лауреат премий «Грэмми» и «Джуно»[234].
- Фиалью, Висенти[порт.] (84) — бразильский политический деятель, депутат Парламента (1991—1995)[235].
- Фюрер, Иво[нем.] (92) — швейцарский католический прелат, епископ Санкт-Галлена (1995—2005)[236].

## 11 июля

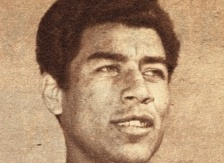
Виктор Бенитес

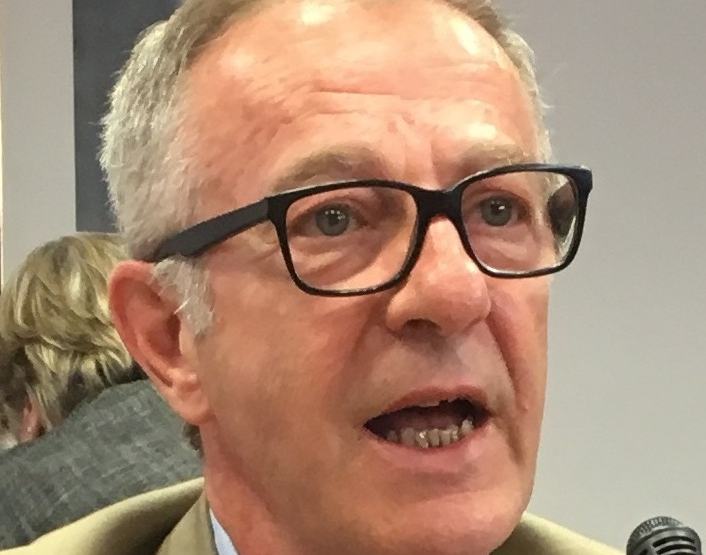
Хосе Гирао

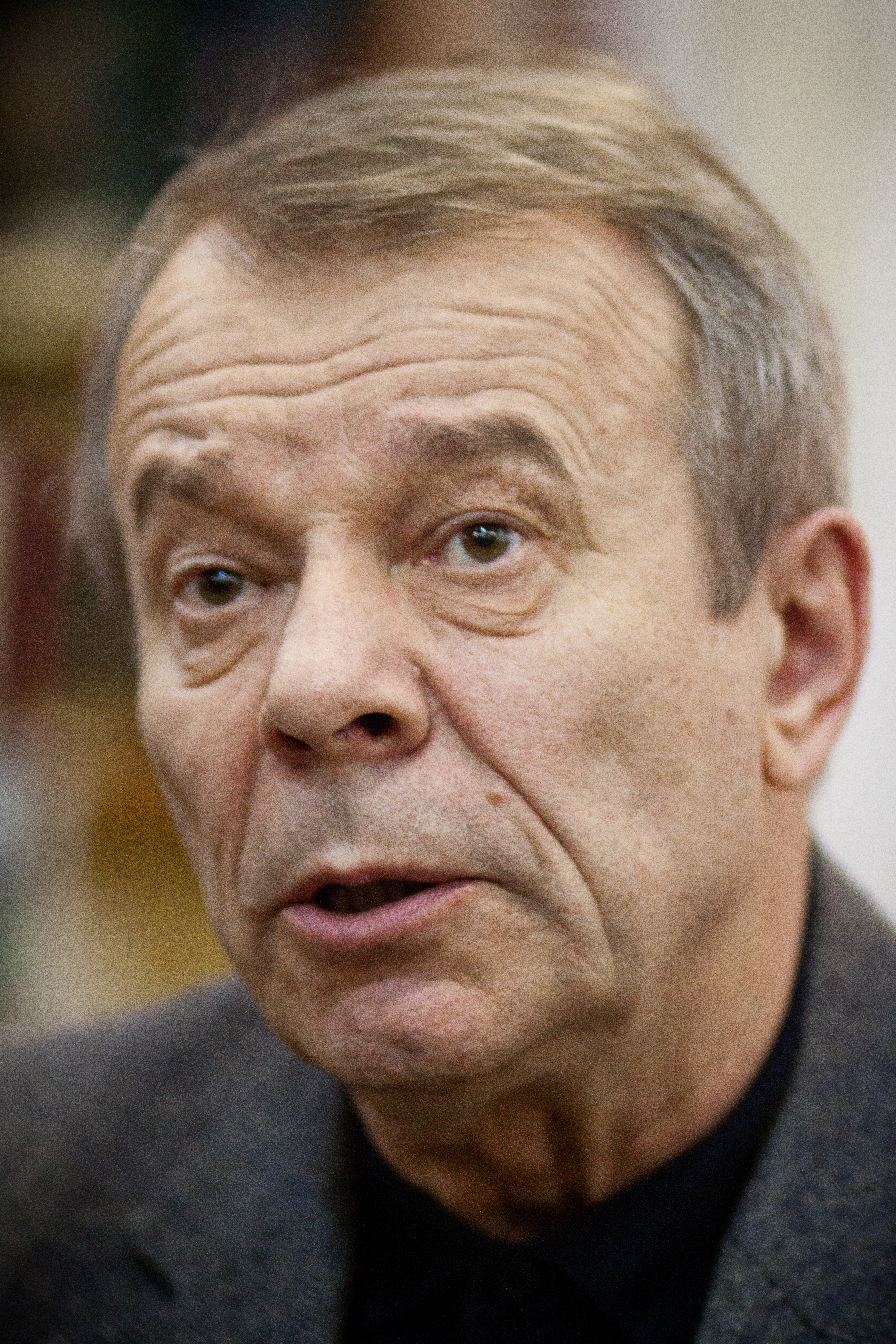
Владимир Зимянин

- Ананичев, Александр Михайлович (31) — российский военнослужащий, командир батальона 1-го гвардейского мотострелкового полка 2-й гвардейской мотострелковой дивизии, гвардии майор, участник российско-украинской войны, Герой Российской Федерации (2022, посмертно); погиб в бою[237].
- Бенитес, Виктор (86) — перуанский футболист[238].
- Гирао, Хосе (63) — испанский эксперт в области современного искусства, министр культуры и спорта Испании (2018—2020)[239].
- Донченко, Наталья Сергеевна (89) — советская конькобежка, серебряный призёр Олимпийских игр (1960), чемпионка мира (1952), заслуженный мастер спорта СССР (1960)[240].
- Зимянин, Владимир Михайлович (75) — русский писатель и сценарист, сын М. В. Зимянина[241].
- Карвалью, Надя[порт.] (67) — бразильская актриса[242].
- Мажуга, Юрий Николаевич (91) — советский и украинский актёр, народный артист СССР (1981)[243].
- Мусаев, Акиф Фархад оглы[азерб.] (74) — азербайджанский экономист, член-корреспондент НАН Азербайджана (2001)[244].
- Норман, Монти[англ.] (94) — британский композитор и певец[245].
- Хорнунг, Эрик[англ.] (89) — немецкий египтолог[246].
- Чувашов, Борис Иванович (86) — советский и российский палеонтолог, член-корреспондент РАН (1994)[247].

## 10 июля

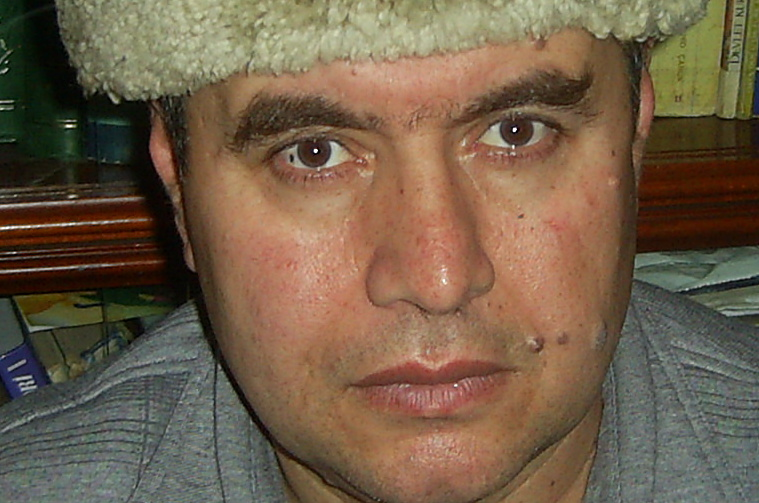
Энвер Чингизоглу

- Аранда, Теодор[англ.] (87\88) — белизский политический деятель, депутат Палаты представителей Белиза[248].
- Барнетт, Коррелли (95) — английский военный историк[249].
- Болл, Эндрю[англ.] (72) — британский пианист[250].
- Вивес Антон, Томас[исп.] (83) — испанский юрист, судья и вице-президент Конституционного суда Испании[251].
- Рока Брунет, Хуан[исп.] (71) — кубинский баскетболист, бронзовый призёр Олимпийских игр (1972)[252].
- Солович, Ян[словац.] (88) — словацкий писатель и драматург[253].
- Таймазов, Владимир Александрович (73) — ректор (2001—2016) и президент (с 2016 года) Университета имени Лесгафта[254].
- Фудзии, Хирохиса[яп.] (90) — японский государственный деятель, министр финансов (1993—1994, 2009—2010)[255].
- Чингизоглу, Энвер (60) — азербайджанский писатель и публицист[256].
- Чо Джон Хён[кор.] (52) — южнокорейский футболист[257].

## 9 июля

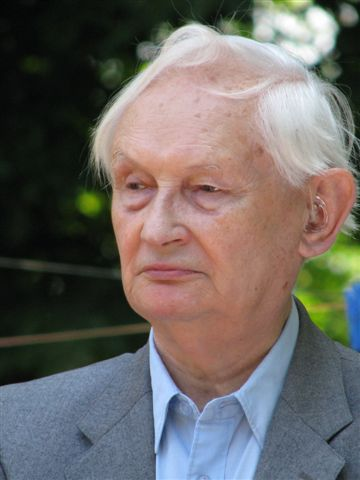
Стефан Вильканович

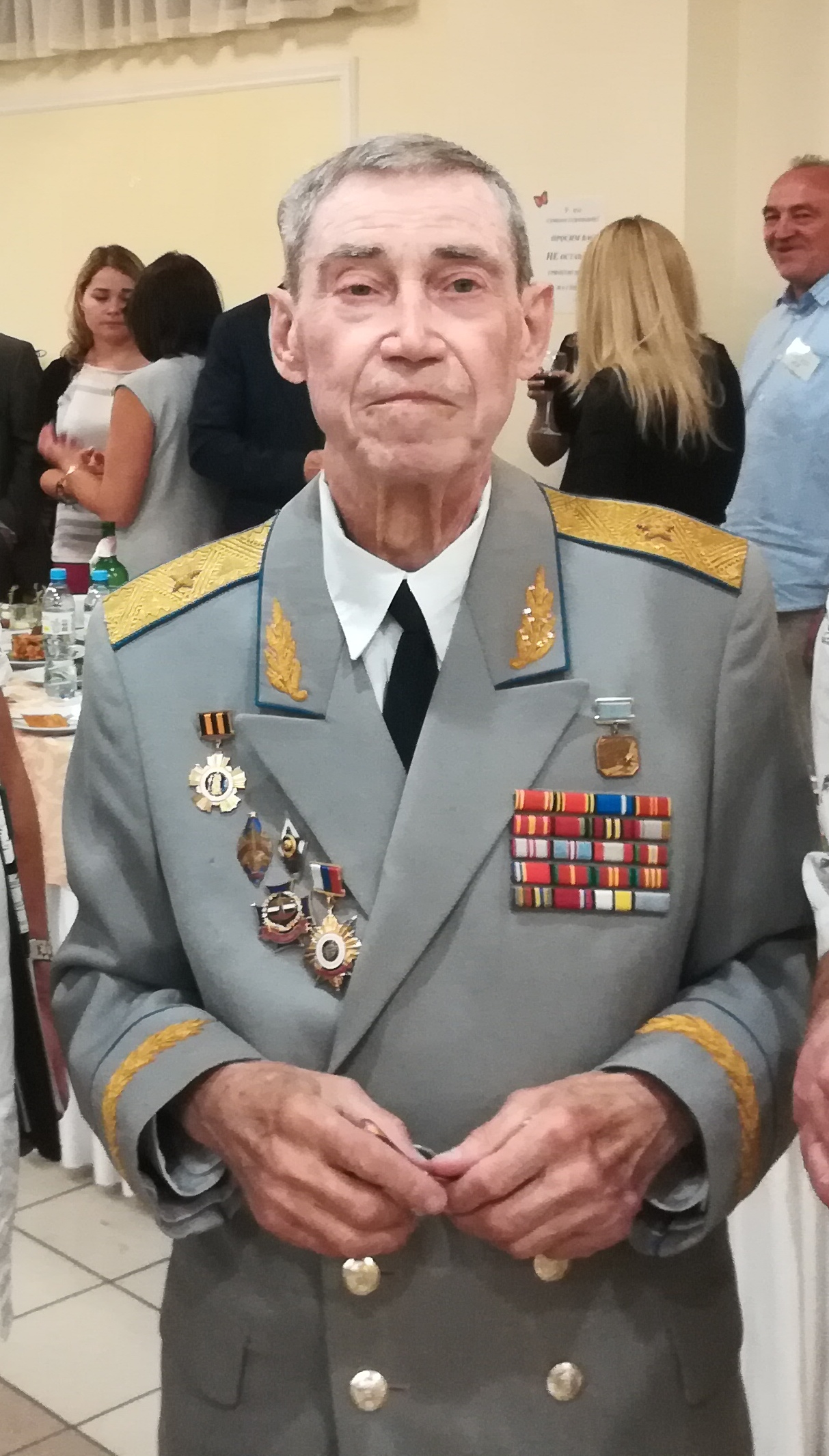
Вячеслав Довгань

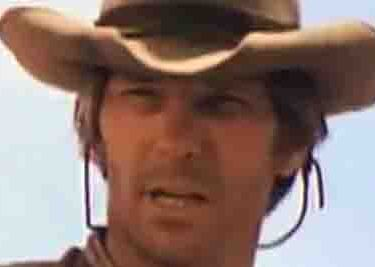
Л. К. Джонс

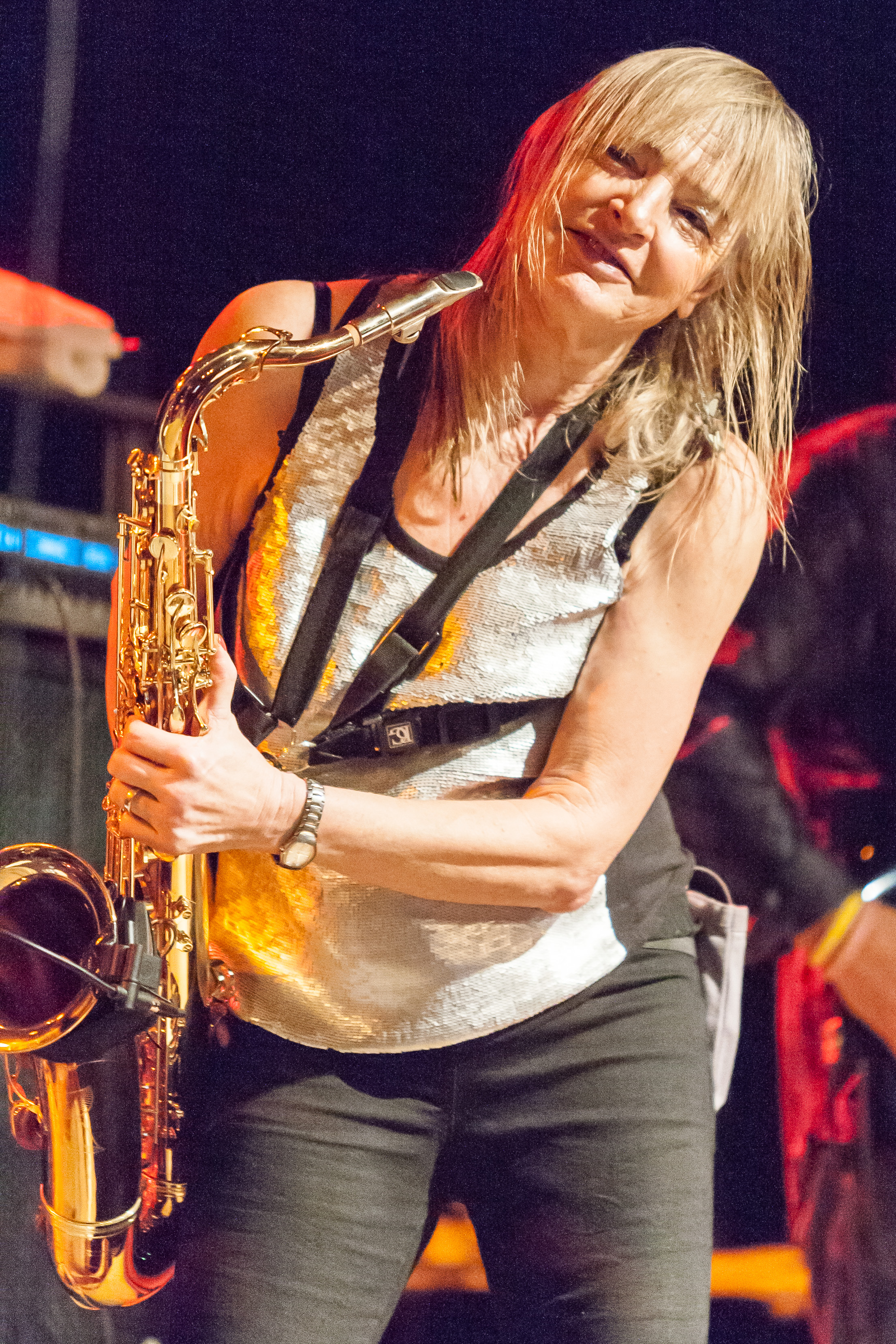
Барбара Томпсон

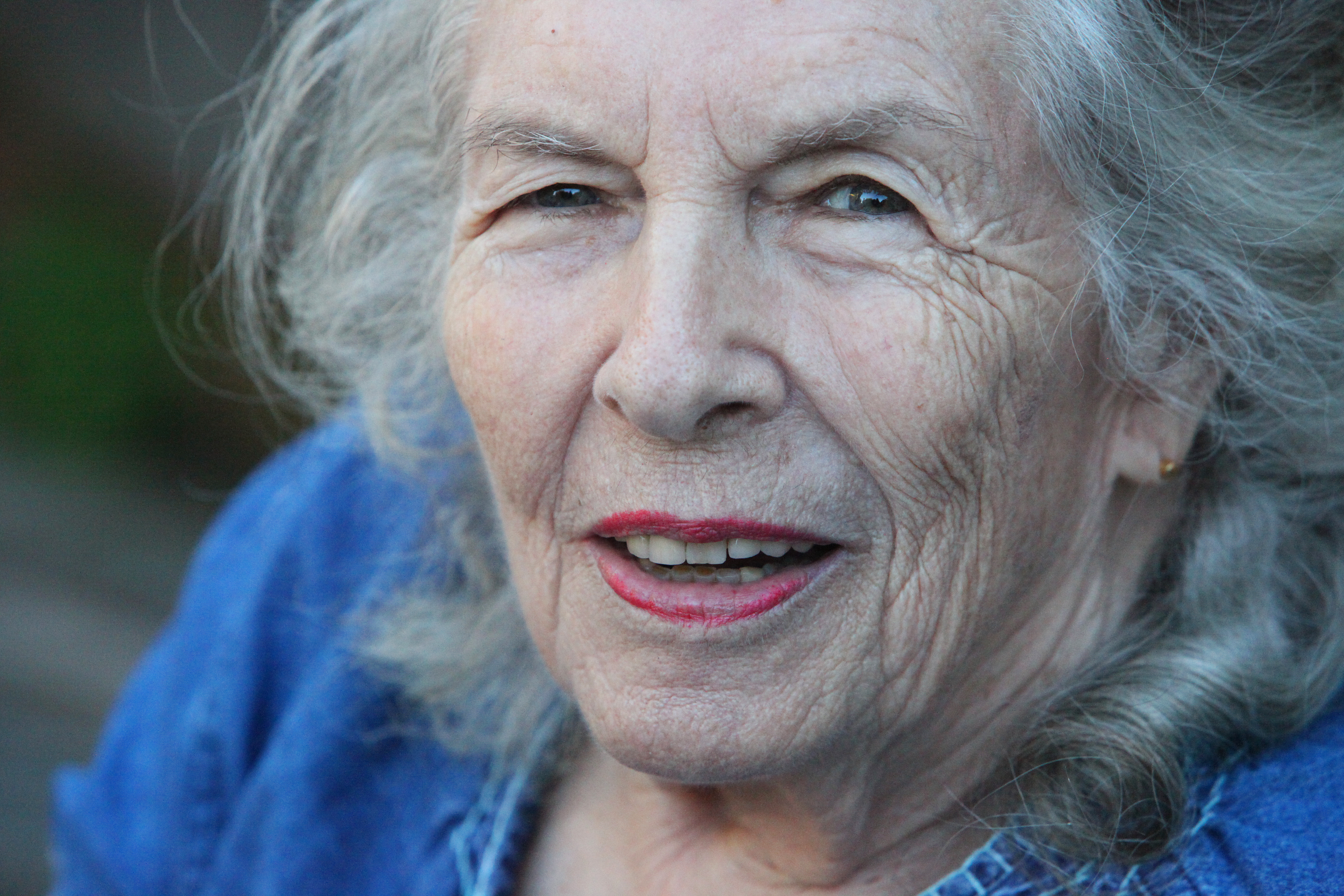
Энн Шульгин

- Бедронь, Войцех[пол.] (64) — польский режиссёр, актёр и сценарист[258].
- Валлин, Вандерлей[порт.] (85) — бразильский государственный деятель, губернатор Федерального округа (1990—1991)[259].
- Вильканович, Стефан Мечислав (98) — польский публицист и общественный деятель[260].
- Галасеева, Маргарита Ивановна (88) — удмуртская актриса и певица (меццо-сопрано), народная артистка Удмуртии (2002)[261].
- Довгань, Вячеслав Георгиевич (84) — советский и российский испытатель космической техники, генерал-майор авиации[262].
- Ивлева, Надежда Семёновна (90) — советский и российский скульптор, заслуженный художник Российской Федерации[263].
- Игнатов, Юрий Петрович (85) — советский и российский футболист и тренер[264].
- Квист, Вим[нидерл.] (91) — нидерландский архитектор[265].
- Крейцар, Либор[чеш.] (60) — чехословацкий и чешский скульптор и поэт[266].
- Кудрявцев, Александр Иванович (93) — советский и российский государственный и партийный деятель, первый секретарь Ульяновского горкома КПСС (1966—1974), второй секретарь ЦК КП Эстонской ССР (1982—1985), депутат Верховного Совета СССР (1984—1989)[267].
- Л. К. Джонс (94) — американский актёр, сценарист и режиссёр[268].
- Робб, Дейви (74) — шотландский футболист, игрок национальной сборной[269].
- Тёрёчик, Андраш (67) — венгерский футболист[270].
- Томпсон, Барбара (77) — британская саксофонистка и композитор[271].
- Шульгин, Энн (91) — американская публицистка[272].

## 8 июля

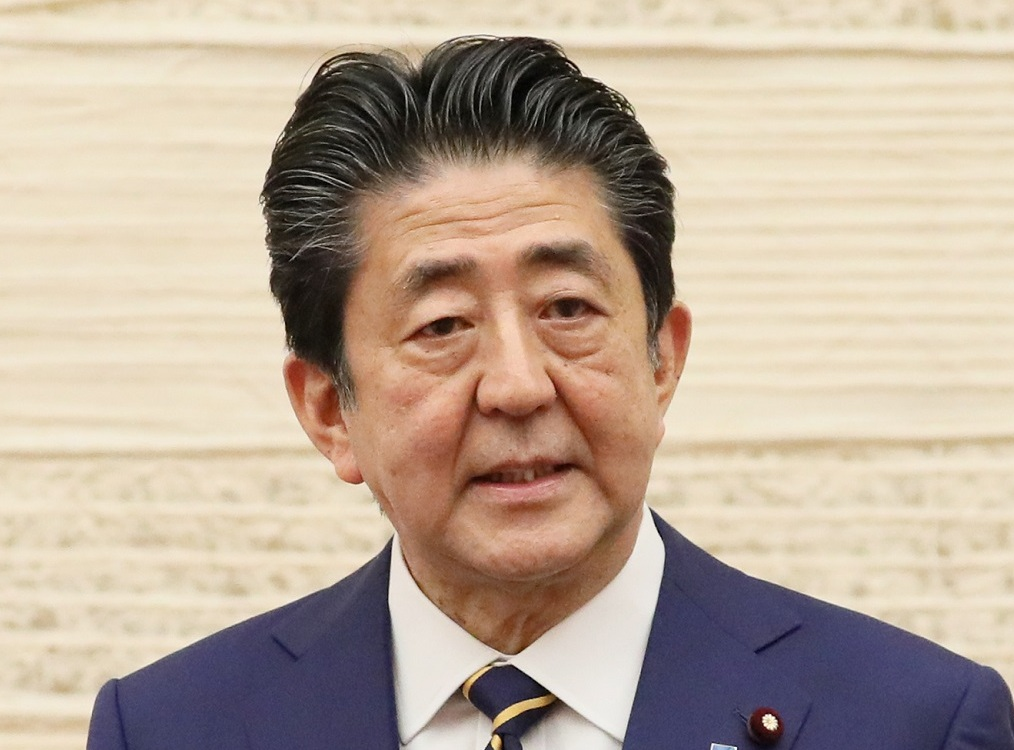
Синдзо Абэ

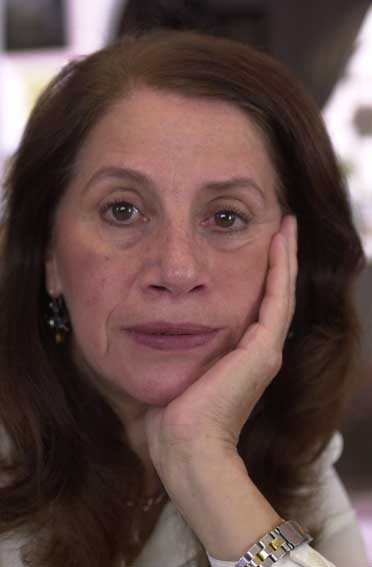
Марта Аура

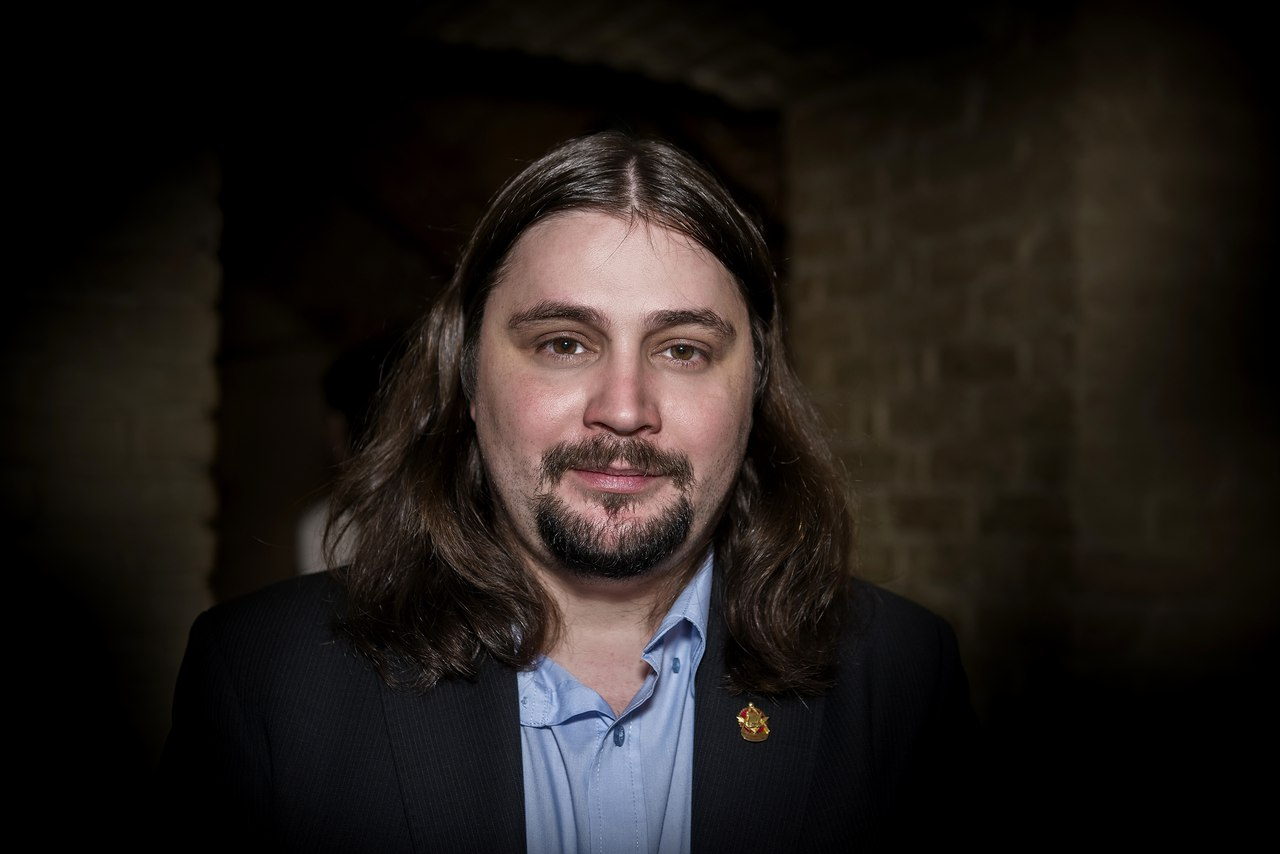
Александр Гриценко

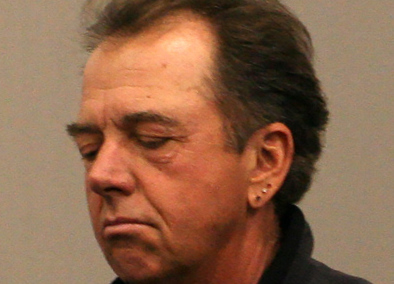
Грегори Итцин

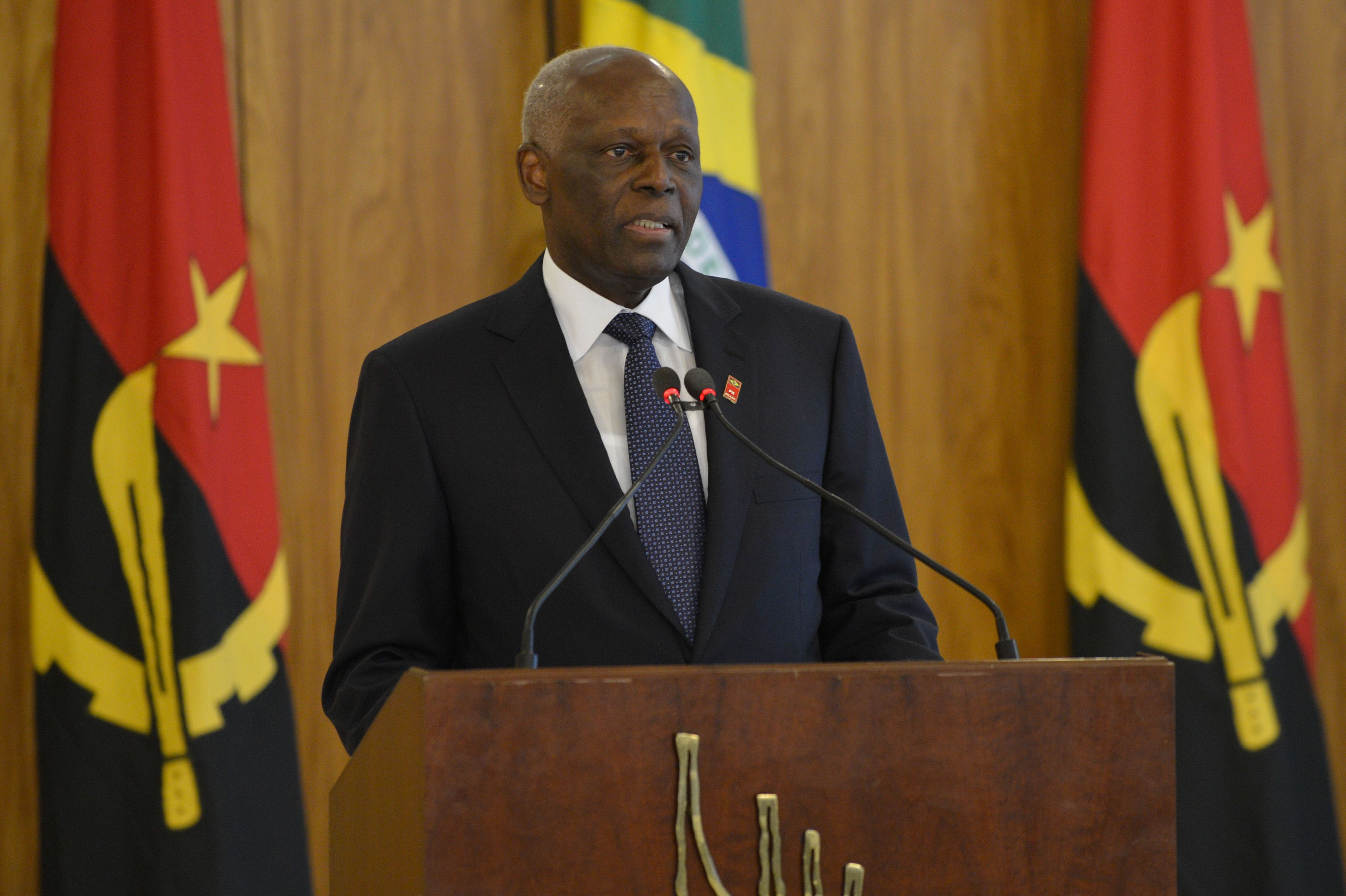
Жозе Эдуарду душ Сантуш

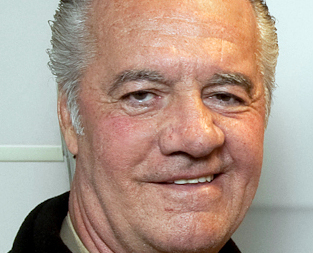
Тони Сирико

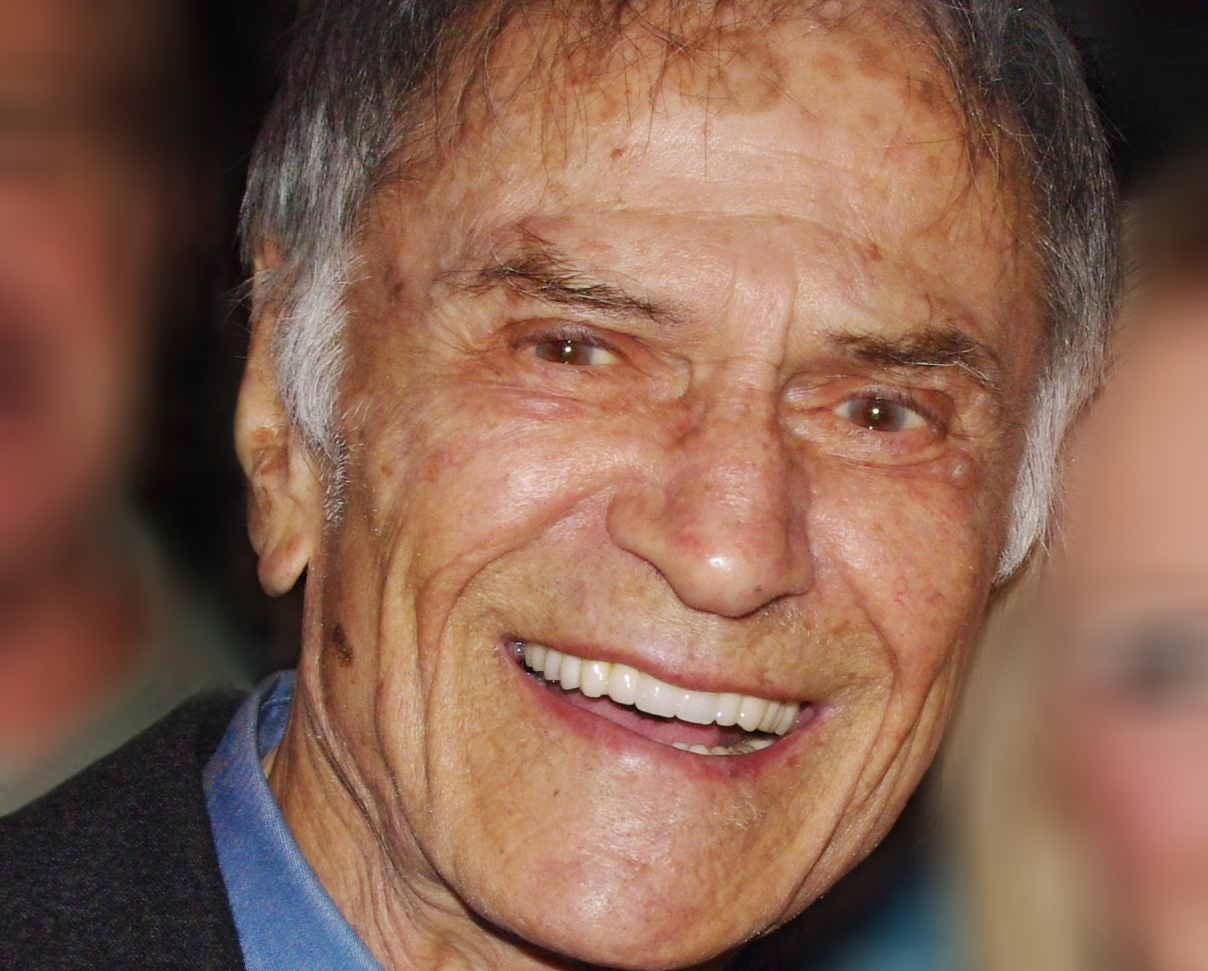
Ларри Сторч

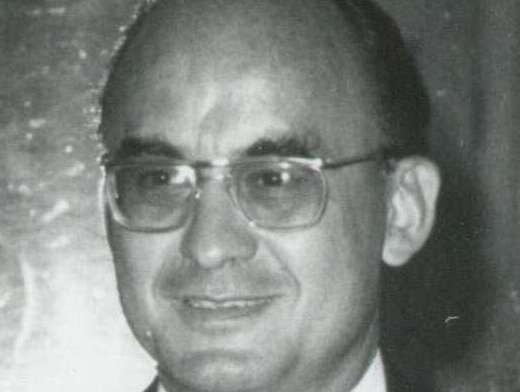
Луис Эчеверриа

- Абэ, Синдзо (67) — японский государственный деятель, председатель ЛДПЯ и премьер-министр (2006—2007, 2012—2020); убийство[273].
- Аура, Марта (82) — мексиканская актриса[274].
- Балашов, Олег Александрович (76) — советский регбист, советский и российский регбийный тренер, заслуженный тренер России (2001)[275].
- Гарлан, Ивон[фр.] (88) — французский историк, член-корреспондент Академии надписей и изящной словесности (1991)[276].
- Гор, Майкл Эдвард Джон[англ.] (86) — британский дипломат, губернатор Каймановых островов (1992—1995)[277].
- Гриценко, Александр Николаевич (42) — русский писатель, драматург, публицист[278].
- Димитракопулос, Афанасиос[англ.] (86) — греческий политик депутат Парламента Греции (1981—1996)[279].
- Итцин, Грегори (74) — американский актёр[280].
- Ковач, Дезидерий Фёдорович (87) — советский футболист[281].
- Лагдамео, Анхель[англ.] (81) — филиппинский католический прелат, епископ Думагете (1989—2000), архиепископ Харо (2000—2018)[282].
- Никитин, Николай Владимирович (67) — советский и российский юрист, начальник Следственного управления СК РФ по Саратовской области (2011—2019), генерал-лейтенант юстиции[283].
- Сантуш, Жозе Эдуарду душ (79) — ангольский государственный деятель, президент (1979—2017)[284].
- Сирико, Тони (79) — американский актёр[285].
- Сторч, Ларри (99) — американский актёр[286].
- Уд, Антонио де (88) — мексиканский актёр[287].
- Фань Хайфу[кит.] (88) — китайский кристаллограф, член Китайской академии наук (1991)[288].
- Эчеверриа, Луис (100) — президент Мексики (1970—1976)[289].

## 7 июля

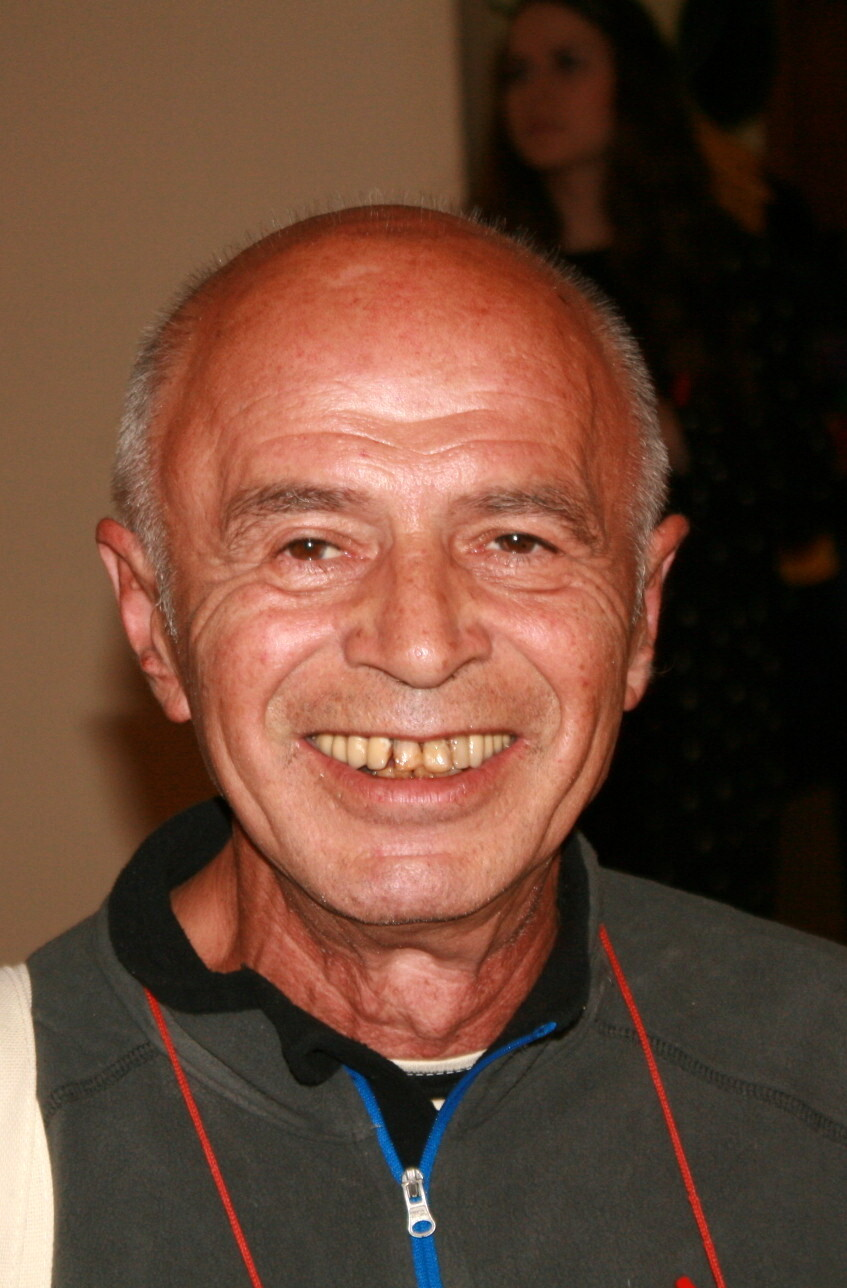
Игорь Бяльский

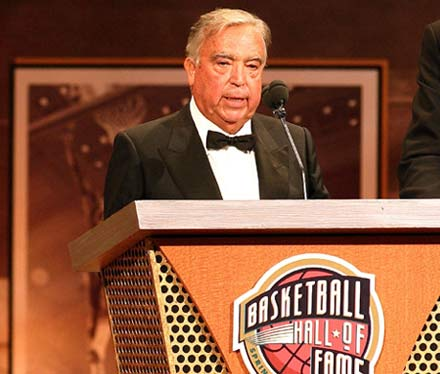
Педро Феррандис

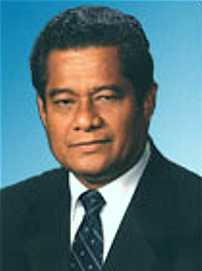
Джейкоб Нена

- Баланчук, Сергей Александрович (47) — украинский футболист (Динамо (Киев), Маккаби (Хайфа), участник российско-украинской войны; погиб в бою[290].
- Баранов, Леонид Михайлович (78) — советский и российский скульптор, заслуженный художник Российской Федерации (2014), академик РАХ (2012)[291].
- Берец, Янош[венг.] (91) — венгерский политический деятель, депутат Парламента (1985—1990)[292].
- Бяльский, Игорь Аронович (72) — русский поэт, переводчик, редактор «Иерусалимского журнала» и сайта «Иерусалимская антология»[293].
- Вергопуло, Юрий Георгиевич (75) — советский футболист, советский и российский футбольный судья[294].
- Зейн, Род[англ.] (76) — канадский профессиональный хоккеист («Питтсбург Пингвинз», «Баффало Сейбрз»[295].
- Каплан, Михаил Яковлевич (89) — советский и российский театральный актёр, народный артист Российской Федерации (1997)[296].
- Левинзон, Рина Семёновна (82) — русская поэтесса[297].
- Нена, Джейкоб (80) — президент Микронезии (1997—1999)[298].
- Рамирес Гамеро, Хосе[англ.] (84) — мексиканский политический деятель, депутат Конгресса (1976—1988, 1997—2003)[299].
- Уэйд, Адам[англ.] (87) — американский киноактёр и певец[300].
- Феррандис, Педро (93) — испанский баскетбольный тренер[301].
- Эйзен, Макс (93) — словацко-канадский писатель, просветитель по Холокосту[302].

## 6 июля

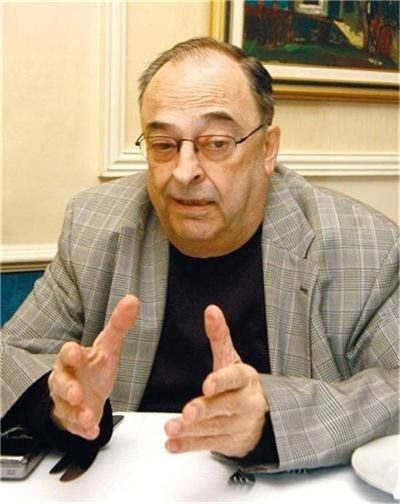
Виктор Волков

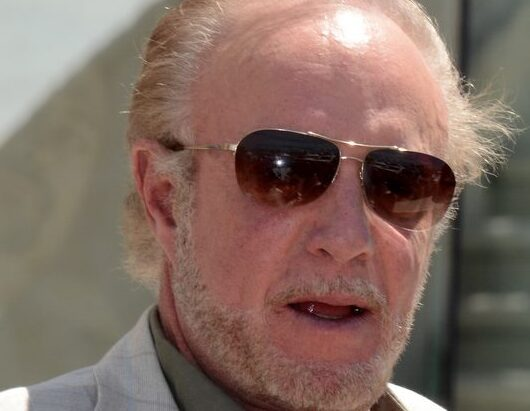
Джеймс Каан

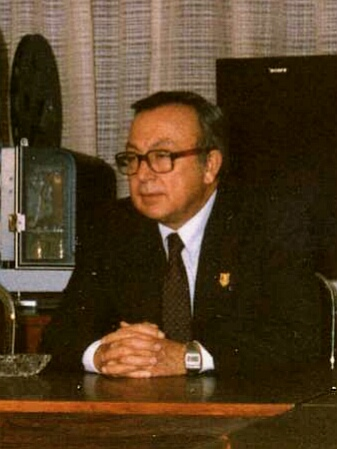
Ильтер Тюркмен

- Винсент, Нора (53) — американская журналистка и писательница; ассистированный суицид[303].
- Волков, Виктор Георгиев (86) — болгарский государственный деятель, вице-премьер и министр иностранных дел (1990—1991), посол в Турции (1993—1998)[304].
- Дьонезальви, Франко[итал.] (66) — итальянский поэт, журналист и драматург[305].
- Дьярфаш, Геред (69) — венгерский киноактёр[306].
- Каан, Джеймс (82) — американский актёр, лауреат премии «Сатурн» (1975)[307].
- Крутикова, Тамара Владимировна (110) — сербская сверхдолгожительница[308].
- Марчмент, Брайан (53) — канадский хоккеист[309].
- Мюррей, Ройс[англ.] (85) — американский химик, член Американского химического общества (2012)[310].
- Памбьянко, Арнальдо[итал.] (86) — итальянский шоссейный велогонщик, участник Олимпийских игр (1956)[311].
- Тюркмен, Ильтер (94) — турецкий государственный деятель, министр иностранных дел (1980—1983), посол в Греции (1968—1972), в СССР (1972—1975), во Франции (1988—1991)[312].
- Эйзенберг, Джером (92) — американский историк искусства[313].

## 5 июля

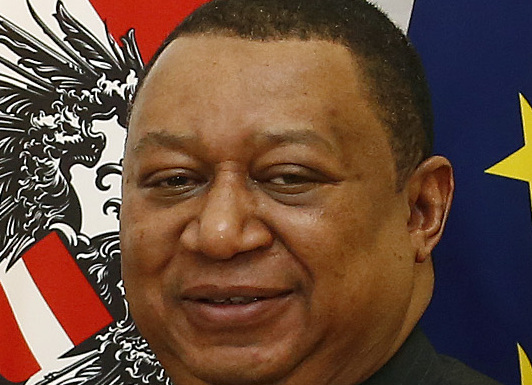
Мохаммед Баркиндо

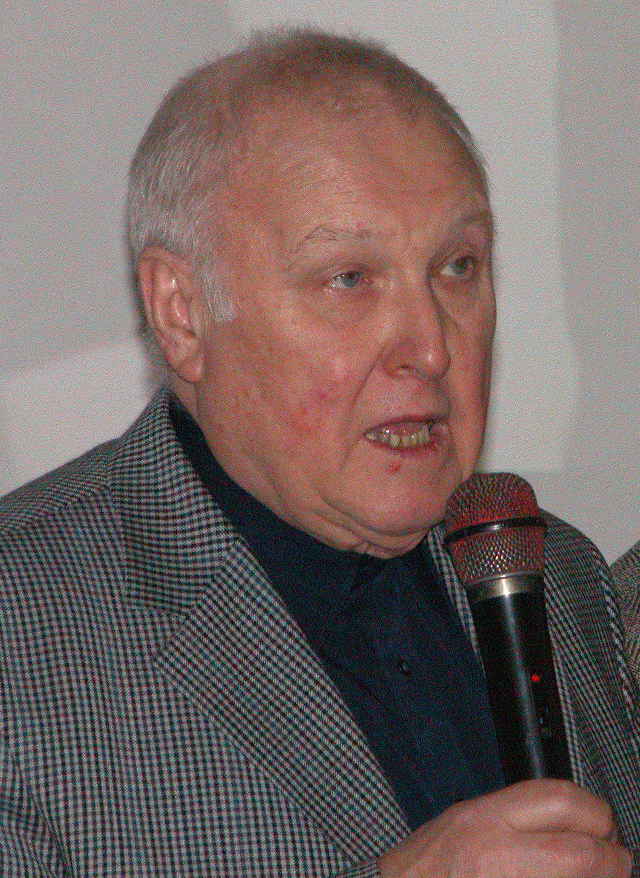
Георгий Зубков

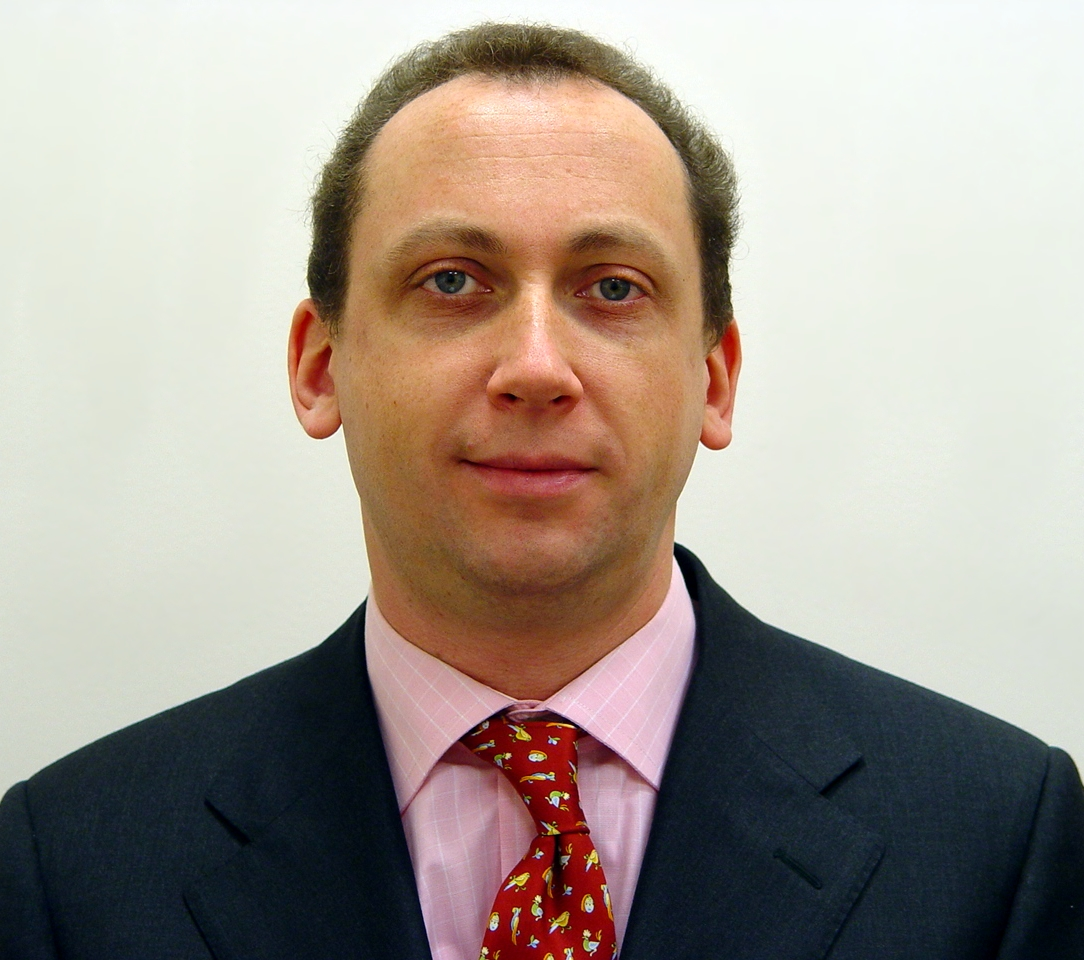
Слава Рабинович

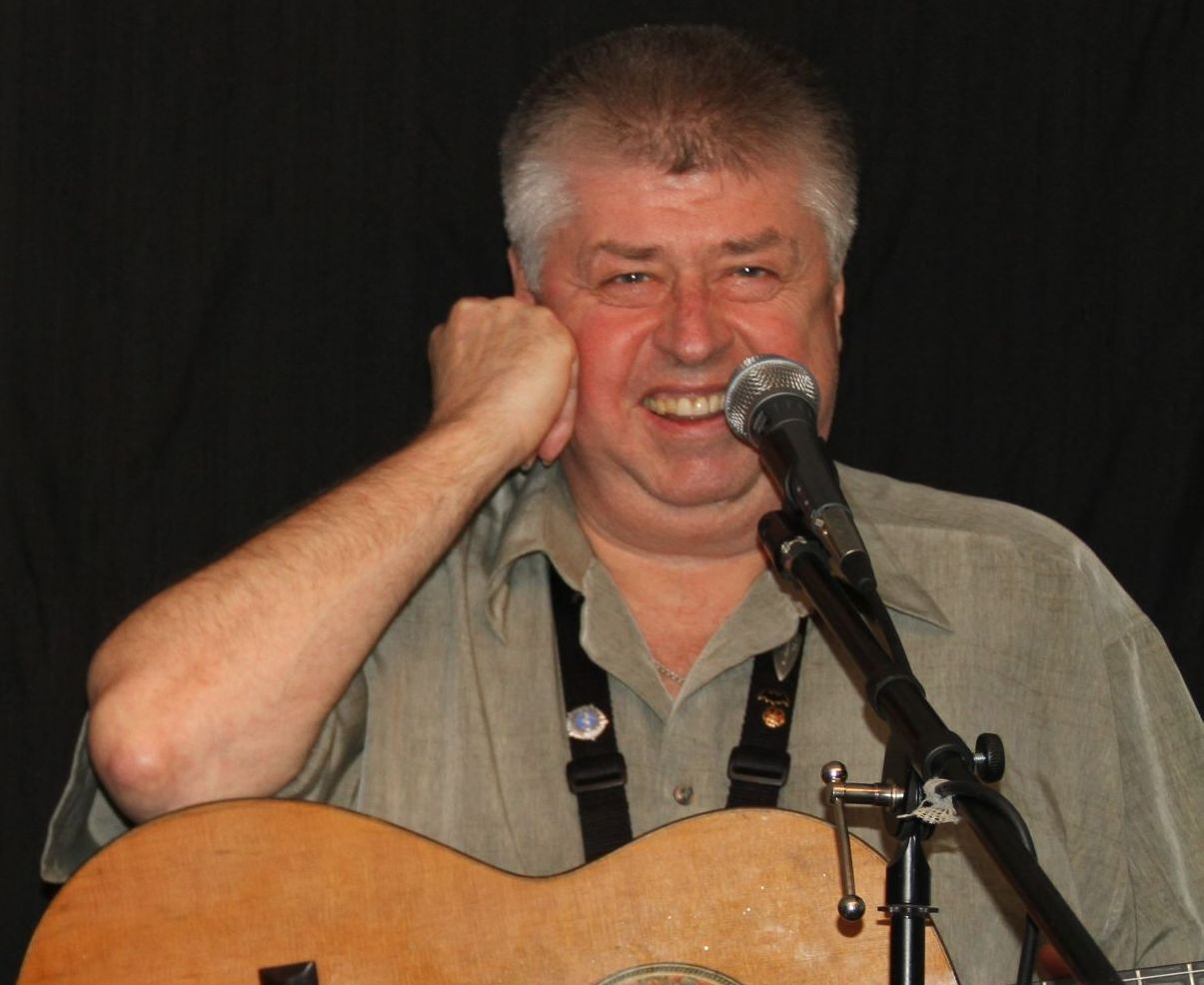
Леонид Сергеев

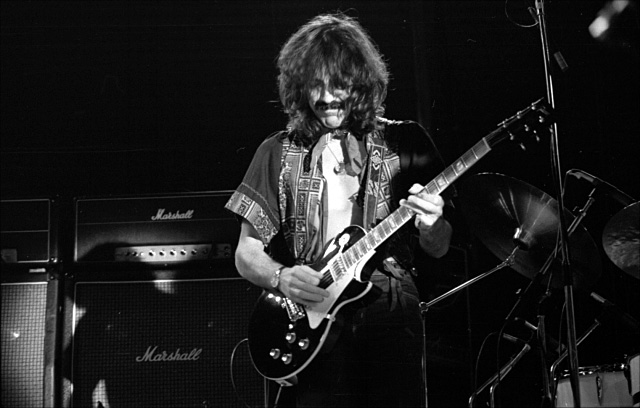
Мэнни Чарлтон

- Баранов, Рудольф Николаевич (80) — советский и российский живописец, заслуженный художник Российской Федерации, почётный член РАХ (2014)[314].
- Баркиндо, Мохаммед (63) — нигерийский политик, генеральный секретарь Организации стран — экспортёров нефти (ОПЕК) (c 2016 года)[315].
- Богуславская, Алла Георгиевна (89) — советская и российская балерина и хореограф, солистка балета Большого театра (1951—1974), заслуженный деятель искусств Российской Федерации (2014)[316].
- Ванян, Альберт Андраникович (90) — советский и армянский детский хирург, доктор медицинских наук, профессор[317].
- Зубков, Георгий Иванович (96) — советский и российский журналист-международник и писатель[318].
- Карми, Лизетта[итал.] (98) — итальянский фотограф[319].
- Кейси, Лен[англ.] (91) — английский футболист[320].
- Кёрппен, Альфред[нем.] (95) — немецкий композитор[321].
- Ли Хо Ван[англ.] (93) — южнокорейский врач, эпидемиолог и вирусолог[322].
- Муравьёва, Ирина Аркадьевна (88) — русская писательница и журналистка, вдова А. М. Панченко[323].
- Ниемеля, Яри Калеви (64) — финский эколог, ректор Хельсинкского университета (2018—2022)[324].
- Оман, Арне[швед.] (97) — шведский легкоатлет, чемпион летних Олимпийских игр в Лондоне (1948) в тройном прыжке[325].
- Пишенин, Алексей Николаевич (72) — генерал-майор ВВС СССР и России, начальник Сызранского высшего военного авиационного училища лётчиков (Сызранского ВВАУЛ) в 1999—2004 годах, заслуженный военный лётчик Российской Федерации (1994)[326].
- Рабинович, Слава (56) — российский и американский инвестиционный финансист, экономический и политический аналитик[327].
- Сергеев, Леонид Александрович (69) — советский и российский бард[328].
- Синния Субраманиам[англ.] (77) — малайзийский политический деятель, сенатор (1974—1978, 1982—2004)[329].
- Тутуполи, Боб (82) — индонезийский певец и автор песен[330].
- Фон Долен, Ленни (63) — американский актёр[331].
- Чарлтон, Мэнни (80) — британский гитарист, автор песен, продюсер, сооснователь Nazareth[332].

## 4 июля

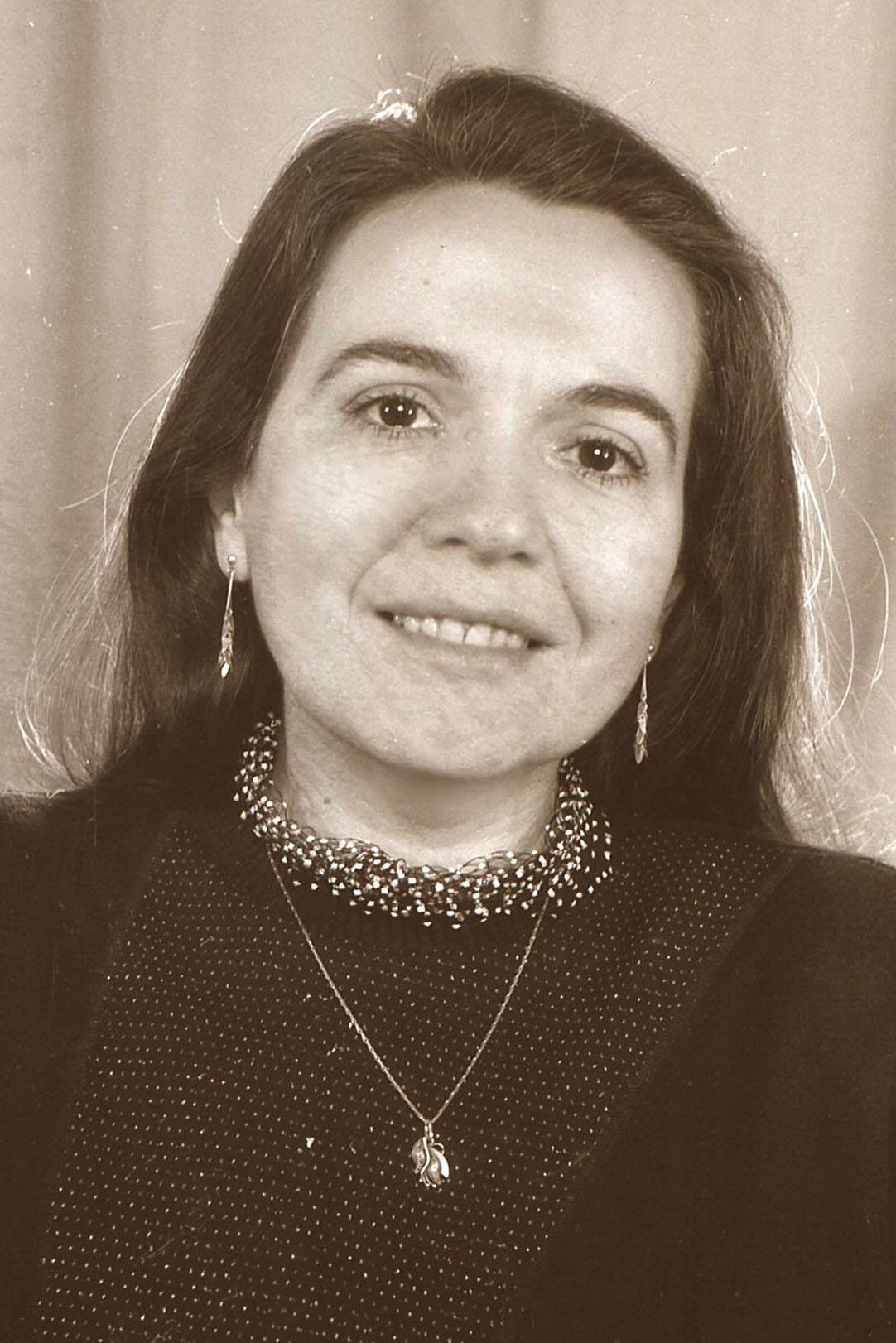
Татьяна Веркина

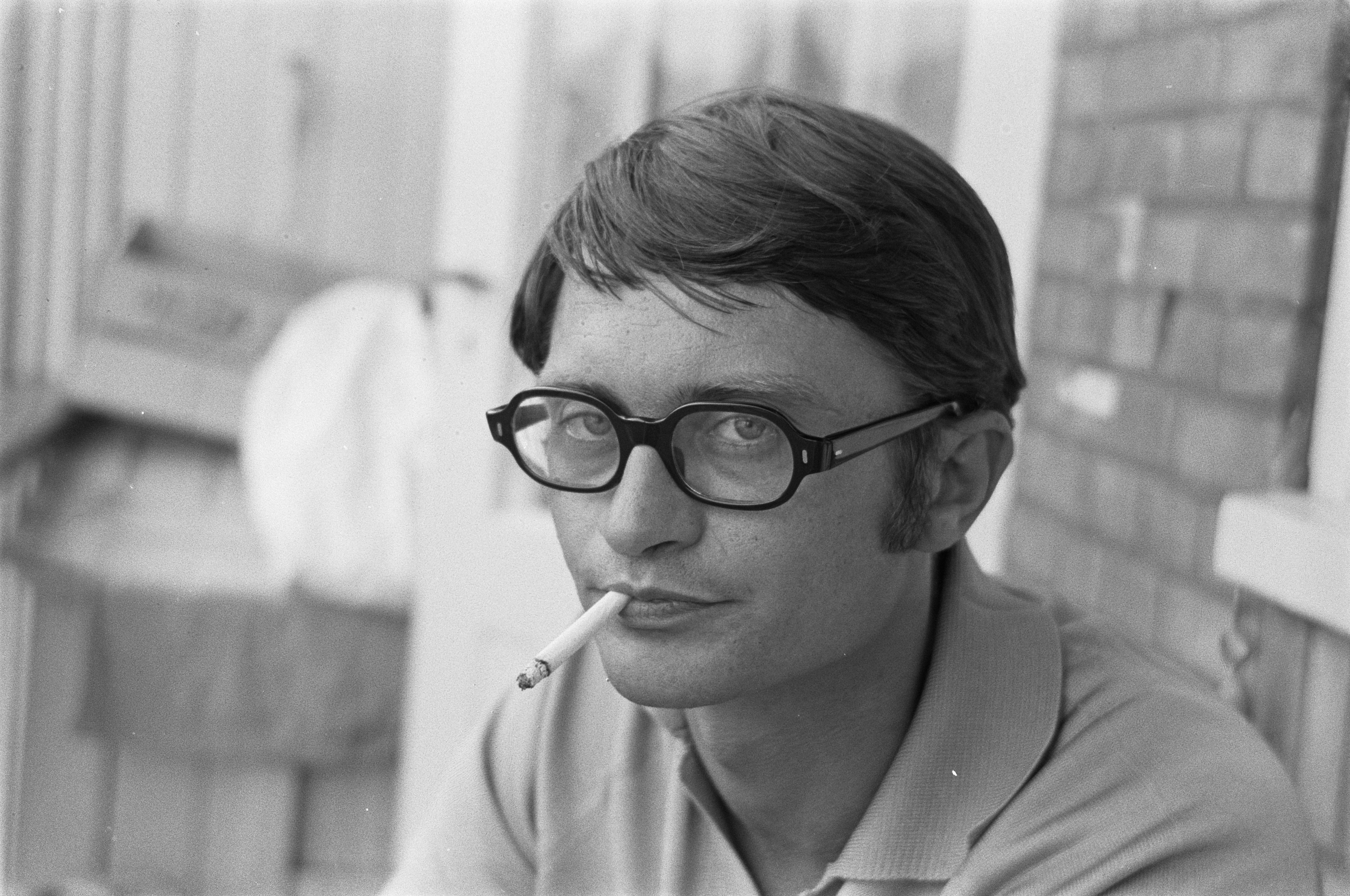
Ремко Камперт

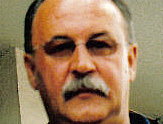
Януш Купцевич

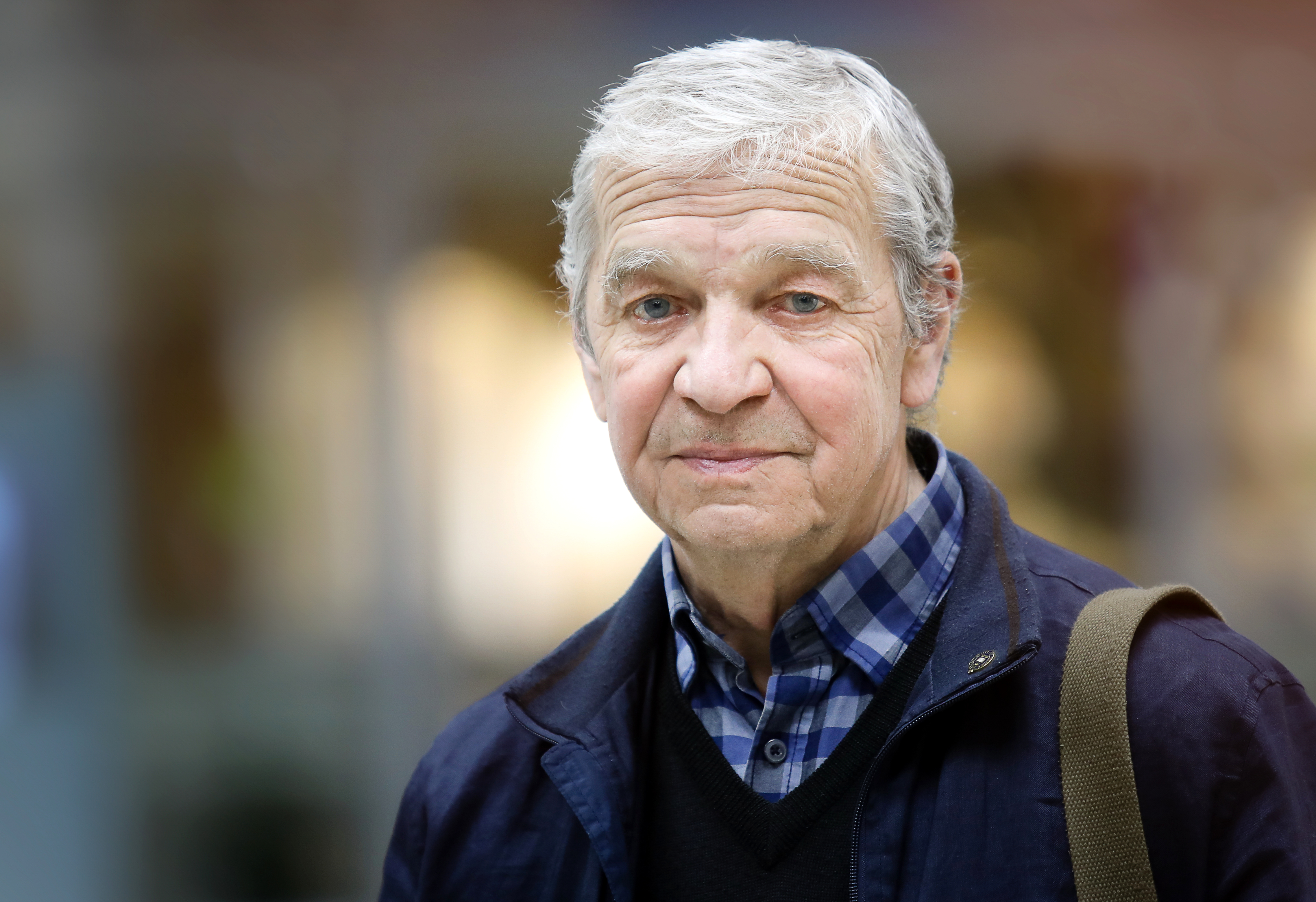
Юлий Файт

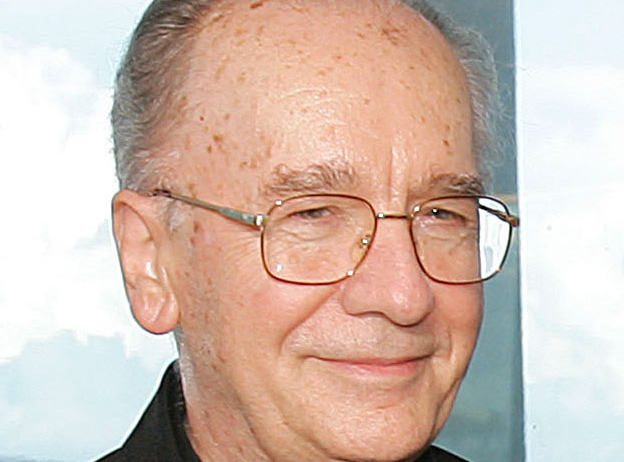
Клаудиу Хуммес

- Аз-Захаби, Хайри[англ.] (75) — сирийский писатель, мыслитель, историк, сценарист[333].
- Бернстайн, Ричард Джейкоб[англ.] (90) — американский философ[334].
- Блэйкли, Алан[англ.] (82) — британский певец и автор песен[335].
- Боднаренко, Елена Владимировна (57) — молдавский политический деятель, депутат Парламента (2005—2011, 2014—2019 и с 2021), мэр города Сороки (2011—2015)[336].
- Веркина, Татьяна Борисовна (75) — украинская пианистка и певица, ректор Харьковского университета искусств (2003—2020), народная артистка Украины (2004)[337].
- Гросси, Паоло[итал.] (89) — итальянский юрист, судья (2009—2018) и председатель (2016—2018) Конституционного суда Италии[338].
- Ильгамов, Тамерлан Айсарович (28) — российский военнослужащий, командир боевого расчёта зенитной ракетной батареи гвардейского зенитного ракетного полка, гвардии прапорщик, участник российско-украинской войны, Герой Российской Федерации (2022, посмертно); погиб в бою[339].
- Камперт, Ремко (92) — нидерландский писатель, поэт и переводчик, лауреат Нидерландской литературной премии (2015)[340].
- Кубатиев, Алан Кайсанбекович (69) — российский писатель, публицист, переводчик, литературовед, журналист, антологист[341].
- Купцевич, Януш (66) — польский футболист, футбольный тренер, бронзовый призёр чемпионата мира (1982)[342].
- Маджумдар, Тарун (91) — индийский кинорежиссёр[343].
- Миддлмасс, Клайв[англ.] (77) — английский футболист, футбольный тренер[344].
- Свешников, Алексей Георгиевич (97) — советский и российский физик, доктор физико-математических наук, профессор физического факультета МГУ, лауреат Государственной премии СССР[345].
- Соломон, Реанна (40) — науруанская тяжелоатлетка, чемпионка Игр Содружества 2002 года[346].
- Такахаси, Кадзуки[яп.] (60) — японский мангака, создатель Yu-Gi-Oh!; несчастный случай (дата смерти оценена экспертами)[347].
- Тот, Ласло[итал.] (91) — венгерский баскетболист, чемпион Европы (1955)[348].
- Файт, Юлий Андреевич (85) — советский и российский кинорежиссёр и актёр[349].
- Хаммонд, Мона[англ.] (91) — ямайско-британская киноактриса[350].
- Хуммес, Клаудиу (87) — бразильский кардинал, архиепископ Форталезы (1996—1998), архиепископ Сан-Паулу (1998—2006)[351].
- Эранг, Хуберт[люкс.] (91) — люксембургский гимнаст, участник Олимпийских игр (1952, 1960)[352].

## 3 июля

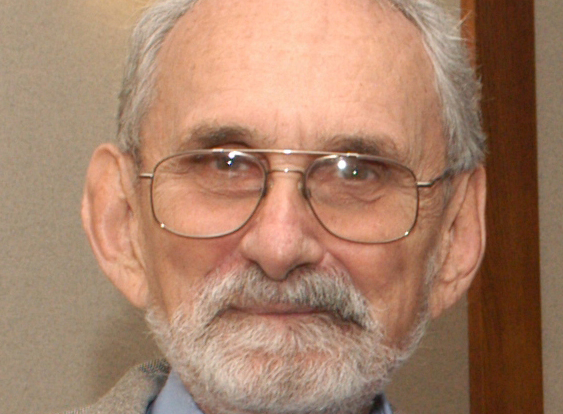
Роберт Кёрл

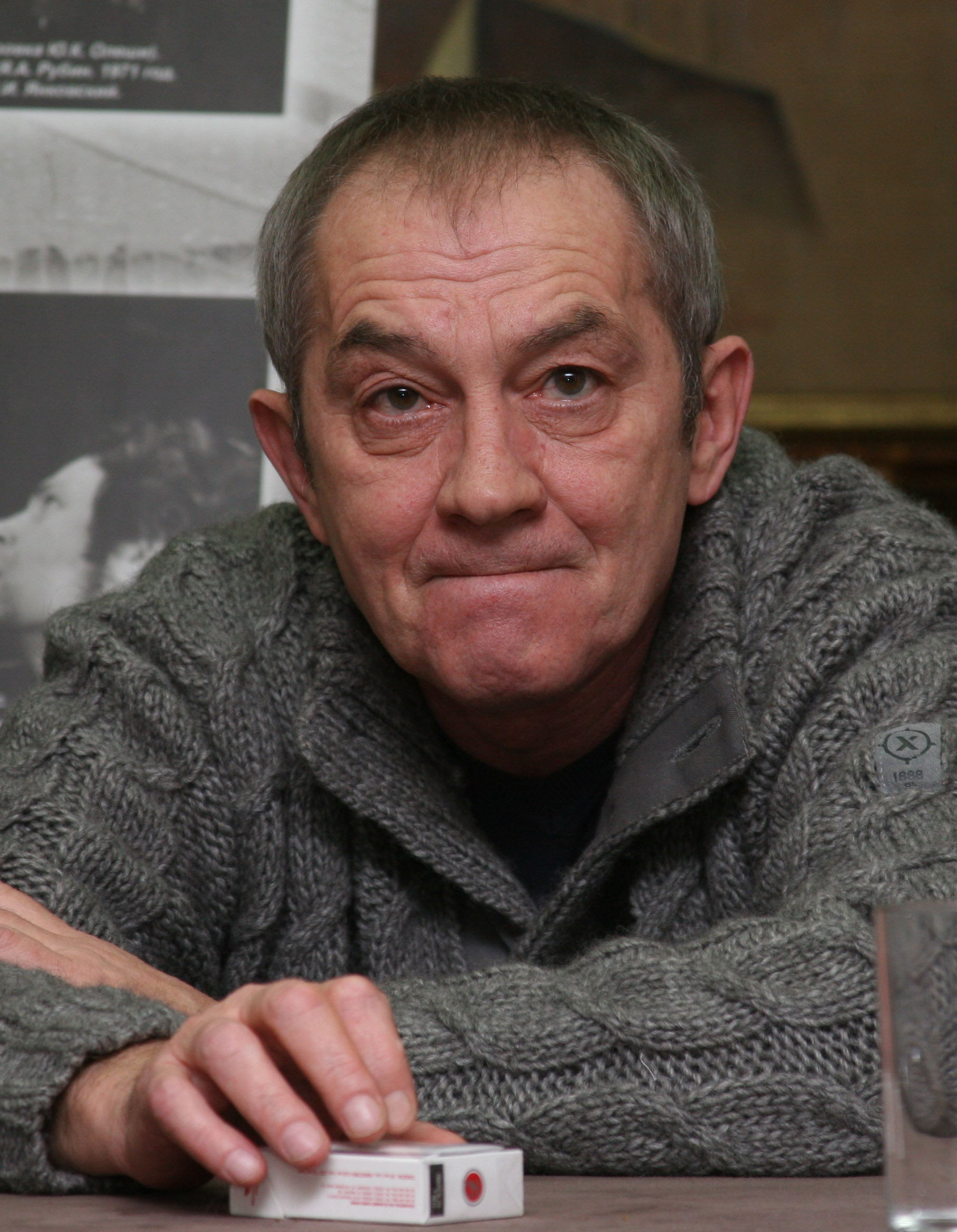
Сергей Сосновский

- Александер, Клиффорд[англ.] (88) — американский юрист, предприниматель и политик, министр армии США (1977—1981)[353].
- Андрейкин, Анатолий Иванович (76) — начальник УМВД РФ по Самарской области (1995—1998), генерал-лейтенант милиции[354].
- Бановец, Джозеф (85) — американский пианист[355].
- Бендерский, Виктор Адольфович (85) — советский и российский учёный в области химической физики, доктор физико-математических наук, профессор, лауреат Государственной премии СССР в области науки и техники (1988) «за создание оригинального направления в радиоспектроскопии — метода двойного электрон-электронного резонанса»[356].
- Григорьев, Юрий Александрович (82) — советский оперный певец (баритон), солист Большого театра (1968—1990), народный артист РСФСР (1983)[357].
- Кёрл, Роберт (88) — американский химик, член Национальной академии наук США (1997), лауреат Нобелевской премии по химии (1996)[358].
- Коген, Юрий Борисович (84) — советский и украинский экономист, финансист и политик, депутат Верховной рады (1994—1998)[359].
- Костечко, Николай Николаевич (75) — российский военачальник, начальник штаба — первый заместитель начальника ГРУ, генерал-полковник (2002), Герой Российской Федерации (2000)[360].
- Ни Куан[англ.] (87) — гонконгский писатель и сценарист[361].
- Петрович, Сретен[серб.] (82) — югославский и сербский философ, искусствовед и культуролог[362].
- Руане, Сержиу Паулу (88) — бразильский политический деятель и дипломат, министр культуры Бразилии (1991—1992)[363].
- Селиванов, Александр Геронтьевич (81) — советский и российский военачальник, начальник Политуправления — первый заместитель командующего Северным флотом (1987—1991), вице-адмирал (1991), народный депутат РСФСР / РФ (1990—1993)[364].
- Сосновский, Сергей Валентинович (67) — советский и российский актёр, народный артист Российской Федерации (2004)[365].
- Тернбулл, Чарльз Уэсли[англ.] (87) — американский государственный деятель, губернатор Виргинских Островов (США) (1999—2007)[366].

## 2 июля

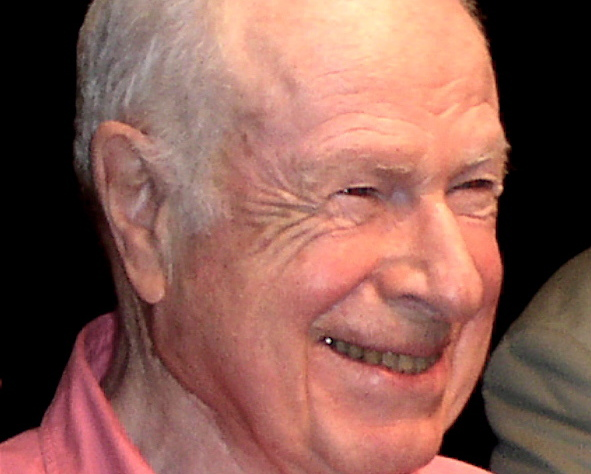
Питер Брук

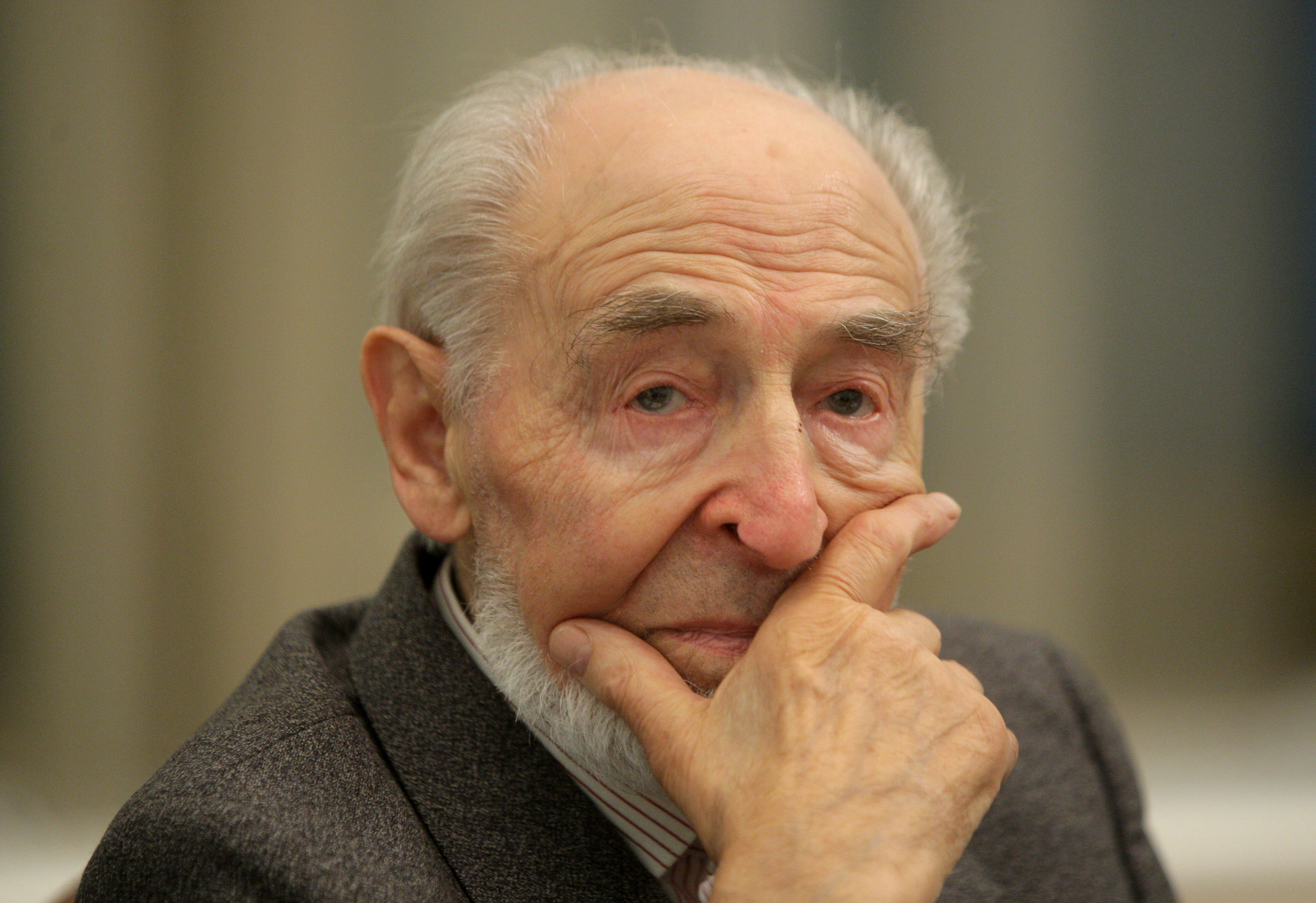
Леонид Шварцман

- Блэквуд, Дэвид[англ.] (80) — канадский художник[367].
- Брук, Питер (97) — английский режиссёр театра и кино[368].
- Горам, Энди (58) — шотландский футболист[369].
- Де Кадене, Ален[англ.] (76) — британский автогонщик и телеведущий[370].
- Досамантес, Сусана[исп.] (74) — мексиканская актриса, мать Паулины Рубио[371].
- Колкер, Дмитрий Борисович (54) — российский физик, доктор физико-математических наук, профессор НГТУ[372].
- Мангольд, Мила (114) — американская супердолгожительница[373].
- Микс, Эдвард[фр.] (90) — франко-американский актёр и продюсер[374].
- Нагманов, Кажмурат Ибраевич (74) — советский и казахский государственный деятель, министр транспорта и коммуникаций (2002—2005), аким Северо-Казахстанской области (1999—2002), аким Восточно-Казахстанской области (1996—1997), аким Жезказганской области (1994—1996)[375].
- Нарская, Тамара Борисовна (93) — советская артистка балета и педагог, заслуженный работник культуры РСФСР (1976)[376].
- Ноэль, Лоран[англ.] (102) — канадский католический прелат, епископ Труа-Ривьера (1975—1996)[377].
- Риверо, Сауль[исп.] (67) — уругвайский футболист игрок национальной сборной[378].
- Стайнер, Сьюзи[англ.] (51) — английская писательница[379].
- Тоне Мбог, Феликс[фр.] (88) — камерунский государственный деятель, министр иностранных дел (1983—1984)[380].
- Уэрта Монтальво, Франсиско[исп.] (82) — эквадорский врач и государствегнный деятель, министр здравоохранения (1982—1983), министр внутренних дел (2000)[381].
- Цветков, Цветан Димитров[болг.] (78) — болгарский криобиолог, академик БАН (1995), иностранный член РАН (2014)[382].
- Шварцман, Леонид Аронович (101) — советский и российский художник и режиссёр-мультипликатор, народный художник Российской Федерации (2002), почётный член РАХ (2020)[383].

## 1 июля

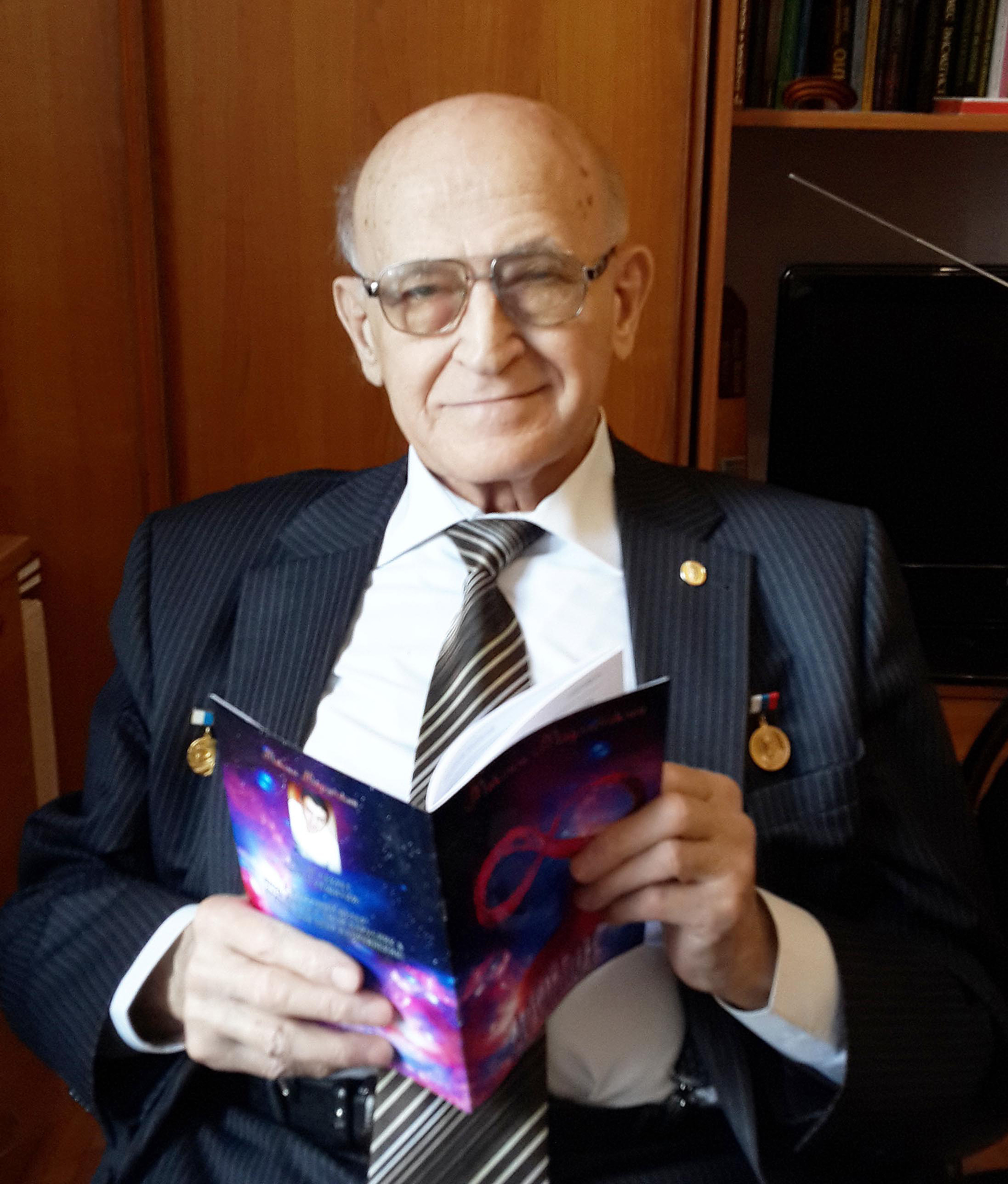
Альберт Никитин

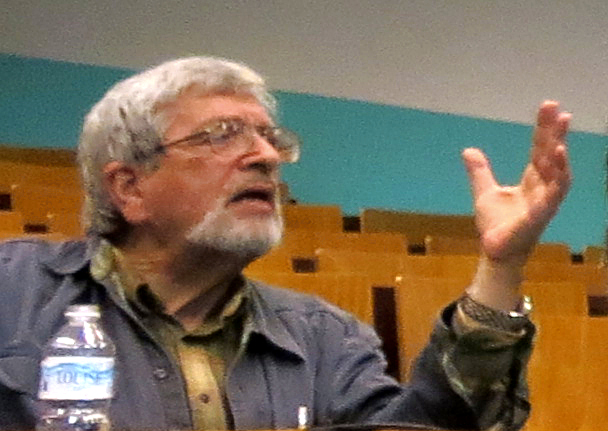
Ричард Тарускин

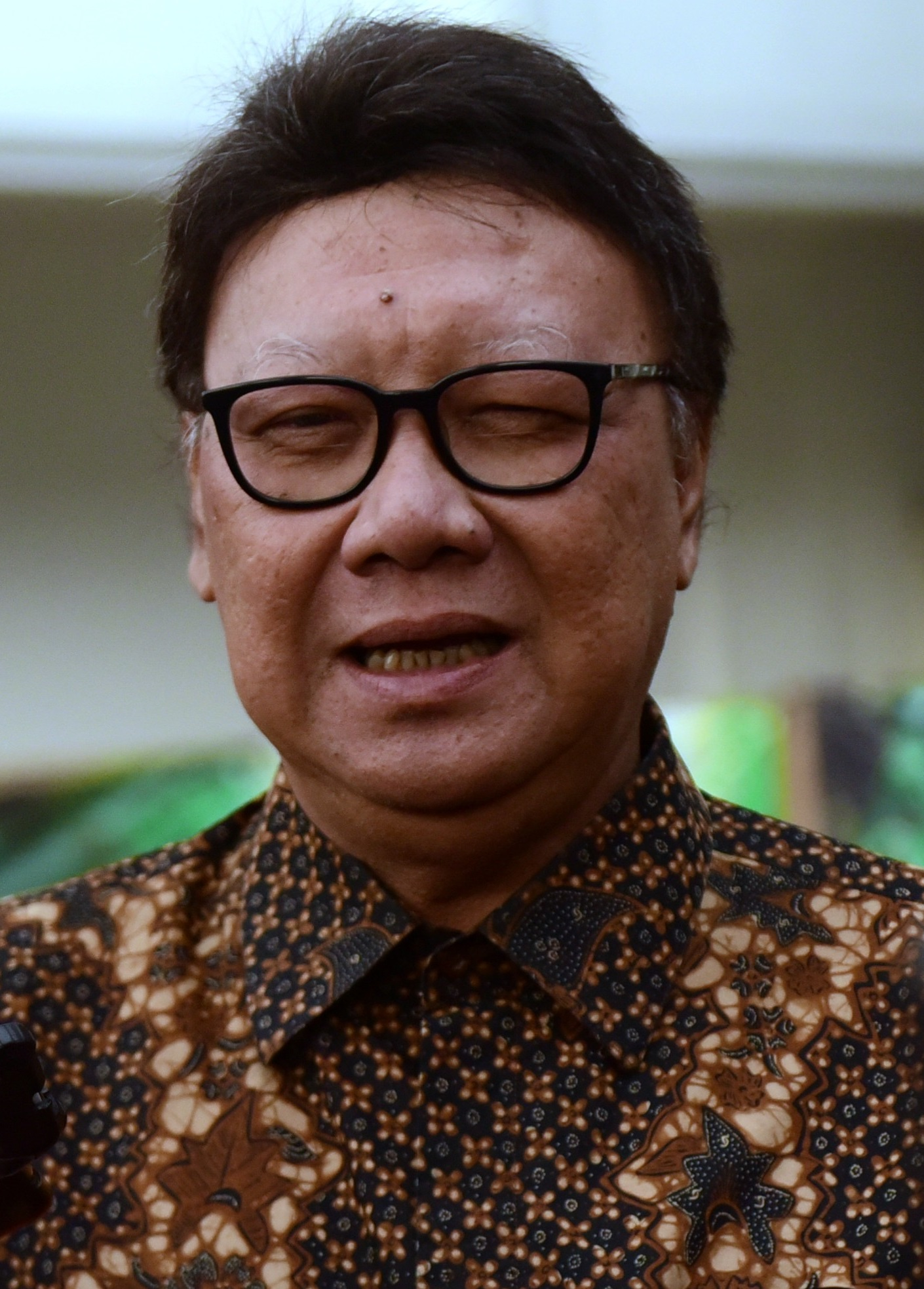
Чахьо Кумоло

- Аль-Абуди, Мохаммед ибн Насер[араб.] (95/96) — саудовский писатель и религиозный деятель, генеральный секретарь и директор Исламского университета в Медине, помощник генерального секретаря Всемирной исламской лиги[384].
- Басби, Дрю[англ.] (74) — шотландский футболист и тренер[385].
- Гонсалвиш, Раул Николау[порт.] (95) — индийский католический прелат, патриарх Восточной Индии (1978—2004)[386].
- Гюннарссон, Арни (82) — исландский журналист и политик[387].
- Леонович, Станислав Викторович (63) — советский фигурист, советский и французский тренер по фигурному катанию, заслуженный мастер спорта СССР (1982), заслуженный тренер СССР (1988)[388].
- Мочуров, Атанас (91) — болгарский писатель[389].
- Никитин, Альберт Николаевич (86) — советский и российский учёный в области ракетно-космической техники, доктор технических наук, профессор[390].
- Прадо, Маурицио[итал.] (91) — итальянский кинорежиссёр и киносценарист[391].
- Тарускин, Ричард (77) — американский музыковед и музыкальный критик[392].
- Фарго, Ирене (59) — итальянская актриса и певица[393].
- Халиуллин, Юрий Михайлович (78) — советский и российский военный инженер, контр-адмирал (1990)[394].
- Чахьо Кумоло (64) — индонезийский политик, министр внутренних дел Индонезии (2014—2019)[395].
- Шишков, Александр Валерьевич (42) — украинский игрок в пляжный футбол, футбольный тренер и функционер; погиб при ракетном ударе[396].